# Национализация «Приватбанка»
Основанный в 1992 году (как акционерное общество зарегистрирован в 1991 году), ПриватБанк является одним из первых коммерческих банков на Украине. На сегодняшний день в Приватбанке открыты счета более чем у 22 миллионов клиентов. ПриватБанк обслуживает около 60% безналичных транзакций на Украине, согласно данным Национального банка. Также обслуживает половину всех платежных карт, выпущенных в стране, 40% депозитов всей банковской системы сконцентрировано в Приватбанке. До национализации банка его владельцами были бизнесмены Игорь Коломойский и Геннадий Боголюбов, которые контролировали 92% акций учреждения.
Несмотря на динамичный рост сектора банковского ритейла, Национальный банк Украины зафиксировал проблемы с уровнем достаточности капитала, кредитным портфелем, выполнением нормативов со стороны учреждения. После проведения стресс-тестирования банка стал понятен масштаб проблем, который угрожал устойчивости всей банковской системы Украины. В феврале 2016 года акционеры банка согласились на трансформацию кредитного портфеля (перевод кредитной задолженности перед банком на прозрачные работающие бизнесы с реальными залогами, достаточными для обслуживания кредитов), в результате которой потребность банка в капитале должна была уменьшиться. Это позволило бы Приватбанку вернуться в рамки адекватности капитала — 5%. Экс-владельцы провалили сроки трансформации и не выполнили её в полном объёме.
В 2016 году НБУ и "заинтересованные лица" проводят массированную информационную атаку на банк, в результате которой экс-владельцы направили письма в правительство и НБУ, в которых просили государство войти в капитал банка и провести его оздоровление, а со своей стороны гарантировали невмешательство в этот процесс и обязывались провести реструктуризацию кредитного портфеля банка до середины 2017 года. Уже 18 декабря Кабинет министров Украины принял решение о вхождении государства в капитал банка. Впрочем, реструктуризация так и не была осуществлена экс-владельцами, и в июле 2017 года государство перешло к процедуре судебного взыскания залогов с должников по кредитному портфелю, а правоохранительные органы начали расследование по поводу действий экс-владельцев и топ-менеджеров банка.
Сегодня Приватбанк — государственный банк, который успешно продолжает свою работу и полностью докапитализирован. Международные эксперты готовят новую стратегию по работе государственного банка и осуществляют подготовку ко вхождению в капитал стратегических инвесторов.

## Группа «Приват»
Игорь Коломойский, соучредитель и экс-владелец Приватбанка, также является соучредителем финансово-промышленной группы «Приват». «При этом группа никогда не была оформлена юридически», — заявлял Игорь Коломойский в интервью «Украинской правде» в 2010 году. Редактор отдела макроэкономики Юрий Сколотяный и руководитель проекта Finbalance Василий Пасочник в статье относили к связанным с группой и структурой собственности банка в том числе часть «Укрнафты» и полностью ООО «Приват-Агроцентр», Покровский ГОК, Марганецкий ГОК, авиакомпании «МАУ» и «Днеправиа», Запорожский завод ферросплавов, НПК «Галичина», Стахановский завод ферросплавов, «Днепразот», Никопольский завод ферросплавов, сети заправок «Авиас», «Укрнафта», «Мавекс-медицина», ANT, Sentosa Oil и др. Журналисты также отмечали, что на сайте Приватбанка был обнародован официальный список аффилированных к нему компаний, в котором было не менее 26 позиций.
Международная банковская группа
Приватбанку до его национализации принадлежали одноимённый дочерний банк в Латвии, филиалы в Италии (Приватбанк (Латвия) закрыл итальянский филиал весной 2017 года), Португалии и на Кипре, а также представительства в Китае, Казахстане, Испании и Великобритании. Ранее в группу входили дочерние банки в Российской Федерации и Грузии (см. Москомприватбанк и Приватбанк (Грузия)), которые были проданы в 2014 и 2015 годах соответственно.
10 августа 2016 года сообщалось о начале процедуры закрытия Банком Италии филиала Приватбанка в своей стране по обвинению в отмывании денег. Банк Италии в ходе проверки деятельности филиала Приватбанка установил, что финансовое учреждение нарушает закон о препятствовании отмыванию денег. Кроме того, существовал риск повторения ситуации в будущем. Поэтому Банк Италии принял решение закрыть филиал латвийского банка, в котором менее половины акций принадлежало Приватбанку.
31 октября 2016 года Центральный банк Кипра оштрафовал филиал Приватбанка в своей стране на более чем 1,5 млн евро по обвинению в отмывании денег. Данный штраф, примененный Центральным банком Кипра к коммерческому банку за несоблюдение правил борьбы с отмыванием денег, стал крупнейшим в истории государства.

## История Приватбанка
С момента основания до конца девяностых годов
По мнению исследователей истории банка, идея его основания возникла у Сергея Тигипко. Официально основателями Приватбанка, по данным журналистов lb.ua, стали три компании: «Солм» (учредители — бизнесмены Алексей Мартынов, который выбыл из состава акционеров банка, вероятно, в 2008 году, и Леонид Милославский — первый председатель наблюдательного совета банка, умер в 1996-м); «Сентоза» (учредители — бизнесмены Игорь Коломойский и Геннадий Боголюбов) и «Вист». В 1995 году банк активно включился в ваучерную приватизацию. По мнению журналистов, в это время он аккумулировал более 1,2 миллиона сертификатов (2,3% от их общего количества) и начал приобретение пакетов акций металлургических компаний. Параллельно с этим Приватбанк приступил к активному развитию своей сети: за первые пять лет работы было открыто 188 отделений. В 1996 году банк стал полноправным членом платежной системы Visa International и начал масштабную эмиссию пластиковых карт. В 1997 году Приватбанк стал первым украинским банком, получившим рейтинг в международном рейтинговом агентстве Thomson BankWatch, и стал полноправным членом платежной системы Europay International. В 1998 году банк получил рейтинг в международном рейтинговом агентстве Fitch Ratings. В ноябре 1998 года по результатам тендера банк получил право осуществлять в Украине выплаты денежной помощи от Швейцарского фонда помощи нуждающимся жертвам холокоста. В 1999 году Приватбанк открыл свой филиал на острове Кипр.
Приватбанк в нулевые годы
В 2001 году банк запускает систему Privat24 — проект, который дал возможность клиентам управлять своими счетами в режиме реального времени, выполнять регулярные платежи, перевод средств и т. п. В 2003 году Приватбанк был признан лучшим банком по качеству обслуживания клиентов в системе Western Union. В том же году банк получил награду STP Excellence Award от Банка Германии. Приватбанк стал первым украинским банком, разместившим на европейском рынке еврооблигации на сумму 100 млн долларов. Кроме того, Приватбанк является первым банком в Украине, получившим B-рейтинг агентства Standard & Poor’s. Международное рейтинговое агентство Fitch Ratings присвоило Приватбанку окончательный долгосрочный B-рейтинг еврооблигаций. Более десяти лет назад банк одним из первых в мире начал использовать одноразовые СМС-пароли. К другим инновациям можно отнести такие решения, как платежный мини-терминал, вход в интернет-банк через QR-код, онлайн-инкассацию, а также десятки различных мобильных приложений.
Самый крупный коммерческий банк Украины
Программа "ТСН" телеканала "1+1" сообщала, что в рейтинге «Топ-1000 банков мира» журнала The Banker, который издается Financial Times Ltd, ПриватБанк занял 315-е место.
По данным исследования GfK Ukraine, в III квартале 2017 года с банком сотрудничали 51,6% граждан Украины — физических лиц старше 16 лет. Основным банком Приватбанк считали 42,5% пользователей банковских услуг — физических лиц. Среди корпоративных клиентов в 2017 году аналогичные показатели для Приватбанка составляют:
- юридические лица: 58,4% сотрудничали, 33,6% считали своим основным банком;
- субъекты предпринимательской деятельности — физические лица: 73,2% сотрудничали, 65,6% считали своим основным банком.

Согласно данным НБУ, на 1 января 2017 года на долю Приватбанка приходилось 54 % активных платежных карт.

## Финансовый кризис 2014—15 гг. на Украине
Национальный банк Украины в разделе II «Текущее состояние и проблемы финансового сектора» Комплексной программы развития финансового сектора Украины до 2020 года отметил, что развитие финансового сектора в течение 2009—2014 годов носило дискретный и непропорциональный характер. Банковская система росла опережающими темпами по сравнению с другими сегментами финансового сектора, на рынке акций, корпоративных облигаций, выкупом ценных бумаг институтов совместного инвестирования. В связи с отсутствием эффективного законодательства, систем регулирования и пруденциального надзора устойчивое развитие небанковского финансового сектора было затруднено. Это привело к появлению значительного количества кэптивных финансовых учреждений и финансовых пирамид, затормозило развитие рынка финансовых услуг и вызвало углубление финансового кризиса и усиление недоверия к финансовому сектору в целом.
Внутренние потрясения, вооруженный конфликт на востоке Украины и аннексия Крыма РФ оказали негативное влияние на развитие экономики, снизив доверие потребителей финансовых услуг к банковскому сектору, и разбалансировали финансовые рынки. Сокращение экономической активности и торговые дисбалансы послужили причиной девальвации национальной валюты и ускорения инфляции до 30% годовых. Вышеназванные события привели к ухудшению качества кредитных портфелей банковской системы, что обусловило необходимость очистки банковской системы, начавшейся в 2014 году, и потребовало дополнительного увеличения капитала в банках для формирования значительных резервов под активные операции. В 2014 году отчисления в резервы стали определяющим фактором убыточности банковской системы.
По мнению доктора экономических наук Сергея Кораблина, заместителя директора Института экономики и прогнозирования НАН Украины, случай с ПриватБанком оказался уникальным уже только из-за размеров и объёмов «токсичного» кредитного портфеля, состоявшего из долгов одной финансово-промышленной группе. Банк перерос свою кэптивную модель, но ещё недостаточно вырос, чтобы адекватно сотрудничать с предприятиями-должниками и вовремя отказывать в удовлетворении бизнес-запросов владельцев группы. Это могло бы перераспределить риски и обеспечить работающими кредитами значительные объёмы вкладов физических лиц учреждения.
Начало кризиса
По мнению финансового аналитика Андрея Приходько, экономический кризис в Украине привел к тому, что многие владельцы просто не обладали капиталами для поддержки своих банков. «На рынке остаются только те банки, которые готовы зарабатывать на банковском бизнесе, а не на схемах и инсайдерском кредитовании. Это, безусловно, главный положительный итог всех болезненных процессов трансформации рынка», — считает Андрей Приходько.
В июне 2015-го НБУ в Комплексной программе развития финансового сектора Украины до 2020 года[11] обрисовал ключевые признаки системных проблем в финансовом секторе страны:
- резкий рост доли проблемных активов на балансах банков;
- доля проблемных кредитов в банковском секторе выросла с 12,9% в начале 2014 года до 24,7% в конце I квартала 2015 года;
- существенный отток депозитов из банковского сектора: за 2014 год и I квартал 2015 года минус 45,4% по валютным депозитам и минус 17,9% по гривневым;
- жесткие административные меры (в том числе по поводу снятия депозитов, валютно-обменных операций), которые были введены в связи с развертыванием военных действий и экономическим кризисом;
- высокая долларизация кредитов и депозитов: 55,9 и 53,4% соответственно по состоянию на конец I квартала 2015 года;
- несбалансированная база активов и пассивов банков: соотношение кредитов к депозитам достигло пикового значения 226,7% в 2009 году и составило 158,8% на конец I квартала 2015 года;
- 47 банков только за период с I квартала 2014 года до II квартала 2015 года из всего чуть более 180 банков на начало 2014 года были объявлены неплатежеспособными;
- недостаточные размеры собственного и регулятивного капитала банков вследствие ухудшения качества кредитов и других активов и формирования резервов по активным операциям с начала 2014 года;
- массовый выход из Украины крупных европейских игроков банковского сектора: после кризиса 2008—2009 годов около 10 европейских банков продали свои дочерние банки в Украине или прекратили ведение розничного банковского бизнеса;
- отсутствие первичных публичных размещений (IPO) акций украинских компаний на местных и зарубежных биржах в течение 2013—2014 годов;
- уменьшение объёма торгов на отечественных биржах (кроме торговли государственными облигациями) на 38% в 2014 году — до 76 млрд грн, в том числе торгов акциями и деривативами на 46% — до 36 млрд грн;
- низкая и неизменная в течение 2008—2014 годов доля страховых компаний в общей структуре финансового сектора (от 2,6 до 3%);
- низкий уровень активов системы пенсионного обеспечения: на уровне 2,5 млрд грн, или 0,2% от ВВП, на конец 2014 года.

В результате указанных проблем некоторые банки начали отказывать в возврате денег и клиентам, и регулятору. Прочие банки были уже не в состоянии выполнять нормативы и требования Национального банка Украины. Были и такие менеджеры которые, оставшись без поддержки акционеров, просто сбежали из страны от проблем и обязательств перед вкладчиками. Большинство банков не раскрывали реальных владельцев, а отчетность не отражала реального состояния дел. Даже выводы независимых аудиторов не гарантировали объективной оценки состояния дел внутри банков.
По мнению экономического обозревателя информационного проекта «Новое время» Леси Выговской, фактически «банкопад» начался в феврале 2014-го, во время Евромайдана: тогда обанкротился Брокбизнесбанк (БББ), принадлежавший олигарху Сергею Курченко. Именно через это финучреждение выводили деньги за границу члены правительства Виктора Януковича, оставившие вкладчиков БББ ни с чем. Затем по схожим причинам (вывод денег и активов из страны) обанкротились ещё 16 банков. Валерия Гонтарева, которая в июне 2014-го пришла на пост главы НБУ, объявила о начале целенаправленной чистки банковской системы. В результате в 2014 году с рынка исчезли ещё 32 финучреждения, а в 2015-м — 33.
Председатель правления Украинской межбанковской валютной биржи Анатолий Гулей объясняет: «Те банки, дыра в капитале которых была больше, чем у других, упали первыми. Сначала ушли банки, которые не были докапитализированы после кризиса 2008 года, и это были системные банки»[15]. По его словам, вышеназванные банки потянули за собой и некоторые мелкие банки, связанных с ними капиталом или клиентами. Показательными примерами небанковских финучреждений, покинувших рынок, эксперты считают «Национальный кредит» и «Премиум». Оба признаны неплатежеспособными за нарушение законодательства, регулирующего вопросы предотвращения и противодействия легализации доходов.
Председатель правления «УниКредит Банка» Тамара Савощенко отмечала: «Большинство украинских банков никогда не формировали свои капиталы живыми деньгами. Это были либо „мусорные“ ценные бумаги (high-yield debt), либо формирование капитала происходило путем выдачи инсайдерских кредитов (предприятиям акционеров, которые впоследствии заходили обратно в банк как должники), либо использовались какие-то другие схемы».
Как отмечал обозреватель журнала «Український тиждень» Любомир Шавалюк  и Леся Выговская из «Нового времени» косвенно на качество банковской системы указывало и количество банков в Украине: на начало 2014 года в стране функционировало 180 кредитных учреждений. Для сравнения: в Российской Федерации, ВВП которой до кризиса был в 11 раз больше ВВП Украины, на январь 2014 года действовало 859 учреждений; в Польше, которая по объёму ВВП превышала Украину втрое, насчитывалось лишь 67 коммерческих банков.

## Реформа банковского сектора
30 апреля 2014 года МВФ одобрил кредитную программу стенд-бай для Украины в размере 16,67 млрд долларов, определив в качестве условий кредитования, кроме прочего, проведение реформ и преодоление структурных дисбалансов. Кристин Лагард, директор-распорядитель МВФ, отметила среди приоритетных реформ и стабилизацию финансовой системы. Для этого Украине нужно было провести диагностирование банковской системы и усилить её устойчивость, пересмотреть регуляторные нормы и законодательство в сфере банковской деятельности и осуществлять шаги по реструктуризации «токсичных» кредитных портфелей банков. Уже в мае 2014 года было начато диагностическое обследование 15 крупнейших банков страны. Как оказалось, кредитование связанных с банком лиц было серьёзной проблемой коммерческих банков Украины.
В августе 2014 года МВФ определил конкретные меры, необходимые для решения ключевых проблем в банковском секторе, с которыми столкнулась Украина.
Учитывая выявленные проблемы и текущее состояние банков, НБУ разделил их на три группы (категории):
1. нормально функционирующие (которые регулярно подтверждают соблюдение всех предусмотренных НБУ норм);
2. проблемные;
3. неплатежеспособные (по которым регулятор начинал процедуры выведения с рынка, учитывая будущие изменения банковского законодательства).

Индекс финансового стресса (ИФС) для Украины в 2014—2015 годах был высоким в связи с экономическим кризисом. В течение всего 2016 года он постепенно снижался и достиг докризисного уровня. В конце года после публикации предварительного отчета ИФС незначительно вырос на короткий период. Это было связано с национализацией ПриватБанка, которая привела к неопределенности и нестабильности на финансовых рынках, а также к определённому оттоку депозитов. К середине января 2017 года ситуация нормализовалась, а ИФС продолжил снижение.
В феврале 2015 года Национальный совет реформ определил 18 приоритетных направлений изменений, среди которых был предусмотрен комплекс мер по реформированию финансового сектора Украины. Была разработана и утверждена Комплексная программа развития финансового сектора Украины до 2020 года (Программа). Главной её целью является создание финансовой системы, способной обеспечивать устойчивый экономический рост за счет эффективного перераспределения финансовых ресурсов в экономике на основе развития полноценной конкурентной среды в соответствии со стандартами ЕС. Реализация Программы происходит в три этапа:
1. Очистка финансового сектора: кардинальное решение проблемы балласта прошлого, удаление с рынка недобросовестных игроков, раскрытие владельцев — участников финансового сектора.
2. Перезагрузка финансового сектора: обеспечение прозрачности и равноправия в цепочке «акционер — менеджмент — клиент», отмена всех обусловленных кризисом административных ограничений, повышение капитализации участников финансового сектора, усиление защиты прав заемщиков, кредиторов и инвесторов.
3. Создание предпосылок для долгосрочного устойчивого развития финансового сектора: обеспечение устойчивости и надежности финансового сектора в долгосрочной перспективе, приближение стандартов регулирования платежеспособности и ликвидности банков к рекомендациям Базельского комитета, введение накопительного пенсионного обеспечения, стимулирование рынка страховых и других финансовых услуг и развитие инфраструктуры и инструментов финансового сектора, создание дополнительных гарантий финансовой надежности на случай рецессии в экономике, повышение надежности системно-важных банков, повышение институциональной способности регуляторов.

Валерия Гонтарева в интервью zn.ua отмечала: «Мы знали, что второй этап реформы финансового сектора наступит только тогда, когда на рынке останется здоровая часть банковской системы. Сейчас из 122 банков, оставшихся на рынке (интервью по состоянию на 02.10.2015), 30 — крупнейших, на которые приходится 90% активов. Это, по сути, и есть банковская система. Остальные никому, конечно, не мешают, но и не оказывают принципиального влияния на систему. И их тоже еще нужно дочистить: кое-кого убрать, консолидировать. Из этих 90 банков 85 — это только 5% системы. И вот здесь мы прекрасно знали, что все, что у нас произошло ужасного в прошлом году, — аннексия Крыма, Донбасс, разрыв отношений с Россией, трехкратная девальвация — произведет значительный негативный эффект на экономику и балансы банков. Кризис, в котором оказалась наша страна, по-своему уникален. Поэтому мы и пытались действовать взвешенно. И договорились с МВФ о том, что наша задача после проведения диагностики и стресс-тестов — довести капитализацию банковской системы, точнее здоровой ее части, до нуля. О чем это говорит? О том, что мы осознавали, что после всего того, что происходит в стране, капитал объективно будет отрицательным. Затем, через полгода-год, мы доведем адекватность капитала до 5%, и только в перспективе до четырех лет — до 10%. Это еще в феврале 2015 года было записано в программе МВФ».

### Меры НБУ
В ответ на кризисное состояние в банковском секторе НБУ совершенствует законодательный и мониторинговый инструментарий и проводит диагностическое обследование крупнейших банков. К концу ноября 2014 года завершен пересмотр инструментария НБУ для выявления проблемных банков на раннем этапе. Началась разработка специального программного обеспечения и форм для выявления кредитования связанных лиц. В марте 2015 года ВРУ принимает закон Украины относительно усиления ответственности связанных с банком лиц, согласно которому, кроме прочего, крупнейшие банки в ноябре 2015 года должны подать план сокращения кредитования связанных лиц сверх лимита в течение 3 лет. Весной 2015 года приняты постановление НБУ № 260 «Об осуществлении диагностического обследования банков», а также постановления № 314 и № 315 об идентификации связанных лиц. Летом 2015 года внесены изменения в закон «О Фонде гарантирования вкладов физических лиц», а именно в статью 41-1 «Особенности выведения неплатежеспособного банка с рынка при участии государства».
В январе 2016 года утверждены результаты диагностики банков, а в феврале 2016-го по результатам диагностики утверждены требования по докапитализации банков (программа финансового оздоровления). С этого момента начинается выполнение банками программ финансового оздоровления (докапитализации). Также регулятор исследует структуру владельцев банков. Если банк не выполняет программу и/или не достигает нормативов регулятора, он может быть признан НБУ проблемным (статья 75 «Отнесение банка к категории проблемных» закона Украины «О банках и банковской деятельности»[26]). Проблемный банк в срок до 180 дней обязан привести свою деятельность в соответствие с требованиями законодательства, в том числе с нормативно-правовыми актами НБУ. Формируется план докапитализации банка. В случае краткосрочных проблем с ликвидностью в банке НБУ предоставляет такому банку кредит рефинансирования. Для лучшего контроля за общей деятельностью банка в администрацию банка могут быть введены кураторы регулятора.
Национальный банк Украины обязан не позднее чем через 180 дней со дня отнесения банка к категории проблемных принять решение о признании деятельности банка соответствующей законодательству или об отнесении банка к категории неплатежеспособных (статья 76 «Отнесение банка к категории неплатежеспособных» закона Украины «О банках и банковской деятельности»). В случае отнесения к категории неплатежеспособных банк выводится с рынка (ликвидируется) либо по решению владельцев банка (статья 76 «Отнесение банка к категории неплатежеспособных» закона Украины «О банках и банковской деятельности»), либо путем отзыва Национальным банком Украины банковской лицензии по собственной инициативе, либо по предложению Фонда гарантирования вкладов физических лиц (статья 75 «Отнесение банка к категории проблемных» закона Украины «О банках и банковской деятельности»).

### Диагностика банков
В мае 2014 года Национальным банком Украины начато диагностическое обследование 15 крупнейших по размеру активов банков Украины. В 2015—2016 годах НБУ проводил диагностику 60 крупнейших банков страны, на которые в совокупности приходилось 97% банковского сектора Украины. Диагностическое обследование банков осуществлялось независимыми аудиторскими фирмами в соответствии с требованиями, установленными Национальным банком Украины. Обследование включало оценку качества активов и достаточности (адекватности) регулятивного капитала с целью определения необходимых объёмов докапитализации банков. По результатам диагностического обследования в случае необходимости банки разрабатывают программы докапитализации или планы реструктуризации, которые для достижения запланированных показателей должны выполнить их владельцы и топ-менеджмент. В рамках согласованного с Международным валютным фондом плана докапитализации украинские банки должны достичь адекватности капитала в 10% в течение последующих четырёх лет (до конца 2017-го).
| Результаты диагностики банков по состоянию на 20.07.2017        |                      |                      |                      |
| ×                                                               | 1 (первая двадцатка) | 2 (вторая двадцатка) | 3 (третья двадцатка) |
| Даты проведения диагностики                                     | 01.04.2015           | 01.01.2016           | 01.04.2016           |
| Количество банков, завершивших диагностику                      | 20                   | 19                   | 21                   |
| Количество банков, не нуждающихся в докапитализации             | 4                    | 7                    | 10                   |
| Предоставили программы докапитализации / планы реструктуризации | 16                   | 12                   | 11                   |
| Выполнили программы/планы в полном объёме                       | 12                   | 4                    | 2                    |

Национальный банк Украины завершил диагностику 37 небольших банков. За время проведения диагностики два банка стали неплатежеспособными, а ещё два отказались от банковской лицензии. Поэтому к финалу диагностики оставалось 33 банка. По словам заместителя главы НБУ Екатерины Рожковой, большинство небольших банков имеют достаточное качество активов, иногда даже лучшего качества, чем у крупнейших банков. «Адекватность капитала значительно превышает 10%. За период кризиса эти банки смогли аккумулировать ликвидность путем погашения кредитов. У них есть буфер ликвидности за счет вложений в госбумаги — ОВГЗ и депозитные сертификаты НБУ. И сегодня их баланс и качества имеют приличный вид», — считает Екатерина Рожкова.

### Программы финансового оздоровления
Финансовое оздоровление банка (financial restructuring of a bank; financial rehabilitation of a bank) — восстановление платежеспособности банка и приведение финансовых показателей его деятельности в соответствие с требованиями Национального банка Украины.
Режим финансового оздоровления банка — это система добровольных и обязательных мер, направленных на увеличение объёма капитала до необходимого уровня на протяжении определённого НБУ периода с целью восстановления ликвидности и платежеспособности и устранения нарушений, приведших коммерческий банк к убыточной деятельности или тяжелому финансовому положению, а также последствий этих нарушений.
Основаниями для перевода коммерческого банка в режим финансового оздоровления являются: отнесение банка к категории проблемных; отсутствие необходимого уровня капитала; нарушение банковского законодательства. При переводе банковского учреждения в режим финансового оздоровления НБУ применяет к нему меры, направленные на: снижение уровня расходов (на заработную плату, текущий и капитальный ремонт, рекламу); частичный или полный запрет на проведение активных операций; погашение просроченной дебиторской задолженности; ликвидацию убыточных филиалов; формирование необходимых размеров резервных фондов; увеличение размера уставного фонда. Коммерческий банк может быть переведен правлением НБУ в режим финансового оздоровления на срок не более 12 месяцев. При наличии веских оснований этот срок может быть продлен правлением НБУ ещё на 6 месяцев для успешного завершения программы финансового оздоровления.
Если в течение установленного срока финансовое положение банка не улучшится, правление Национального банка Украины принимает решение об отмене режима финансового оздоровления и о приостановлении деятельности банка.

### Раскрытие структуры собственности банков
В течение 2014—2016 годов Национальный банк Украины принял ряд мер по раскрытию информации о структуре собственности банков. Сегодня НБУ известны фамилии владельцев всех банков страны. Одновременно с раскрытием фамилий настоящих владельцев банков на законодательном уровне была усилена ответственность владельцев за доведение банков до банкротства, предусматривающая лишение свободы на срок до пяти лет.
- Количество заявлений, по которым начато досудебное расследование, — 1641.
- Количество обвинительных актов, направленных в суд, — 15.

По состоянию на 01.01.2017 суды не вынесли ни одного обвинительного приговора в отношении владельцев и топ-менеджеров неплатежеспособных банков.

### Стресс-тестирование
24 апреля 2015 года НБУ начал стресс-тестирование 20 крупнейших банков Украины. Название «стресс-тест» экономисты позаимствовали у кардиологов, которые обследуют пациентов на беговой дорожке для определения функциональных резервов сердца и уровня критической нагрузки, после которого появляется аритмия. Суть стресс-тестирования заключается в том, что финрегуляторы более подробно изучают бухгалтерскую отчетность крупных финансовых организаций, чтобы рассчитать, какой объём дополнительного капитала необходим банкам для выживания в катастрофических условиях на рынке, как определить падение собственного капитала банка в результате возможных катастрофических событий, а также размер необходимой финансовой подушки безопасности.
Стресс-тестирование (stress testing) — метод количественной оценки риска, заключающийся в определении величины несогласованной позиции, которая подвергает банк риску, и шоковой величины изменения внешних факторов: валютного курса, процентной ставки и т. п. Иными словами, целью теста являются оценка рисков и определение способности банка противостоять потрясениям до того момента, когда эти риски начинают реализовываться. Сочетание этих величин дает представление о том, какую сумму убытков или доходов получит банк, если события будут развиваться по заложенным предположениям. Стресс-тестирование широко используется для оценки кредитного риска, риска ликвидности, валютного риска, риска изменения процентной ставки и стоимости активов.
Стресс-тесты используются ведущими центральными банками мира как стимул к улучшению качества внутреннего аудита и риск-менеджмента в банках, смещая фокус банковского надзора с традиционного анализа текущего состояния ликвидности и капитализации на их возможные значения в будущем под влиянием экстремальных событий. Обязательное стресс-тестирование на регулярной основе проводится Федеральной резервной системой США, Европейским центральным банком и Банком Англии.
Банковский эксперт, кандидат экономических наук Вадим Сирота утверждает: «Стресс-тестирование в контексте диагностического обследования банков представляет собой математическую модель для прогноза на трехлетнем интервале размера убытков и уровня капитала банка в разрезе как его совокупного баланса, так и отдельных наиболее крупных заемщиков. Базовыми входными данными для такой математической модели являются прогноз ряда макроэкономических показателей (валютного курса, уровня инфляции, темпов роста ВВП и др.) и предварительные результаты анализа качества активов (AQR). Именно оценки величины кредитного риска в соответствии с результатами стресс-тестирования в 2015 году и были в основном отражены в требованиях НБУ относительно плана-графика докапитализации топ-20 банков на три ближайших года».

### Кураторство
Согласно статье 67 закона Украины «О банках и банковской деятельности», НБУ имеет право ввести особый режим контроля за деятельностью банка, который является дополнительным инструментом банковского надзора, и назначить куратора банка в случаях, предусмотренных нормативно-правовыми актами Национального банка Украины, и/или при наличии хотя бы одного из следующих признаков:
- невыполнение руководителем/руководителями банка требований Национального банка Украины по устранению выявленных нарушений;
- отстранение руководителя банка от должности;
- выявление по результатам дистанционного надзора или инспекционной проверки фактов невыполнения банком своих обязательств перед клиентами;
- выявление по результатам банковского мониторинга или инспекционной проверки фактов осуществления рисковой деятельности, нарушений банковского законодательства, а также получение доходов с нарушением законодательства Украины, даже если эти нарушения не привели к ухудшению финансового состояния банка;
- возникновение реальной угрозы невыполнения банком своих обязательств перед клиентами и кредиторами;
- потребность в усиленном контроле за деятельностью банка во избежание возможности невыполнения банком своих обязательств перед клиентами и кредиторами;
- потребность в контроле за деятельностью банка в течение 6 месяцев со дня утраты им статуса переходного (созданного в процессе выведения банка с рынка);
- наличие конфликта интересов в банке;
- предоставление банку Национальным банком Украины кредита для поддержания ликвидности;
- наличие в банке кредита для поддержания ликвидности, полученного от Национального банка Украины;
- применение иностранных санкций.

У куратора, кроме полномочий по контролю за деятельностью банка, имеется право инициировать установление порядка внесения банком и его подразделениями платежей, запрещать использование для расчетов прямых корреспондентских счетов, проводить совещания с руководством банка и присутствовать на собраниях акционеров, контролировать использование средств, предоставленных НБУ, и т. д.
Председатель правления «Коммерческого индустриального банка» Вадим Березовик в комментарии capital.ua отмечает: «Сейчас кураторы работают во многих крупных системных банках, включая государственные Ощадбанк и Укрэксимбанк. Но это не связано с какими-то проблемами: так НБУ намеревается обеспечить полный контроль за использованием средств, выделенных в рамках кредитов рефинансирования. Конечно, есть и другие примеры, когда введение куратора завершалось для банка временной администрацией. Но здесь вопрос не столько к институту кураторства или даже конкретному куратору, сколько к менеджерам таких банков». По словам Березовика, за исключением довольно узких полномочий в части блокирования отдельных платежей, куратор выполняет сугубо контролирующую функцию. В то время как серьёзные решения (например, по применению к банку ограничений в части осуществления отдельных операций) принимаются не куратором, а Национальным банком Украины.
| Кураторы в банках | |
| Что могут делать кураторы | Чего не могут делать кураторы |
| Осуществлять постоянный контроль за проведением банком каких-либо операций | Останавливать выполнение определённых операций банка и проведение платежей                                                                     |
| Получать информацию и знакомиться с документами о проведении банком каких-либо операций и об определении уровня рисков, которым он может подвергаться                                                         | Вмешиваться в хозяйственную деятельность и отношения с клиентами (например, заблокировать выдачу кредитов определённым лицам)                  |
| Инициировать запрет на использование для расчетов прямых корреспондентских счетов (позволяет перекрыть один из возможных путей для вывода средств)                                                            | Узнавать о фактах подписания договоров, если менеджеры не информируют о них и операции не отображаются в системе операционного дня банка (ОДБ) |
| Инициировать проведение совещаний с руководством банка для получения объяснений о принятии банком мер, обеспечивающих его финансовую стабильность                                                             | |
| Присутствовать на общем собрании акционеров, комитетов, совета и правления банка с правом совещательного голоса                                                                                               | |
| Осуществлять контроль за своевременным выполнением банком плана мероприятий по финансовому оздоровлению и т. п.                                                                                               | |
| Информировать руководство банковского надзора о результатах анализа финансового состояния банка, при необходимости оперативно готовить предложения относительно дальнейших надзорных действий для этого банка | |
| Осуществлять контроль за использованием рефинансирования Национального банка Украины | |
| Инициировать рассмотрение вопросов о применении мер воздействия к руководителям банка, если они препятствуют выполнению функций куратора банка                                                                | |
| Осуществлять контроль за соблюдением банком банковского законодательства и т. п.; выносить за пределы банка копии документов, свидетельствующие о фактах нарушения                                            | |

Банковский капитал
Капитал банка (bank capital; capital of a bank) — средства, специально созданные фонды и резервы, предназначенные для обеспечения финансовой устойчивости, коммерческой и хозяйственной деятельности, возмещения возможных убытков. В процессе деятельности банка его капитал выполняет операционную, защитную и регулирующую функции.
Регулятивный капитал (regulatory capital) — один из важнейших показателей деятельности банков, основным назначением которого является покрытие негативных последствий различных рисков, которые банки берут на себя в процессе своей деятельности, и обеспечение защиты вкладов, финансовой устойчивости и стабильности банковской деятельности. Регулятивный капитал банка состоит из основного и дополнительного капитала. Капитал включает уставный капитал и раскрытые резервы, созданные или увеличенные за счет нераспределенной прибыли, надбавок к курсу акций и дополнительных взносов акционеров в уставный капитал, общий фонд покрытия рисков, создаваемый под неопределенный риск при проведении банковских операций, за исключением убытков за текущий год и нематериальных активов. При условии утверждения Национальным банком Украины дополнительный капитал может включать нераскрытые резервы, резервы переоценки, гибридные капитальные инструменты и субординированный долг. Кроме того, Национальный банк Украины имеет право определять иные составляющие дополнительного капитала, а также условия и порядок его формирования. Дополнительный капитал не может составлять более 100% основного капитала. Иными словами, регулятивный капитал — это совокупность собственных средств банка, уровень которых не должен быть ниже 10% от всех активных операций финучреждения. За выполнением этих норм следит НБУ. При этом в банке должен быть регулятивный капитал, который не позволяет банку превращаться в финансовую пирамиду (норматив НБУ — Н2). Нормативное значение коэффициента Н2 для действующих банков — не менее 10%.
Также банк должен формировать резервы, которые покрывают кредитные риски. В НБУ существует своя система, по которой банки должны оценивать качество кредитов. Например, если существует риск, что банк не сможет вернуть кредит на 1 млн грн с вероятностью 10%, он должен сформировать резервы в 100 тыс. грн, которые будут вычитаться из его собственных средств. Таким образом, банк должен обеспечить докапитализацию на те же 100 тыс. грн. С регулятивным капиталом Н2 связаны и другие нормативы, например норматив Н7 (норматив максимального размера кредитного риска на одного контрагента: банк не должен выдавать одному заемщику более 25% от собственного капитала), норматив Н9 (норматив максимального размера кредитов, гарантий и поручительств, предоставленных одному инсайдеру: банк не может выдавать одному инсайдеру более 25% собственных средств) или норматив Н10 (норматив максимального размера кредитов, гарантий и поручительств, предоставленных инсайдерам: общий объём средств, выданных инсайдерам, не должен превышать 30%).
В идеале, если банк выходит за установленные регулятором рамки показателей, то он должен или увеличивать собственные средства на балансе, или избавляться от активов, которые не позволяют вписываться в эти нормативы.
В феврале 2015 года НБУ заявил о том, что норматив достаточности (адекватности) регулятивного капитала Н2 банковской системы Украины снизился с 13,8 до 7,37%. Такое падение связано с уменьшением регулятивного капитала банков с 166,88 млрд грн на начало февраля 2015 года до 117,65 млрд грн на начало марта того же года. Кроме того, по итогам февраля к установленному НБУ максимальному уровню приблизились норматив максимального размера кредитного риска на одного контрагента — 23,73% (Н7, максимум — 25%) и норматив больших кредитных рисков — 755,47% (Н8, максимум — 8-кратный размер регулятивного капитала). На начало 2015 года регулятивный капитал по системе украинских банков составлял 188,95 млрд грн, в то время как нормативы составляли: Н2 — 15,6%, Н7 — 22,01%, Н8 — 250,04%.
Программа расширенного финансирования (EFF) Украины по линии МВФ предусматривала обновление диагностических обследований первой двадцатки украинских банков. По результатам этих обследований устанавливалось, что, если норматив Н2 банка ниже 10%, то учреждение обязано в месячный срок предоставить достоверные планы докапитализации, чтобы достичь Н2 в 5% на конец января 2016 года, 7% — до конца декабря 2017 года и 10% к концу 2018 года. Национальный банк Украины постановлением №58 также обязал банки постепенно увеличивать капитал: до 200 млн грн — до 11 июля 2017 года, до 300 млн грн — до 11 июля 2018 года, до 400 млн грн — до 11 июля 2019 года, до 450 млн грн — до 11 июля 2020 года, до 500 млн грн — до 11 июля 2024 года.

### Кредиты рефинансирования
Одной из составляющих деятельности НБУ по оздоровлению банков является инструмент предоставления кредитов рефинансирования. Рефинансирование — это кредитные ресурсы НБУ, которые выдаются банку для поддержания ликвидности (его способность в любой момент выполнять свои обязательства перед клиентами): например, в случае одновременного досрочного востребования большим количеством клиентов своих вкладов, которые банк не может полностью перекрыть за счет других источников привлечения средств. Рефинансирование не может рассматриваться как постоянный источник денежных ресурсов для банков (быть ресурсной базой), так как ресурсной базой финучреждений могут быть только привлеченные средства клиентов и средства акционеров.
Рефинансирование предоставляется по определённым принципам:
- Только в рамках установленных НБУ денежных ограничений и объёмов:
  - объём регулирующих операций определяется на основании анализа ситуации на рынке;
  - индивидуальные решения принимаются только при наличии вывода о соответствии целевым задачам денежно-кредитной политики НБУ.
- Только платежеспособным банкам:
  - банк должен выполнять свои денежные обязательства и не иметь просроченной задолженности по кредитам Национального банка Украины.
- Под надежное обеспечение (исключение — овернайт без обеспечения):
  - преимущество при выборе обеспечения по рефинансированию отдается государственным облигациям и финансовым инструментам с правительственной гарантией;
  - в зависимости от ликвидности инструмента/объекта залога определяется возможный размер кредита от стоимости залога.
- На платной основе — за пользование кредитами рефинансирования взимается обоснованная плата:
  - кредит рефинансирования предоставляется по ставке не ниже учётной.

Заместитель председателя НБУ Олег Чурий в интервью lb.ua сказал: «Кто-то из топов ПриватБанка жаловался, что в 2015 году НБУ выдавал рефинансирование под 30% годовых, и это очень подкосило банк. У нас учётная ставка тогда достигала 30%. То есть эти средства не выдавались по ставке, придуманной нами для отдельно взятого банка (это была действующая ставка для всех банков на тот момент). Инструменты, которые мы ежедневно используем, подходят только тем банкам, которые готовы предоставить ликвидный залог: облигации Министерства финансов или валюту. Мы не оцениваем риск банков в таком случае, мы исходим из того, что есть ликвидный инструмент. Если банк не заплатит, мы этот залог заберем. Но если в банке нет таких ликвидных инструментов и он по каким-то причинам не обеспечен ликвидностью, можно было взять стабилизационный кредит (сейчас это называется линией экстренной поддержки). НБУ брал под эти кредиты различные залоги, в том числе такие, которые трудно оценить. И не всегда эти кредиты возвращали нам вовремя. На пике кризиса мы имели где-то 100 с лишним миллиардов гривен кредитов рефинансирования, погасили нам около 50 млрд грн. Другие кредиты остались преимущественно в неплатежеспособных банках. Сейчас активы этих банков распродает Фонд гарантирования вкладов. Есть платежеспособные банки, которые брали кредиты и не возвращали их вовремя. Крупнейший из них — ПриватБанк.

### Оценка рисков заемщиков
В 2014 году доля плохих кредитов в украинской банковской системе по классификации НБУ выросла с 12,9 до 19%, а по более широкой классификации МВФ — с 23,5 до 32%. После проведения стресс-тестирования 20 крупнейших банков оказалось, что доля плохих кредитов (или, как их ещё называют, «неработающих кредитов», non-performing loans, NPL) составляет 41,1%. За 2015 год в целом доля плохих кредитов составила 24,3%. НБУ отмечает, что стандартные методы учёта проблемных кредитов оказались неэффективными при росте их доли выше 15%: «Банки с высокой долей NPL менее готовы кредитовать, у банков недостаточная способность покрывать убытки, кроме того, эффективную оценку усложняет экономическая и политическая неопределенность в стране».
Диагностика кредитного портфеля 60 самых больших банков Украины, проведенная НБУ (по состоянию на июнь 2017 года), показала, что в топ-20 банков по размеру активов и удельному весу на рынке в 88,5% доля проблемных кредитов составляет 53%, а в следующих 40 банках с удельным весом активов в 9,5% — 43%. Данные свидетельствуют о том, что реальный уровень «токсичных» активов банковской системы составляет 52%. Этот показатель — разрыв между обязательствами банка и его требованиями, который позволяет выплатить вкладчикам всего 48 копеек на каждую гривну депозитов.
В НБУ была разработана инструкция для банков, как оценивать величины кредитных рисков банковской деятельности (постановление правления НБУ от 30.06.2016 № 351). В его основу положена концепция оценки ожидаемых убытков по кредитам на временном интервале 12 месяцев (в отличие от широко применяемой в банковской практике концепции оценки понесенных убытков — постфактум), установлены более жесткие требования к залогу и др. Согласно постановлению № 351, банки обязаны были формировать резервы под кредитные риски в зависимости от оценки платежеспособности потенциального заемщика, то есть заранее, а не уже по факту просрочки платежей, как это было принято в банковском мониторинге раньше.
«Диагностическое обследование 20 крупнейших банков показало, что финучреждения часто переоценивали финансовые возможности заемщиков и медлили с признанием активов проблемными», — отметила заместитель председателя Национального банка Украины Екатерина Рожкова. Кроме того, к 2015 году в законодательстве не существовало такого понятия, как связанные лица, не говоря уже об инструментах регулирования выданных им кредитов. В марте 2015 года были приняты поправки в закон «О банках и банковской деятельности», которые определяли понятие «связанные лица» и запрещали банкам заключать соглашения с такими контрагентами на нерыночных условиях (завышенные ставки по депозитам, заниженные ставки по кредитам, покупка у банков активов по заниженным ценам и т. д.). Документ вводит усовершенствованные подходы к оценке ожидаемых потерь от кредитного риска и основывается на Базельских принципах банковского надзора. Для адекватного отображения кредитных рисков Национальный банк Украины изменил систему оценки, которая теперь базируется не только на состоянии обслуживания кредита, но и на финансовой отчетности заемщика. Расчеты кредитного риска по новым правилам должны начаться только с 2017 года. Так, с 3 января 2017 года в Украине кредитные риски рассчитываются по постановлению НБУ № 351, которое предусматривает более жесткие правила оценки кредитного риска и требует от банков формирования значительно бо́льших резервов. Однако тестовые расчеты банки были обязаны сделать и подать в НБУ уже в 2016 году. Порядок учёта залогового имущества также немного изменился: были установлены дополнительные принципы определения приемлемости залога, например отсутствие специфических рисков потери, наличие в договоре запрета на отчуждение залогового имущества. Позже в структуре НБУ было сформировано управление мониторинга связанных с банками лиц. Постановлениями № 314 и № 315 НБУ также разработал подробные инструкции, как он определяет связанных лиц и как будет диагностировать операции финучреждения с ними.
Сравнение результатов оценки кредитного риска согласно постановлению № 351, по результатам стресс-тестирования, показало значительные вероятные манипуляции и мошенничества, к которым прибегали отдельные банки, чтобы скрыть «плохие» кредиты, используя то, что международные стандарты финансовой отчетности, по которым их анализировали, не учитывали украинских реалий «схемных операций», операций со связанными лицами и т. д.
Директор департамента финансовой стабильности Национального банка Украины Виталий Ваврищук: «Введение нового положения (№ 351) практически исключит кредитование банками финансово несостоятельных предприятий и приобретение ценных бумаг некачественных эмитентов, что было общераспространенной практикой в прошлом».
С вступлением в силу этих и других нормативных документов регулятора банковское учреждение было ограничено в своих операциях со связанными лицами: теперь банку запрещается предоставлять кредиты любому лицу для погашения этим лицом любых обязательств перед связанным с банком лицом, приобретать активы связанного с банком лица, за исключением продукции, производимой этим лицом, приобретать ценные бумаги, размещенные или подписанные связанным с банком лицом. Банку запрещается опосредованно осуществлять кредитные операции со связанными с банком лицами, в том числе размещать средства в другом банке для кредитования этим банком связанных с банком лиц. При расчете нормативов кредитного риска два или более контрагента считаются одним контрагентом (группой связанных контрагентов) и такими, которые несут общий экономический риск, при наличии хотя бы одного из следующих условий:
- Один контрагент является владельцем существенного участия другого (других).
- Два или более контрагента имеют хотя бы одного общего владельца существенного участия (независимо от того, является ли он также клиентом банка).
- Контрагенты используют кредитные средства для осуществления совместной деятельности таким образом, что источник возврата кредита является для них общим: например, мобилизация заемщиками средств для приобретения какого-либо актива (предприятия или другого объекта собственности) или для передачи средств в кредит/пользование другому физическому или юридическому лицу.
- Два или более контрагента используют кредитные средства, полученные от банка, для передачи в кредит/пользование другому физическому или юридическому лицу.
- Контрагенты используют кредитные средства, полученные от банка, для передачи в кредит/пользование другим контрагентам, которым банком также предоставлены кредиты. В этом случае одним контрагентом считаются все контрагенты, получившие кредиты от банка.
- Контрагенты, и/или участники, и/или участники участников контрагентов являются ассоциированными компаниями / дочерними компаниями / ассоциированными лицами по отношению друг к другу.
- Контрагенты являются ассоциированными лицами физического лица, указанного в пунктах 1—3, 5, 6 части 1 статьи 52 закона Украины «О банках и банковской деятельности».

### Аудит
Важное значение имеет независимая аудиторская проверка банковской отчетности, чтобы убедиться в том, что регуляторные нормы НБУ не только выполняются, но и гарантируются оценками независимых сторонних проверяющих.

### Методы санации/ликвидации банка
Если вызовы, которые стоят перед проблемным банком остаются нерешенными в течение предусмотренного законодательством времени, регулятор и экс-владельцы переходят к рассмотрению возможности отнесения банка к категории неплатежеспособных.
Национальный банк Украины не позднее дня, следующего за днем принятия решения об отнесении банка к категории неплатежеспособных, сообщает об этом решении Фонду гарантирования вкладов физических лиц для принятия им мер, предусмотренных законом Украины «О системе гарантирования вкладов физических лиц».
Однако большим или системным банкам такое объявление приносит значительные репутационные и финансовые потери, что угрожает стабильности всей системы. Ведь владельцы и регулятор в случае невозможности разрешения дисбалансов в деятельности банка движутся к выбору следующего сценария действий: ликвидации банка по инициативе владельцев, отзыва банковской лицензии НБУ (объявление банка неплатежеспособным и введение временной администрации) или ко вхождению государства в капитал банка (национализация).
Процедура вхождения государства в капитал частных банков (как частный случай урегулирования неплатежеспособности системного банка) была прописана ещё в ноябре 2014 года в постановлении Кабинета министров № 632.
Государство может участвовать в выведении неплатежеспособного банка с рынка при условии, если банк соответствует одному из следующих критериев:
1. Доля общих активов банка составляет 2 или более процента от размера общих активов банков Украины и/или объём вкладов (депозитов) физических и юридических лиц банка составляет 2 или более процента общего размера вкладов (депозитов) физических и юридических лиц в банках Украины.
2. Доля государства в уставном капитале банка составляет более 75%[52].

Фактически национализация банка может пройти в двух формах: добровольной и принудительной. В случае добровольной национализации банка акционеры должны провести собрание, на котором принимается решение о капитализации за счет государства. Сама же капитализация будет проведена путем приобретения акций банка в обмен на выпущенные государством ОВГЗ. Правительство взамен получает в собственность 75% + 1 акцию банка, но перед этим его капитал должен быть уменьшен на максимальную сумму ожидаемых убытков по итогам диагностики. В капитал также должны быть переведены вклады владельцев более 10% акций банка, членов правления, наблюдательного совета и ревизионной комиссии. В случае с принудительным вариантом национализации в банк должна быть введена временная администрация с последующим вхождением государства в капитал.

## Результаты банковской реформы 2014—2016 годов
Доцент Калифорнийского университета в Беркли, соучредитель и член редколлегии VoxUkraine Юрий Городниченко в интервью lb.ua: «Наша банковская система работала против принципов «нормального» банковского бизнеса. Банк должен диверсифицировать риски, когда получает вклады. Подавляющее большинство наших банков делали совершенно противоположное: они риски концентрировали. Поэтому, когда наступил кризис, эти концентрированные риски „взорвались“».
В 2014—2016 годах в Украине разразился системный банковский кризис. Его сопровождала очистка банковского сектора: неплатежеспособными признаны 90 банков, на которые в общем приходилось до трети активов банковской системы до кризиса. Часть связанных с кризисом расходов были понесены и признаны в 2017 году. Для реструктуризации системы государство прибегло к немалым затратам по следующим направлениям:
- Национализация ПриватБанка и его дальнейшая докапитализация в 2016—2017 годах. В указанный период потрачено 4,8% ВВП. Аудит после национализации обнаружил дополнительную, раннее не обнаруженную потребность в капитале для соответствия банком всех норматив регулятора. Конвертация части обязательств ПриватБанка в капитал перед выкупом финучреждения правительством позволила уменьшить расходы государства.
- Компенсация физическим лицам вкладов, потерянных в неплатежеспособных банках, в пределах гарантированных государством сумм. На финансирование выплат Фондом гарантирования вкладов физических лиц в указанный период потрачено 4,4% ВВП.
- Кредиты рефинансирования, выданные в 2008—2009 и 2014 годах банкам, впоследствии признанных неплатежеспособными. В итоге за те годы, когда банки выводились с рынка, потеряно 2,5% ВВП. Учитывая низкие поступления от продажи активов ликвидируемых финучреждений, эти средства в значительной степени уже утрачены для НБУ.
- Рекапитализация Ощадбанка и Укрэксимбанка в 2014 и 2016—2017 годах по результатам оценки качества активов и стресс-тестов. Потрачено 2,4% ВВП.

Концентрация чистых активов в III квартале 2017 года практически не росла. На 20 крупнейших банков приходилось 91,1% сектора. Концентрация депозитов населения продолжала расти.
Основной источник финансирования расходов государства на реструктуризацию банковского сектора — это выпуск ОВГЗ для докапитализации банков и финансирования ФГВФЛ. Такой механизм позволяет не перекладывать расходы на бюджет сразу в текущем периоде, а финансировать расходы постепенно. Совокупные расходы государства на преодоление последствий банковского кризиса начиная с 2014 года составили 14% ВВП соответствующего периода. Эта сумма превышает объёмы средств, потраченных в течение кризиса 2008—2009 годов. Для сравнения: фискальные расходы стран, в которых финансовый кризис продолжался по крайней мере три года, были в широком диапазоне (1—57% ВВП). Прирост государственного и гарантированного государством долга, вызванный затратами государства на поддержку банков и ФГВФЛ за два последних кризиса, составил 14% от его объёма на конец апреля 2017 года. По сравнению с финансовыми кризисами в других странах это также умеренная величина.
Прямые государственные расходы — лишь часть общественных потерь вследствие банковского кризиса. Среди других составляющих — обязательства неплатежеспособных банков перед субъектами хозяйствования, а также физическими лицами, имевшими вклады более гарантированного государством размера. Ими управляет ФГВФЛ, их размер составляет 16% ВВП за соответствующий период. Расходы владельцев действующих банков на докапитализацию и потери владельцев неплатежеспособных банков также являются одной из составляющих общественных потерь от кризиса. Всего потери экономики от кризиса с учётом всех составляющих равны 38% ВВП (в том числе 14% фискальных потерь).
Значительная часть оцененных потерь возникла ещё в предыдущих периодах, в т. ч. в период кризиса 2008—2009 годов, однако банки не признали их вовремя. Реальный масштаб потерь был определён только со стартом очистки банковского сектора, проводимой НБУ в течение 2014 —17 гг.
Результаты банковской очистки:
- Вкладчики могут быть уверены, что их средства вернут вовремя и в полном объёме.
- Привлеченные банками средства будут направляться на кредитование бизнеса, в частности малого и среднего, а не на финансовую поддержку компаний, принадлежащих акционерам банка и/или связанных с ними сторонам.
- Объёмы кредитных ресурсов, доступных для предприятий, будут расти.
- Стоимость кредитов будет снижаться, поскольку привлеченные средства направят на внутренний рынок, а не выведут за границу.
- Клиенты всех банков будут знать их реальных владельцев, поэтому смогут делать собственные выводы, насколько они доверяют акционерам и банку в целом.
- Устойчивость банков к макроэкономическим шокам повысилась, банки будут иметь достаточный запас ликвидности и капитала, чтобы стабильно работать даже в условиях рецессии.
- Эффективнее будет функционировать механизм реализации монетарной политики Национального банка Украины.

Благодаря очистке банковской системы и национализации ПриватБанка удалось решить ряд системных проблем. По мнению редактора проекта DataVox Дмитрия Остапчука и кандидата экономических наук Тимофея Брика, банковский сектор выходит из кризиса: система прибыльная с начала 2017 года, растут чистые процентные доходы и чистые комиссионные доходы. Вместе с тем в результате очистки банковского рынка возникли долгосрочные вызовы: в руках государства оказались примерно половина активов банковской системы, 62% депозитов населения и 4 банка из топ-10 банков Украины.

## ПриватБанк в десятых годах XXI века

### Кризисные явления в ПриватБанке
Валерия Гонтарева заявила на пресс-конференции в декабре 2016 года: «Инспекционные проверки НБУ обнаружили нехватку капитала ПриватБанка. На 1 апреля 2015 года она составляла 113 млрд грн, к чему привели кризис в украинской экономике и недобросовестная кредитная политика ПриватБанка. Более 97% корпоративного портфеля, который составлял 150 млрд грн на 1 апреля 2015 года, составляли кредиты, связанные с акционерными компаниями. Менеджмент банка разработал план докапитализации и сокращения инсайдерских кредитов. Собственники банка предоставили личную гарантию по этой программе, но выполнить ее не удалось. Только за 2016 год Национальный банк Украины провел более 30 встреч с владельцами и руководством финансового учреждения. НБУ неоднократно продлевал срок докапитализации. В результате по состоянию на 1 декабря 2016 года недостача в капитале банка выросла до 148 млрд грн, а ликвидность финучреждения существенно снизилась. Банк почти год не выполнял норматива обязательного резервирования, а просроченная задолженность перед регулятором по стабилизационным кредитам составила 14 млрд грн, общая задолженность — 19 млрд грн».
Мария Репко, заместитель исполнительного директора Центра экономической стратегии, указывала в исследовании: «Бизнес-модель ПриватБанка до конца 2016 года заключалась в том, чтобы за счет розничных депозитов финансировать корпоративный бизнес (можно увидеть в примечании № 24 к аудиторскому отчету, где анализируются сегменты деятельности банка)». При этом ставки по гривневым кредитам ПриватБанка были на 4—8 процентных пунктов ниже, чем ставки по гривневым депозитам, которые банк платил вкладчикам. Ставки по валюте тоже отличались. Вместо того чтобы покупать капитал дешевле и продавать дороже, банк действовал с точностью до наоборот: брал деньги у населения под высокую ставку и кредитовал компании собственников под низкую.
Для розничных кредитов ставки были гораздо выше (в гривнах: 43% в 2015 году и 42% в 2016-м). Из-за этой разницы ставок, например, в 2015 году внешний доход ПриватБанка (то есть доход, который банк получил непосредственно от клиентов, не включая внутригрупповые расчеты) в розничном бизнесе был всего на треть меньше, чем доход от корпоративных кредитов. Комиссионные же доходы от розничного кредитования были более чем в три раза выше, чем доходы от корпоративного бизнеса. И это при шестикратной разнице в сумме активов.
Александр Данилюк, министр финансов Украины, в интервью lb.ua отмечал: «До определенного момента деньги ПриватБанка были исключительно деньгами вкладчиков, простых людей. И эти депозиты использовались для кредитования бизнеса группы, для целей ее владельцев. В конце концов это привело к определенным проблемам, и государство вынуждено было вступиться за вкладчиков и защитить их…»
В принципе, ситуация, при которой ставки по кредитам могут быть меньше ставок по депозитам, нормальная, если есть существенный капитал (что удешевляет средневзвешенную стоимость ресурсов) и масштабы рисков учреждения умеренные: банк берет на себя риски курсовых разниц и таким образом зарабатывает. Кроме того, часть расходов банка перекрывает его комиссионный доход. Но в том случае, если эти риски реализуются, для банка наступают сложные времена. Возможно, именно так и произошло с ПриватБанком.
Но другой вариант развития событий внутри банка, о котором говорили Национальный банк Украины и Министерство финансов Украины, заключается в том, что ПриватБанк собирал с рынка депозиты и затем выдавал кредиты «своим» компаниям. Когда приходило время выплаты процентов, эти компании просто получали в банке очередной кредит, за счет которого и перекрывали старый. Бывшие владельцы банка, наоборот, подавали аудиторам информацию о небольшой доле связанных лиц в своем кредитном портфеле — всего 16,49% от валового кредитного портфеля по состоянию на 1 июля 2016 года. В любом случае корпоративный кредитный портфель ПриватБанка развивался гораздо быстрее рынка.
Другое исследование журналиста «Экономической правды» Александра Моисеенко косвенно тоже подтверждает тезис о манипулировании с отображением качества кредитного портфеля банка. Так, по мнению журналиста, в предыдущие годы, когда качество активов в банковской системе сильно ухудшалось, крупнейшие банки, за исключением ПриватБанка, показывали миллиардные убытки, которые они формировали за счет резервирования под кредитные риски. После таких убытков банки вынуждены были докапитализироваться на такие же миллиардные суммы. В то же время масштаб резервирования ПриватБанка был гораздо меньше, чем у других банков, если сравнивать соотношение величины кредитного портфеля и сформированных резервов. По данным журналиста, по состоянию на 1 марта 2016 года при кредитном портфеле в 210 млрд грн в резервах банка было 29 млрд грн. Для сравнения: два других системно важных банка — Укрэксимбанк и Ощадбанк — при кредитных портфелях в 105 и 107 млрд грн соответственно имели по 46 млрд грн резервов. Но даже если брать не системно важные банки, а другие крупные финучреждения, то данные следующие: ПУМБ — при 36 млрд грн кредитов 11 млрд грн резервов, «Райффайзен» — при 54 млрд грн кредитов 33 млрд грн резервов, Проминвестбанк — при 60 млрд грн кредитов 28 млрд грн резервов.
На вопрос ЭП о недостаточности резервирования пресс-служба ПриватБанка ответила: «С 01.12.2015 банки формируют резерв в балансе банка в соответствии с международными стандартами финансовой отчетности. Уровень сформированных резервов полностью покрывает кредитные риски, что подтверждается аудитом внешней независимой аудиторской компании PricewaterhouseCoopers».
Однако вызывает вопросы не только качество портфеля, но и уровень инсайдерских кредитов. Косвенно об этом свидетельствует финансовая отчетность банка, где приведен его кредитный портфель в разрезе отраслей экономики и коммерческой деятельности. Основными направлениями кредитования в банке являются торговля нефтепродуктами (около 40 млрд грн), производство и торговля ферросплавами (35 млрд грн). Практически во всех этих сферах у группы «Приват» есть активы.
«По данным финансовой отчетности ПриватБанка за I квартал 2016 года, составленной в соответствии с требованиями МСФО, доля кредитов связанным лицам в кредитном портфеле (до снятия резервов) составляет 6,1%», — говорится в ответе банка. При этом нарушения норматива Н9, который, по заверению пресс-службы ПриватБанка, составляет 38,5%, обусловлены методологическими изменениями в постановлении НБУ. «Банк проводит работу по приведению данного показателя в норму», — утверждали в ПриватБанке.
По данным журналистов zn.ua, в финансовой отчетности банка по состоянию на 1 января 2014 года с 105,5 млрд грн общего гривневого корпоративного портфеля учреждения 102,6 млрд грн (97,5%) были выданы в Днепропетровской области. В валютной части портфеля ситуация на тот момент сложилась несколько иная: из общей суммы в 3,797 млрд долларов. 1,213 млрд долларов приходилось на Кипр и 2,550 млрд долларов — на Днепропетровскую область. Другим регионам отводилось менее 1% валютного корпоративного портфеля ПриватБанка.
По мнению Марии Репко[58], если в 2013 и 2014 годах группа ещё могла перекрывать разницу в ставках за счет более дешевых заимствований долларового ресурса за рубежом и разницы в курсах валют, то в 2015 году денежного потока от процентных платежей по кредитам уже не хватало на выплату процентов по депозитам.
Чистая процентная маржа ПриватБанка в 2013—2015 годах при этом оставалась существенно ниже маржи сравнимых банков на рынке.

### Мероприятия по оздоровлению банка
Директор Национального антикоррупционного бюро Артем Сытник в интервью zn.ua сказал: «С 2014 года проблемы начались у всей банковской системы, в том числе и у ПриватБанка. В 2016 году констатировалась проблемность его кредитного портфеля, проведена инспекционная проверка, составлена справка по ее результатам, где указывались существующие проблемы не только с кредитным портфелем, но и в других сферах деятельности. Именно с этого момента начались переговоры с топ-менеджментом, владельцами ПриватБанка, чтобы эти проблемы устранить, заменить существующие залоги реальными, чтобы в случае несостоятельности должника банка взыскивать имущество в залоге. Возможно, подтверждений в открытом доступе вы не найдете, но эта работа проводилась, и некоторые обязательства выполнялись. Есть еще банковская тайна и тайна следствия».
Заместитель председателя Национального банка Украины Екатерина Рожкова в интервью finbalance.com.ua отметила: «Бурное развитие ПриватБанка и рост его кредитного портфеля начались приблизительно с 2007—2008 годов. Сначала средства вкладывались в активы в Украине… Все мы эти бизнесы хорошо знаем. Покупали также новые бизнесы, в которые группа «Приват» входила как участник, и они тоже нуждались в кредитовании. Кроме того, не секрет, что у бывших акционеров банка много бизнесов в разных странах мира, есть имения, яхты, самолёты и т. д. Они также покупались за депозиты украинцев, которые были выведены через кипрский филиал ПриватБанка. У экс-собственников к банку было отношение не как к банку, а как к инструменту. Отсюда и проблемы».
Игорь Коломойский в интервью lb.ua на вопрос журналиста, был ли ПриватБанк предметом шантажа власти с его стороны, ответил: «Это даже бессмысленно обсуждать. У меня не было таких намерений ни при Кучме, ни при Ющенко, ни при Януковиче. ПриватБанк — это 40% рынка. Огромное количество вкладчиков. Или я псих, террорист, который берет в заложники всех своих вкладчиков? Люди в банке держат деньги, которые завтра могут им понадобиться на операцию, на приобретение продуктов, на другое. А вы предлагаете в заложники их взять? Это же терроризм!»
В апреле 2014 года международное рейтинговое агентство Moody’s Investors Service снизило рейтинги ПриватБанка и 11 других украинских банков. В августе 2014 года рейтинговое агентство Standard & Poor’s подтвердило долгосрочные и краткосрочные кредитные рейтинги контрагента ПриватБанка по шкале CCC/C. Международное рейтинговое агентство Standard & Poor’s снизило рейтинги ПриватБанка с CC/C до SD из-за заключения соглашения о реструктуризации долга (выпущенных еврооблигаций). 13 ноября ПриватБанк подписал соглашение с кредиторами о реструктуризации двух выпусков ценных бумаг: субординированных облигаций объёмом 150 млн долларов с первоначальным сроком погашения в феврале 2016 года и приоритетных необеспеченных облигаций на сумму 200 млн долларов с первоначальным сроком погашения в сентябре 2015 года. «Мы рассматриваем реструктуризацию этих выпусков как предложение об обмене ценных бумаг, сделанном в стрессовой финансовой ситуации, и считаем, что это равнозначно выборочному дефолту по обязательствам банка», — отмечает Standard & Poor’s. Агентство планирует принять рейтинговые меры в отношении ПриватБанка в ближайшие несколько дней, вслед за проведением анализа кредитоспособности банка после завершения реструктуризации долга.
Согласно отчетности ПриватБанка, на которую ссылаются эксперты агентства Fitch, неработающие кредиты финучреждения (с просрочкой более 90 дней) на конец первого полугодия составляли 8% валовых кредитов, что существенно ниже среднего показателя по банковской системе Украины. Как отмечается, это стало результатом в т. ч. регулярных списаний и перевода рисков по Крыму (в IV квартале 2014 года) в неконсолидированную структуру под контролем акционеров банка. В то же время обесцененные, но ещё не просроченные кредиты оставались на заметном уровне в 28% всех случаев в период с конца 2014-го по конец первой половины 2015 года. Покрытие неработающих и обесцененных на индивидуальной основе кредитов резервами находилось на низком уровне в 32% в конце первой половины 2015 года.
«Значительные уровни концентрации по заемщикам и секторам (на крупнейший сегмент нефтетрейдинга пришлось 19% кредитов) и значительная доля валютного кредитования (43%) заемщиков, в основном не имеющих доходов в валюте, представляют собой дополнительные источники кредитного риска», — говорится в аналитических материалах Fitch. Эксперты агентства ожидают, что давление на капитал банка останется существенным с учётом значительных незарезервированных проблемных активов, слабых финансовых показателей, которые сдерживаются высокой стоимостью фондирования и расходами на создание резервов по кредитному портфелю, а также умеренного восстановления экономики, прогнозируемого на 2016—2017 годы: «Запас капитала у банка обеспечивает лишь незначительную способность абсорбировать убытки, в то время как прибыль до отчислений под обесценивание, скорректированная на начисленные доходы, не выплаченные в денежной форме, является отрицательной (за первую половину 2015 года, по МСФО)».
По словам журналистов zn.ua, на сайте ПриватБанка в течение 2014—2015 годов можно было видеть информацию о весьма динамичном росте его кредитного портфеля (на 13,2% — до 161,3 млрд грн) на фоне общего сокращения экономики, а также об увеличении размещенных на счетах банка средств клиентов (на 6% — до 141,3 млрд грн). Более того, при зафиксированных банковской системой убытках в 53 млрд грн ПриватБанк показал в своей отчетности прибыль в размере 749 млн грн. Банк декларировал доходы и рост, несмотря на постоянное получение кредитов рефинансирования и стабилизационных кредитов от НБУ. Официальная причина выдачи последних — необходимость финансового оздоровления учреждения.
«Рост гривневого кредитного портфеля нашего банка, как, впрочем, и других крупнейших учреждений, вызван значительным ростом обменного курса и, как следствие, увеличением гривневого эквивалента валютных займов бизнесу. Количество действующих кредитных договоров за первые два месяца 2015 года снизилось на 10%. В гривне сокращение кредитного портфеля физлиц и юрлиц в период с 1 января 2014 года по 16 февраля 2015 года составило 23,6 млрд», — объяснили в ответ на запрос zn.ua о причинах номинального роста показателей в пресс-службе ПриватБанка.
Параллельно с обычным аудитом ПриватБанка, который осуществляла компания PricewaterhouseCoopers, проводились независимые проверки качества кредитного портфеля аудиторской компанией Ernst & Young (в части, касающейся связанных лиц), инспекционные проверки, осуществляемые командой самого регулятора (НБУ).
Вследствие проверок к банку выдвигались требования по повышению капитализации путем трансформации кредитного портфеля. В частности, по результатам диагностического обследования установлено, что для достижения нормативного значения банк нуждается в дополнительной капитализации в сумме 113,1 млрд грн.
К январю 2016 года выводы стресс-тестов и результаты исследований НБУ четко показали, что ПриватБанк столкнулся с серьёзными проблемами. Системное значение банка особенно осложняло ситуацию. Все понимали, что потенциальная ликвидация ПриватБанка вследствие дефицита капитала и наступления рисков дефолта корпоративных должников банка нанесёт значительный ущерб финансовому сектору и экономике в целом. Лучшим вариантом была реструктуризация, и в феврале 2016 года НБУ, правление ПриватБанка и его владельцы согласовали план реструктуризации. Учитывая чувствительность темы и значение банка, переговоры о реструктуризации проходили в режиме полной секретности.
В соответствии с программой финансового оздоровления (ПФО), которая была согласована Национальным банком Украины в феврале 2016 года с целью обеспечения устойчивости банка в дальнейшем, банк в срок до 15.11.2016 обязался принять комплекс мер по увеличению размера капитала на 94,5 млрд грн за счет реструктуризации кредитов путем перевода их на операционные компании с выручкой, достаточной для обслуживания и погашения долга, внесения реального дополнительного залога, погашения кредитов связанных лиц.
Целью данного плана реструктуризации было устранение финансовых проблем ПриватБанка, увеличение регулятивного капитала и совершенствование способа управления. Он также содержал жесткие критерии оценки процесса реструктуризации.
В то же время международные партнёры и кредиторы Украины тщательно следили за ситуацией. В обновленном меморандуме о сотрудничестве Украины с МВФ в конце 2015 года была зарезервирована сумма 152 млрд грн — на выпуск ОВГЗ под рекапитализацию банков и Фонд гарантирования вкладов. Более 70% из этих средств остались неиспользованными, что подталкивало участников рынка и экспертов расценивать эту сумму как резерв на случай проблем в крупнейшем частном банке страны.
Впоследствии эти слухи подтвердили комментарии главы НБУ Валерии Гонтаревой и акционера банка Игоря Коломойского, которые попали в СМИ. Сначала Гонтарева на заседании профильного парламентского комитета не исключила возможности национализации банка. А потом Коломойский в интервью изданию Politico заявил о дыре в капитале банка в 128 млрд грн.
В то же время, по мнению Fitch, в случае дефолта ПриватБанк вряд ли будет подвергнут процедуре банкротства или ликвидации и срочной продаже активов, учитывая его значительную долю на рынке и системообразующее значение. «И это сокращает негативные риски относительно возвратности активов для держателей облигаций», — констатировали эксперты агентства.

### Выполнение программы оздоровления банка
По словам Марии Репко, в апреле — декабре 2015 года НБУ провел диагностику ПриватБанка и определил необходимость в дополнительном капитале в 113 млрд грн. Такая оценка была основана на предположении НБУ о плохом качестве кредитов, которые сам банк в отчетности оценивал как вполне надежные и необесцененные. По словам представителей регулятора, бо́льшая часть таких кредитов выдавалась на неоперационные компании (то есть компании, у которых не было сотрудников, необходимого оборудования, которые не проводили никаких операций), затем эти средства перечислялись на другие бизнесы внутри группы. Экс-акционеры не были согласны с таким подходом, считая нормой выдачу кредитов компаниям, которые не осуществляли операций. Однако экс-владельцы предложили программу финансового оздоровления банка. Такая программа (не публичного характера) могла предусматривать дополнительные залоги по кредитам, перевод кредитов на реальные операционные бизнесы или внесение дополнительных средств акционеров в капитал банка. Часть таких кредитов просто погасили имуществом группы «Приват». Впоследствии аудитор не смог подтвердить его реальную стоимость.
В период с марта по ноябрь 2016 года НБУ осуществлял мониторинг деятельности ПриватБанка согласно плану реструктуризации и приведения в соответствие с украинскими банковскими нормами. Однако стало очевидно, что руководство ПриватБанка и акционеры не придерживались условий плана реструктуризации: сроки были сорваны, не была осуществлена соответствующая реструктуризация кредитного портфеля.
В декабре 2016 года глава НБУ Валерия Гонтарева заявила, что ПриватБанк, выполняя требования НБУ по докапитализации, летом 2016 года стал владельцем ряда активов своих тогдашних акционеров, находящихся в залоге у НБУ, в частности лыжного курорта «Буковель» и самолетов «Боинг». Глава Национального банка тогда уточняла, что всего на баланс было поставлено только 31 млрд грн из кредитного портфеля объемом около 170 млрд грн. Вместе с тем Валерия Гонтарева рассказывала, что когда НБУ брал под залог кредитов рефинансирования ряд активов, то они не находились в банке. «Нам в залоги акционеры дали собственный бизнес: например, компании „Бориваж“, „Буковель“, самолеты „Боинг“», — описывала ситуацию экс-глава НБУ. Она подчеркнула, что эти залоги хорошие, Национальный банк Украины осуществил их независимую оценку и в дополнение попросил гарантию у Игоря Коломойского. «У нас практически весь кредитный портфель покрыт его личными гарантиями по всем его активам —он гарантирует, что если банк не справится, то сам акционер погасит кредиты лично из всех своих активов», — добавила Гонтарева.
Понимая, что финансовое оздоровление движется не такими быстрыми темпами, как бы этого хотелось, Национальный банк Украины специальным решением обязывает ПриватБанк перевести долги по кредитам на реальные операционные компании и предоставить соответствующие залоги до 15 ноября 2016 года. В ответ на решение регулятора ПриватБанк в октябре — ноябре 2016 года проводит быструю «трансформацию» кредитного портфеля на общую сумму 137 млрд грн. Банк за очень короткое время (две недели, по словам руководства Национального банка Украины) меняет заемщиков, залоги, ставки, сроки по 193 кредитам.
Новые заемщики (36 компаний) не удовлетворили критериям аудитора (критерии: полноценные и реально действующие), и тот отнес кредиты к обесцененным. При этом аудитор сомневался в том, когда именно кредитный портфель стал проблемным, поскольку обслуживался он до национализации вполне дисциплинированно и просрочек по этим кредитам не было.
Заместитель председателя Национального банка Украины Екатерина Рожкова в интервью finbalance.com.ua отмечала: «…У многих банков есть много инсайдерских кредитов. Они имеют трехлетние программы их погашения и приведения портфеля в соответствие с нормативами. Если эти кредиты адекватно обеспечены, обслуживаются по рыночным ставкам, числятся на операционных компаниях, которые ведут реальную деятельность, то для заемщиков не проблема перекредитоваться в другом банке или за определенное время погасить долговые обязательства. Какая ситуация в ПриватБанке? Реструктуризация кредитного портфеля (которая была проведена осенью на усмотрение экс-владельцев и о которой господин Коломойский писал, что это якобы под моим (Рожковой) руководством) включала конвертацию в основном валютных кредитов в гривневые по нерыночной ставке 10,5% с погашением в 2024—2025 годах (причем погашение — преимущественно в конце срока). Адекватного обеспечения под кредиты нет. Займы — в основном на фиктивных компаниях. Беззалоговое кредитование заемщиков, не имеющих источников погашения кредитов, в конце концов стало причиной дефицита капитала в банке, признания его неплатежеспособным и национализации. Кстати, даже структура кредитного портфеля ПриватБанка свидетельствует, что он финансировал те области, где имеют бизнес-интересы экс-владельцы: нефтеторговлю, ферросплавы, сельское хозяйство, курортный бизнес и тому подобное».
И журналисты, и новое руководство ПриватБанка говорят о том, что новыми заемщиками стали фиктивные компании. А старые кредиты, которые выдавались на другие компании, были погашены, и претензии по этим активам предъявлять оказалось уже некому. При этом около 20% (41 млрд грн) кредитов выдано предприятиям, которые торгуют нефтепродуктами, 18% (35,8 млрд грн) — компаниям, работающим с ферросплавами, 12% (24,8 млрд грн) — предприятиям химии, 6% (12,7 млрд грн) — авиакомпаниям, 1% (2,7 млрд грн) — предприятиям сферы туризма и футбольным клубам.
| Кредитный портфель ПриватБанка, млрд грн, по данным баланса |               |               |               |
| Статья                                                      | на 16.12.2016 | на 01.01.2017 | на 01.07.2017 |
| Кредитный портфель, в т. ч.:*                               | 225           | 228           | 235           |
| Кредиты юридическим лицам                                   | 192           | 196           | 196           |
| в т. ч. связанным лицам                                     | 8 (4%)**      | 190 (97%)**   | 190 (97%)**   |
| Кредиты физическим лицам                                    | 33            | 32            | 39            |
| Страховые резервы                                           | −30           | −184          | −191          |

* С учётом начисленных процентов.
** Расчет показателя Н9 по методике НБУ.
| Кредиты связанным лицам         |                      |                      |                         |                                |
| Группа                          | Количество заемщиков | Общий долг, млрд грн | Тело кредитов, млрд грн | Проценты по кредитам, млрд грн |
| Итого                           | 223                  | 198,4*               | 187,2                   | 11,2                           |
| Трансформированные кредиты      | 36                   | 132,8                | 126,9                   | 5,9                            |
| Лизинг                          | 41                   | 14,7                 | 14,5                    | 0,2                            |
| Портфель кипрского филиала      | 22                   | 14,7                 | 14,1                    | 0,6                            |
| Корпоративные связанные кредиты | 124                  | 36,2                 | 31,7                    | 4,5                            |

* В т. ч. 8,4 млрд грн обесцененных процентов, подлежащих взысканию.
В банке с такими аргументами категорически не соглашались: по мнению бывшего председателя правления ПриватБанка Александра Дубилета, за предыдущие два года корпоративный портфель в долларовом исчислении сократился в два раза. Было возвращено очень много кредитов. Имели место также депозитные оттоки, которые достигали уровня 70 млрд грн. Для того чтобы удержаться в условиях оттока депозитов, руководство банка должно было, по словам Александра Дубилета, сокращать кредитный портфель, благодаря чему погашались лучшие кредиты. В некоторых случаях банк стал владельцем залогового имущества. И через эту процедуру ПриватБанк стал связанным с заемщиком лицом.
По словам директора департамента финансовой стабильности НБУ Виталия Ваврищука, после длительных переговоров тогдашний топ-менеджмент банка признал, что реальными заемщиками были другие компании, а «пустые» — всего лишь посредниками. Большинство из них принадлежало номинальным владельцам с греческими фамилиями. Менеджеры банка начали раскрывать названия компаний, которые, по их утверждению, были реальными заемщиками. Среди них были и зарубежные бизнесы. Однако никаких документальных подтверждений состава настоящих конечных заемщиков ПриватБанка предоставлено не было. Тем не менее менеджмент банка и дальше рассказывал, что реальные владельцы бизнесов, которые занимали средства, на самом деле не связаны с акционерами. По просьбе банка НБУ согласился встретиться с несколькими из этих «реальных владельцев». В процессе диалога выяснилось, что заявленные «настоящие владельцы» имели довольно смутное представление о «своих» бизнесах: они не знали ни объёмов доходов, ни имен менеджеров, иногда даже были не в курсе, чем именно занимаются якобы их компании. Банковские регуляторы во всем мире — Украина не исключение — требуют от банков признавать реальную платежеспособность заемщиков. Если они не в состоянии рассчитаться по кредитам, нужно сформировать соответствующие резервы. Проще говоря, признать ожидаемые убытки от такого кредитования и покрыть их средствами акционеров — капиталом. Очевидно, что «пустые» компании без доходов, сотрудников, производственных мощностей не могут расплатиться по многомиллионным долгам. Каким же образом ПриватБанк оценивал кредитные риски по таким заемщикам? Чтобы не создавать резервы по кредитам, выдаваемым явно неплатежеспособным компаниям, была запущена простая схема: на бумаге изображался залог, который в реальной жизни не имел никакой ценности. Почти 90% компаний-заемщиков предоставляли банку залог в форме так называемых имущественных прав на товары. Компании заключали с другими, такими же непрозрачными компаниями договоры о поставке товаров в будущем. То есть если заемщики ПриватБанка отказывались возвращать кредиты, то банк получал право взыскания на эти товары у компаний-заемщиков после их поступления/поставки и на их дальнейшую реализацию… «Пустые» компании не совершали никаких предоплат за те «будущие» товары, имущественные права на которые передавались в залог банка, и даже теоретически не могли рассчитаться за них. Общая заявленная банком стоимость имущественных прав на товары в залоге по кредитам составляла более 350 млрд грн. Основные товары — нефтепродукты, марганец, ферросплавы…
НБУ неоднократно выдвигал перед ПриватБанком требование в кратчайшие возможные сроки перевести все кредиты из «пустых» компаний в полноценные реальные бизнесы, генерирующие операционные доходы и денежные потоки в объёмах, достаточных для обслуживания кредитов. По сути, НБУ попросил акционеров и менеджмент ПриватБанка сформировать полноценный кредитный портфель. Тот факт, что весь портфель был связан с бизнесами акционеров, на том этапе уже никто не отрицал. Если бы банк выполнил эти требования НБУ, ему был бы предоставлен переходный период для устранения проблемы связанного кредитования. Сначала планировалось, что все банки получат на решение этого вопроса три года. Понимая масштаб проблемы ПриватБанка, НБУ согласовал с Международным валютным фондом, что этот срок для всех финучреждений будет продлен до пяти лет. В конце концов банк провел реструктуризацию кредитного портфеля, однако место более сотни старых компаний-заемщиков заняли несколько десятков (36) аналогичных «пустых» компаний без активов, доходов и опыта осуществления операционной деятельности. «Новые» кредиты также были выданы на нерыночных условиях. Легкость и скорость, с которыми кредитный портфель более чем на 100 млрд грн был трансформирован в течение нескольких недель, только подтвердили, что никаких независимых заемщиков в банке не было. В течение периода активного общения между НБУ и ПриватБанком все заемщики действовали синхронно и согласованно. Факт их связанности с кредитором является доказанным для НБУ и юридически зафиксированным решениями комиссии по вопросам определения связанных с банками лиц.
С этим соглашается Мария Репко: «Очень сжатые сроки реструктуризации кредитного портфеля и серьезное ухудшение условий займов для банка дают основания предположить, что первоначальный пул кредитов действительно был выдан связанным с банком лицам или по меньшей мере тем, на кого владельцы банка могли существенно повлиять. В противном случае получилось бы, что Коломойский и Боголюбов, рискуя собственными активами и уголовными преследованиями за доведение банка до состояния неплатежеспособности, действовали ради выгоды чужих компаний, что было бы крайне нерациональным поведением».
Шесть месяцев спустя в интервью Liga.net заместитель главы НБУ Екатерина Рожкова раскроет некоторые детали трансформации кредитного портфеля банка: «Запретить трансформацию мы не могли - тогда у ПриватБанка были бы основания заявлять, будто НБУ слишком необъективен и своим запретом осуществлять трансформацию помешал банку выполнить программу улучшения качества кредитного портфеля… Если бы вообще запретили банку делать реструктуризацию, то до 1 октября 2016 года он бы нарушил норматив адекватности капитала, и мы вынуждены были бы признать его неплатежеспособным. И тогда банк сказал бы, что мы специально довели его до состояния неплатежеспособности, не позволив реструктуризировать портфель…»
Новые компании-заемщики перестали обслуживать кредиты практически сразу же после национализации ПриватБанка. Это можно проследить даже по общей банковской отчетности: в декабре 2016 года резко сократились процентные доходы украинских банков на сумму, приблизительно равную процентным выплатам по проблемному портфелю ПриватБанка.
Переговоры с акционерами и руководством ПриватБанка с целью поиска решения продолжались в течение осени 2016 года. ПриватБанк принял меры по реализации программы реструктуризации кредитов, которая покрывала 137 млрд грн кредитных рисков. Однако НБУ пришёл к выводу, что программа была неэффективной и, хуже того, направлена на сокрытие реального масштаба проблем.
В октябре 2016 года НБУ совместно с Ernst & Young провел предварительную проверку способности ПриватБанка соблюдать новые правила оценки кредитного риска и правила операций со связанными сторонами. В результате был выявлен ожидаемый дефицит регулятивного капитала в размере 146,4 млрд грн. Этот результат и тот факт, что руководство ПриватБанка и акционеры явно не выполняют требований плана реструктуризации, означали, что НБУ был вынужден признать ПриватБанк неплатежеспособным в соответствии со статьей 1 закона № 78 о рекапитализации и реструктуризации банков. Со временем его можно было вывести с рынка в соответствии с положениями закона о Фонде гарантирования вкладов физических лиц. Однако крах такого системно важного финучреждения, как ПриватБанк, угрожал всей финансовой системе и экономике. Все ещё очень неустойчивое восстановление экономики Украины могло оказаться под угрозой.

### Обращения экс-владельцев банка
В начале октября 2016 года НБУ получает письма от владельцев банка с просьбой рассмотреть возможность добровольной национализации на основании требований закона № 78, который запускает процесс верификации. Началом её является выполнение требований закона № 78 в проведении проверки, чтобы удостовериться, достиг ли банк нулевого уровня капитала (постановление № 323). На основании этого закона можно было осуществить добровольную национализацию банка к концу 2016 года при условии достижения нулевого капитала, конвертации обязательств связанных лиц в капитал.
На основании письма к главе Кабмина экс-акционеры ПриватБанка пообещали следующее:
- Обеспечить полный и беспрепятственный доступ к помещениям и операционным системам банка государственным органам, включая Фонд гарантирования вкладов, Министерство финансов Украины, Кабмин и их уполномоченных представителей, и не препятствовать их деятельности в будущем.
- Не оказывать давление на органы государственной власти, их уполномоченных представителей и новых руководителей банка при выполнении ими своих обязательств.
- К 1 июля 2017 года обеспечить реструктуризацию кредитов, предоставленных банком определённым юридическим лицам. В письме не сказано, к каким компаниям это относится.

В письмах экс-акционеров ПриватБанка в адрес Национального банка Украины тоже прописаны некоторые обязательства, в частности:
- Бывшие акционеры согласились конвертировать все обязательства связанных с акционерами компаний в капитал банка. Именно таким образом поступили с юридическими лицами, связанными в том числе с семьей Григория и Игоря Суркисов[86].
- Экс-акционеры обещали главе НБУ, как и главе правительства, реструктуризировать на рыночных условиях кредитный портфель «пустых» компаний через проведение займов на операционные компании, которые имеют реальные источники дохода, с определением четких условий погашения.
- Оформить залоги по упомянутым кредитам по рыночной стоимости.
- Согласовывать с органами власти коммуникации с общественностью.
- Не принимать решений, которые не соответствуют требованиям законодательства, нормам банковской практики и могут негативно повлиять на капитал банка.

Министр финансов Украины Александр Данилюк в интервью lb.ua так прокомментировал суть писем экс-владельцев: «Законодательство Украины предусматривает серьезную ответственность за доведение банка до неплатежеспособности. Экс-владельцы ПриватБанка это понимали. Перед ними стояла объективно сложная задача — учитывая ситуацию в банке, выполнить согласованную с НБУ программу по докапитализации, улучшить кредитный портфель и т. д. Сделать это им не удалось. Важно было найти решение, которое не повредило бы банку, и этим решением стала передача в госсобственность… Правительство приняло решение о внесении в банк очень большой суммы. Поэтому экс-владельцы, осознавая свою ответственность, дали обязательства правительству, что в течение шести месяцев путем реструктуризации корпоративного портфеля банка и довнесения залогов они компенсируют потери, понесенные государством. Но потери здесь рассматриваются в качестве определенного вклада в стабильность системы… Банк доведен до неплатежеспособности — это признано аудитом, всеми международными институтами, которые наблюдали за процессом. Очевидно, что за это предусмотрена ответственность. Письмо было инициативой экс-владельцев ПриватБанка. Они понимают, что обязаны выполнять реструктуризацию портфеля, фактически компенсируя потери государства. Если они этого не сделают, в Украине и за рубежом (а масштаб банка колоссальный) есть компетентные органы…»
Заместитель председателя Национального банка Украины Екатерина Рожкова в интервью 112ua.tv сказала: «У нас есть подписанное письмо. С одной стороны, оно нотариально не заверено, а с другой — это добровольно подписанное письмо. Так что с точки зрения международной юридической практики это определенное обязательство, которое не было выполнено… В письме, которое получил Национальный банк Украины, были более подробно описаны условия реструктуризации. А именно: все кредиты, находящиеся сегодня на балансе банка и не имеющие реального обеспечения, и заемщики, финансовое состояние которых, в принципе, не соответствует здравому смыслу и регуляторным требованиям, должны быть переведены на компании, которые имеют реальную прибыль, ведут реальную производственную деятельность, имеют реальные производственные мощности. И источники ведения этой деятельности должны стать источниками для погашения этих кредитов. И опять-таки, они должны предоставить твердые залоги». Позже в интервью Liga.net заместитель председателя НБУ уточнила: «Письмо бывших акционеров написано в свободной форме, это добровольно взятое на себя обязательство. Именно это имел в виду министр финансов, когда сказал, что это не юридический документ. Но если мы вернемся к гражданскому праву, то договоренности, заключенные на бумаге между двумя субъектами, являются договором. Есть обязательства и предложения, которые акцептировала вторая сторона…»
Решение о национализации Кабинет министров принял до того, как получил письмо-обращение от экс-владельцев. Письмо же было своеобразной страховкой от рисков, первым из которых был именно риск остановки операционной деятельности крупнейшего банка в стране. Перед тем как решение о национализации ПриватБанка было принято окончательно, у бизнесмена и бывшего совладельца банка Игоря Коломойского состоялся разговор с послом США Мари Йованович, сообщили журналисты lb.ua в декабре 2016 года. Этот разговор, как отмечают источники журналистов, был весьма непростым и стал «точкой невозврата» в истории с переходом ПриватБанка из частной собственности в государственную.
По мнению заместителя исполнительного директора Центра экономической стратегии Марии Репко, правительство хотело перестраховаться на случай реализации нескольких негативных сценариев со стороны экс-владельцев:
- Что экс-владельцы могут специально остановить операционно-расчетную деятельность банка в случае национализации. Государство хотело получить от владельцев согласие на беспрепятственный доступ к помещениям и системам банка из-за беспокойства, что при национализации учреждения представителей власти просто не впустят внутрь помещений и/или уничтожат информационные системы (например, Privat24).
- Что могут пострадать конкретные люди и/или их семьи, которые будут заниматься управлением банка как новая команда, органы, которые должны проводить расследования, и т. д.
- Что государственный банк может не получить обратно выданные предыдущим менеджментом кредиты. Таким образом, государство было и остается заинтересованным, получив гарантии от экс-владельцев, вернуть в бюджет средства, которые были потрачены на национализацию ПриватБанка.

## Национализация

### Вхождение государства в капитал ПриватБанка
Заместитель председателя НБУ Екатерина Рожкова в интервью finbalance.com.ua отметила сложную финансовую ситуацию в банке на момент национализации. «Сколько времени ПриватБанк мог еще проработать в том формате, в котором он работал? Нисколько. Возможно, день-два. На момент введения временной администрации в банке была картотека на 1 млрд грн… У них не было ликвидности. Они в течение дня накапливали ликвидность от клиентов, получавших входящие платежи на свои счета в банке, а затем большим пакетом выпускали мелкие платежи через СЭП. Это уже говорит, что в банке ликвидности не было… Я неоднократно слышала от экс-топ-менеджеров банка: „Вы будете вынуждены предоставить нам рефинансирование, если не дадите, все ляжет…“ Возможно, был такой замысел: довести ликвидность до минимума, а потом сказать, что НБУ не дает рефинансирования, поэтому мы не можем вам платить…»
Бывший корпоративный секретарь ПриватБанка Виктория Страхова отмечала: «Нужно понимать, что национализация "Привата" — это не желание кого-то в Украине. Ни президент, ни оба премьера не горели желанием получать себе проблему в виде Коломойского. И "Приват" стал „кросс-предельным“, если не мировым проектом (по охвату задействованных организаций и юрисдикций). Мог ли Беня (Игорь Коломойский) петлять дальше? Шансы были, если бы не его вечерние прогулки под "Укрнафтой" и сакраментальное "Идешь кофе пить?". Это предопределило исход истории «too big to be — проблемой». Иностранные институты не понимали, как можно оставлять 50% расчетной системы в руках человека, который угрожает батальонами».
Экс-владелец ПриватБанка Игорь Коломойский в комментарии ТСН подтвердил обращение к правительству с просьбой о национализации банка: «В это нелегкое для бывших акционеров время я хотел бы дать краткий комментарий о национализации ПриватБанка тремя тезисами. 1. Я хочу поблагодарить Кабинет министров и лично Владимира Гройсмана. Как вы знаете, в результате последней волны клиентской паники, спровоцированной прежде всего действиями НБУ, мы были вынуждены обратиться в Кабинет министров с предложением о передаче ПриватБанка государству. Я считаю, что премьер-министр и его команда проявили настоящее мужество, приняв это непростое решение. Если бы они не решились на этот шаг, это поставило бы под угрозу всю финансовую систему Украины. 2. ПриватБанк стал жертвой произвола НБУ. В ПриватБанке был сбалансированный обеспеченный кредитный портфель, подтвержденный международным аудитом. Однако НБУ, постоянно меняя свои собственные нормативы, придумывал все новые и новые способы искусственного снижения капитализации банка. Затем они начали рассказывать о мифической дыре в 150 млрд грн, о 97% связанных кредитов, о том, что все деньги украдены или выведены в офшоры. Хотя все эти цифры они получили в результате произвольного изменения учетной политики. Нормальные центробанки помогают банкам в трудное время, в ситуациях экономических кризисов, оккупации или войны. Наш же регулятор использовал все возможные приемы, чтобы дожать ПриватБанк. И, к сожалению, у него это получилось. 3. Самое важное, что в результате принятого решения не пострадали клиенты банка. Как бы трудно и обидно ни было, на протяжении всех переговоров мы помнили, что самое главное — это клиенты ПриватБанка. Мне смешно слышать высказывания, что Коломойский кого-то шантажировал, угрожая обрушить ПриватБанк. Мы защищали наш банк до последнего, но ровно до того момента, пока мы не почувствовали угрозу для клиентов. А в остальном история расставит все по своим местам».
При этом экс-председатель правления ПриватБанка (1997—2016) Александр Дубилет на первой пресс-конференции после национализации банка обвинил в принятии соответствующего решения «информационные атаки»: «Та информационная атака, которая пошла на банк в последние две недели, во многом определила наше поведение и наше решение, связанные с национализацией».
По мнению заместителя исполнительного директора Центра экономической стратегии Марии Репко, правительство прибегло к вхождению в капитал частного банка из-за нескольких ключевых рисков: риска неплатежеспособности крупнейшего банка в стране и риска макроэкономической дестабилизации. В первом случае (если бизнес-стратегия банка действительно базировалась на кредитовании и перекредитовании бизнеса, связанного с экс-владельцами за счет розничных депозитов) такая пирамида угрожала при падении рано или поздно похоронить под обломками бо́льшую часть платежного рынка Украины вместе с оборотными средствами многочисленных компаний микро-, малого и среднего бизнеса на корпоративных и карточных счетах банка. Кредитование связанных с владельцами банка лиц считается чрезвычайно опасной практикой, поэтому в мире кредитование связанных лиц жестко ограничивается. Если бы вместо решения о национализации было принято решение о ликвидации банка, несмотря на угрозу кризиса в системе платежей, государству пришлось бы из средств Фонда гарантирования вкладов выплатить сумму, приблизительно равную 6% ВВП, почти 20% совокупных годовых расходов госбюджета или половину всех выпущенных в обращение наличных (М0). На фоне падения крупнейшего банка такой шаг дополнительно простимулировал бы панический спрос на валюту, подкрепленный масштабным вливанием гривны, галопирующую инфляцию и новый виток финансового кризиса. Текущее решение — постепенно «сдувать» банк, монетизируя ОВГЗ и погашая депозиты клиентов, — по мнению эксперта, гораздо менее болезненное и шоковое для экономики.
18 декабря 2016 года НБУ объявил ПриватБанк неплатежеспособным в соответствии со статьей 1 закона № 78. Таким образом, выводить его с рынка необходимо было в соответствии со статьей 41.1 закона «О системе гарантирования вкладов физических лиц». Сразу после того как ПриватБанк был признан неплатежеспособным, НБУ обратился в Кабинет министров Украины с предложением передать этот системно важный банк в собственность государства.
Национализация ПриватБанка происходила в несколько этапов. Сначала Фонд гарантирования вкладов физических лиц ввел в него временную администрацию, а затем продал все 100% его акций Министерству финансов за условную 1 гривну. Для того чтобы покрыть дыру в капитале почти 150 млрд грн, Министерство финансов Украины внесло государственные облигации на сумму 116 млрд грн, а остальное удалось покрыть благодаря средствам, которые хранили в ПриватБанке связанные с бывшими акционерами и руководством фирмы лица — так называемая операция bail-in.
| Хронология процесса вхождения государства в капитал банка | |
| Дата                                                      | Событие |
| Воскресенье, 18 декабря 2016 года                         | * Совет национальной безопасности и обороны Украины принимает решение о неотложных мерах по обеспечению национальной безопасности Украины в экономической сфере и защите интересов вкладчиков * Кабинет министров Украины информирует о переходе ПАО «ПриватБанк» в стопроцентную собственность государства и принимает соответствующее решение |
| Понедельник, 19 декабря 2016 года                         | * Президент Украины подписывает указ № 560/2016 о решении Совета национальной безопасности и обороны Украины от 18 декабря 2016 года «О неотложных мерах по обеспечению национальной безопасности Украины в экономической сфере и защите интересов вкладчиков» * Совместное заявление Министерства финансов Украины и Национального банка Украины относительно принятия государством решения о вхождении в капитал ПАО «ПриватБанк» * Фонд гарантирования вкладов физических лиц объявляет об иницировании процедуры вывода с рынка ПАО «ПриватБанк». * ПриватБанк в связи с процедурой национализации все же приостановил обслуживание корпоративных платежей на сутки, до 9:00 20 декабря. |
| Вторник, 20 декабря 2016 года                             | * Государственная фискальная служба Украины сообщила, что не будет штрафовать налогоплательщиков из-за возможных перебоев в работе ПриватБанка * ПриватБанк восстановил платежи физических лиц — предпринимателей и юридических лиц. «Все платежи, инициированные вчера, будут выполнены сегодня. Для того чтобы произвести оплату всех налогов и сборов и избежать штрафов, сегодня операционный день будет продлен» |
| Среда, 21 декабря 2016 года                               | Между Министерством финансов и Фондом гарантирования вкладов физических лиц был подписан договор о продаже 100% акций ПАО КБ «ПриватБанк». Из сообщения пресс-службы ведомства: «…в рекордные 72 часа были обеспечены резервы под активные операции, проведены дополнительная эмиссия акций и их размещение. Были внесены изменения в устав банка, разработан переходный баланс, завершены все необходимые процедуры по продаже акций и смене собственников банка. По состоянию на 21 декабря капитал ПриватБанка имел отрицательное значение, и Фонд гарантирования, в соответствии с законом Украины „О системе гарантирования вкладов физических лиц“, продал полный объём акций этого банка Министерству финансов за 1 гривну. Передача ПриватБанка в государственную собственность стала гарантией его докапитализации… Государство стало гарантом выполнения всех обязательств перед клиентами банка с сохранением валюты вкладов и других условий» |
| Четверг, 22 декабря 2016 года                             | Министр финансов Украины Александр Данилюк на брифинге в г.Днепре представил нового председателя правления ПриватБанка Александра Шлапака. |
| Пятница, 23 декабря 2016 года                             | Реализован план корпоративных изменений в ПАО «ПриватБанк»: с 22.12.2016 прекращено действие временной администрации в ПАО «ПриватБанк» и отозваны полномочия, делегированные уполномоченным лицам Фонда, временной администрации в ПАО «ПриватБанк». Министр финансов Александр Данилюк представил наблюдательный совет ПриватБанка. В наблюдательный совет вошли: * Франсис Малиж, исполнительный директор ЕБРР в Восточной Европе * Андреa Монета, управляющий партнёр инвесткомпании Apollo Management * Оксана Маркарова, первый заместитель министра финансов * Артем Шевалев, член совета директоров ЕБРР от Украины * Стивен А. Силиг, финансист, автор реформы финансового сектора в Ирландии * Сергей Алексеенко, уполномоченный по перспективным проектам «Нафтогаза» * Энгин Акчакоча, финансист, автор программы реформирования банковской системы Турции                                                                                    |
| 17 января 2017 года                                       | Министр финансов Украины Александр Данилюк сообщил, что наблюдательный совет ПриватБанка возглавил Энгин Акчакоча |
| Январь 2017 года                                          | ПриватБанк обратился к Ernst & Young для оценки потребности в капитале (due diligence) |
| Конец февраля 2017 года                                   | Правительство приняло решение об увеличении уставного капитала ПриватБанка на 116,8 млрд грн на основании предложения НБУ. Увеличение уставного капитала банка произошло путем выпуска облигаций внутреннего государственного займа в обмен на акции банка |

Совместное заявление Министерства финансов и Национального банка Украины от 19 декабря 2016 года: «Государство приняло решение о вхождении в капитал ПАО „ПриватБанк“. Кабинет Министров Украины на заседании 18 декабря 2016 принял решение о вхождении государства в капитал ПАО „ПриватБанк“… Это решение позволит защитить более 20 млн граждан Украины, которые хранят средства в этом банке и пользуются его сервисами. В первую очередь речь идет о 3,2 млн пенсионеров и 1,6 млн других социально незащищенных слоев населения. Все они будут иметь полный доступ к своим счетам. Сейчас банк работает в обычном режиме и выполняет обязательства перед клиентами и партнёрами… К сожалению, проблемы в банке накапливались уже много лет и усилились в последнее время. Основной их причиной стала невзвешенная кредитная политика банка, которая привела к потере банком капитала. Более двух лет Национальный банк Украины вел работу с акционером в направлении разработки и выполнения плана докапитализации. Однако план не был выполнен. При этом Национальный банк Украины установил, что общая потребность ПриватБанка в капитале на текущий момент составляет 148 млрд грн. Национальный банк Украины, осознавая все эти проблемы ПАО „ПриватБанк“ и учитывая важность его как системного банка для здоровья финансового сектора и экономики страны в целом, не мог ждать дольше и отнес банк к категории неплатежеспособных. Затем регулятор обратился к правительству с предложением передать этот системный банк в государственную собственность. Также акционеры направили письмо в Кабинет министров Украины с просьбой о вхождении государства в капитал ПАО „ПриватБанк“. Этим письмом акционеры обязались реструктурировать кредиты, предоставленные банком юридическим лицам, с учётом требований Национального банка Украины до 1 июля 2017 года».
Министр финансов Украины Александр Данилюк сказал в интервью lb.ua: «Национальному банку было непросто, учитывая системность ПриватБанка. Они искали возможность максимально стабилизировать ситуацию, идя на уступки, давая определенные отсрочки, чтобы (бывшие) владельцы выполнили обязательства. Но, к сожалению, это привело к тому, что мы имеем. Национальный банк принял соответствующее решение, и мы откликнулись на него буквально в течение одного дня: было решено переводить банк в государственную собственность».

### Процедура bail-in
Согласно закону «О системе гарантирования вкладов физических лиц», перед рекапитализацией банка за счет государственных средств ФГВФЛ имеет право реализовывать определённые обязательства банка с целью уменьшения бремени на налогоплательщика. Процедура bail-in осуществлялась в соответствии со статьей 41-1 закона «О системе гарантирования вкладов физических лиц» («Защита прав и законных интересов вкладчиков банков, укрепление доверия к банковской системе Украины, стимулирование привлечения средств в банковскую систему Украины и обеспечение эффективной процедуры выведения неплатежеспособных банков с рынка и ликвидации банков»).
К категории связанных лиц, кроме владельцев акций банка и топ-менеджмента, относятся любые лица, через которых проводятся операции в интересах связанных лиц и на которых связанные лица могут оказывать влияние при проведении таких операций: например, руководители или владельцы аффилированных с банком структур, юридические лица, руководители или владельцы которых признаны связанными с банком, или любое физическое лицо, через которое проводились операции в интересах связанных лиц.
Временная администрация ПриватБанка вместе с НБУ обнулила и перевела в капитал отдельные пассивы (обязательства) банка, которые, по мнению регулятора, были связаны с его бывшими акционерами. Bail-in по цене приблизительно 29 млрд грн. Например, один из таких лиц, связанных с бывшими владельцами банка, — Игорь Суркис. Игорь Суркис и Игорь Коломойский — также совладельцы нескольких офшорных компаний, например CME Cyprus Holding на Кипре и Alstrom Business на Британских Виргинских островах. По информации zn.ua, банки Коломойского и Суркиса тоже «дружили»: ПриватБанк, например, передал в пользование А-Банка свой уникальный софт, трехлетняя лицензия на использование которого обошлась банку Игоря Суркиса в 560 долларов.
Camerin Investments LLP, Sunnex Investments LLP, Tamplemon Investments LLP, Berlini Commercial LLP, Lumil Investments LLP, Sofinam Investments LLP (регулятором определены как «связанные с экс-владельцами лица») основаны в один день, зарегистрированы по одному адресу в Великобритании, почтовый адрес указывают тоже один, правда, уже на офшорных Виргинских островах. Разница между ними лишь в том, что на 20 февраля 2017 года три первые компании принадлежали Ольге Романовой — жене Игоря Суркиса, а остальные — Полине Ковалик, первой жене его брата Григория Суркиса.
27 декабря 2016 года братья Суркисы, отец Рахмиль Суркис, дочь Игоря Марина, дочь Григория Светлана и её мать Полина обратились в Окружной административный суд города Киева с иском к НБУ, ФГВФЛ и временному администратору ПриватБанка с требованием отменить решение о признании их связанными лицами. Точнее, снова подали сразу несколько исков, но к рассмотрению был взят только один, попавший к судье Аблову. Вместе с этим заявители признали свои связи друг с другом. Из семьи Суркисов, по информации zn.ua, в капитал банка списали совокупно 7,7 млрд грн. А, например, ФК «Динамо» bail-in не коснулась.
Кроме того, процедура bail-in коснулась и держателей евробондов ПриватБанка. По данным Национального банка Украины, ПриватБанк имел в обороте такие выпуски облигаций:
1. Выпуск на сумму 175 млн долларов по ставке 10,875% с погашением 28.02.2018.
2. Выпуск на сумму 200 млн долларов по ставке 10,25% с погашением 23.01.2018.
3. Выпуск на сумму 220 млн долларов по ставке 11% (облигации субординированного долга) с погашением в 2021 году.

Облигации были выпущены специальной компанией (SPV), зарегистрированной в Великобритании, а поступления от размещения облигаций были переданы ПриватБанку в форме займа. В соответствии со статьей 41.1 закона «О системе гарантирования вкладов физических лиц» обязательства ПриватБанка перед SPV в период действия временной администрации были обменяны на акции дополнительной эмиссии банка. Переход банка в государственную собственность и прекращение действия временной администрации состоялись 21 декабря 2016 года. Никакие выплаты владельцам облигаций осуществляться не будут.
Заместитель председателя Национального банка Украины Екатерина Рожкова в интервью finbalance.com.ua отметила: «Решения украинских судов, уже принятые в Украине по Суркисам, А-Банку по bail-in как минимум удивляют, поскольку закон четко определяет, что при национализации системного банка все соответствующие обязательства должны быть конвертированы в капитал… Инвесторам (держателям евробондов), как мне кажется, надо судиться не с нами. Они делали выводы (об инвестировании в облигации) на основании отчетов PricewaterhouseCoopers».

### Аудиторские отчёты
Меморандум об экономической и финансовой политике между Украиной и МВФ поставил перед правительством Украины обязательства назначить международно признанную компанию для ведения переговоров о реструктуризации, внесении дополнительного обеспечения ПриватБанка и минимизации расходов государства в процессе вхождения его в капитал банка. 13 апреля 2017 года наблюдательный совет ПриватБанка выбрал консорциум компаний в составе Rothschild & Co и Ernst & Young. Rothschild & Co была приглашена для ведения переговоров о реструктуризации и восстановлении стоимости проблемных кредитов до 1 июля. Компания Ernst & Young как аудитор финансовой отчетности была назначена государством после национализации банка; она заменила предыдущих аудиторов PricewaterhouseCoopers, проверявших ПриватБанк с конца 2007 года (до 2015-го). Ernst & Young была также задействована в феврале 2017 года для проверки кредитного портфеля ПриватБанка в соответствии с международными нормами и оценки будущих потребностей новоприватизированного ПриватБанка в регулятивном капитале.
При этом Игорь Коломойский в июне 2017 года заявил журналистам телепрограммы ТСН, что «нанятая государством новая аудиторская компания насчитала в банке около 9 млрд грн кредитов компаниям, которые были связаны с бывшими акционерами на момент национализации». С такой оценкой экс-владелец банка был согласен: «У меня нет оснований не доверять им (новым аудиторам)». При этом он отметил, что у него вызывают обеспокоенность «необдуманные заявления чиновников Национального банка, которые ради оправдания национализации поспешили сообщить всем корпоративным должникам банка о том, что платить по их долгам должны Коломойский и Боголюбов… Очевидно, что после таких заявлений должники ПриватБанка могут перестать погашать свои кредиты, поскольку, получается, Национальный банк официально сообщил им, что они ПриватБанку ничего отдавать не обязаны».
Согласно финансовой отчетности банка, подтвержденной аудиторами Ernst & Young, по состоянию на 31.12.2016 резерв на обесценивание кредитов юридическим лицам был увеличен на 155,9 млрд грн. Из отчета независимого аудитора Ernst & Young следует, что он подтвердил низкое качество кредитного портфеля ПриватБанка.
Более того, по мнению регулятора, аудиторы определили потребность в формировании дополнительного резерва ещё на 10 млрд грн, что в результате привело к отрицательному значению балансового капитала ПриватБанка в 882 млн грн по состоянию на конец 2016 года. Аудитор не подтвердил финансовые результаты и денежные потоки банка из-за того, что не смог получить достаточные аудиторские доказательства относительно периода, в который произошло обесценивание кредитов и авансов клиентам. Такой вывод свидетельствует о том, что финансовые проблемы в ПриватБанке начались задолго до 2016 года. Также, согласно требованию статьи 411 закона «О системе гарантирования вкладов физических лиц», аудитором Ernst & Young был осуществлен анализ потребности банка в капитале. По результатам этого анализа было определено, что банку понадобится дополнительное вливание капитала от государства (на 38,5 млрд грн в июне 2017 года) вследствие действий предыдущих владельцев и топ-менеджмента учреждения.
Позже заместитель председателя Национального банка Украины Екатерина Рожкова в интервью 112ua.tv отмечала: «По итогам годового аудита, проведенного компанией Ernst & Young, общий объем резервов под кредитный портфель, предоставленный юридическим лицам, составил 184 млрд грн. То есть это почти 86% от общего кредитного портфеля, предоставленного юридическим лицам. Уровень обеспечения портфеля залогами очень низкий: пытаясь реструктуризировать свои активы, летом прошлого года ПриватБанк принял на баланс определенную часть основных средств и отдал их в финансовый лизинг».
На сайте Национального банка Украины была размещена инфографика, в которой регулятор систематизировал открытую информацию о привлечении аудиторских компаний к проверке отчетностей и отдельных их элементов в ПриватБанке.
Комментарий пресс-службы ПриватБанка по приведенному в отчетности показателю инсайдерских кредитов на 19.12.2016: «Аудитор не смог подтвердить информацию об операциях со связанными лицами за период с 1 января по 19 декабря 2016 года. В финансовой отчетности операции со связанными сторонами раскрываются в соответствии с МСФО 24, где определен перечень признаков, согласно которым тот или иной субъект, юридическое или физическое лицо, относится к связанной с банком стороне. Критерии связанности в соответствии с МСФО 24, разработанные Советом по международным стандартам бухгалтерского учета для европейских стран с прозрачной экономикой, не могли учесть особенности ведения бизнеса бывшими владельцами банка. При этом информация о суммах задолженности по кредитам, раскрытая в примечании №9 к годовой финансовой отчетности, содержит информацию о реструктуризации кредитного портфеля в сумме 137 082 млн грн на льготных для заемщиков условиях. Согласно критериям, определенным постановлением НБУ от 12.05.2015 № 315 „Об утверждении Положения об определении связанных с банком лиц“, такая задолженность относится к задолженности связанных лиц. Согласно признакам связанности, определённым постановлением НБУ № 315, весь портфель реструктурированных ссуд относится к портфелю связанных лиц, поскольку кредиты были предоставлены предприятиям с непрозрачной формой собственности, объёмы деятельности которых не соответствовали суммам предоставленных кредитов; с процентной ставкой значительно ниже рыночной и условиями уплаты долга, отличными от рыночных условий; без надлежащего залога для обеспечения выполнения обязательств и с нарушением внутренних лимитов полномочий по принятию решения о предоставлении займа. Под эту задолженность банком сформирован резерв в сумме 135 018 млн грн».
Заместитель исполнительного директора Центра экономической стратегии Мария Репко считает: «К сожалению, при отсутствии однозначного заключения аудитора тезис о величине доли связанных лиц формально подтвердить или опровергнуть невозможно: в Украине связанность очень непросто определить по формальным критериям. Если официальной связи между фиктивным заемщиком и акционерами банка проследить не удалось, кредит не может быть классифицирован как кредит связанным лицам в соответствии со стандартами МСФО. Однако по факту компании вполне могут оказаться связанными. Предыдущий аудитор PricewaterhouseCoopers подтвердил, что в 2014 году кредиты на сумму 18,5 млрд грн были выданы связанным сторонам, однако уже в 2015 году на основании недостаточной информации по взысканию залогов аудитор отказался подтвердить полноту отражения операций со связанными сторонами в части урегулирования задолженности по некоторым кредитам и авансам (сам ПриватБанк обозначил в отчетности кредиты связанным сторонам на уровне 34,8 млрд грн, или 16% от кредитного портфеля).
Новый аудитор, компания Ernst & Young, которую ПриватБанк привлек к оценке необходимости в капитале еще до национализации, осенью 2016 года также отказался подтверждать информацию о связанных лицах к моменту национализации в консолидированной годовой отчетности банка, а отчет о due diligence ПриватБанка, содержащий информацию о необходимом уровне докапитализации и о качестве портфеля, не является публичным».
Заместитель председателя Национального банка Украины Екатерина Рожкова в интервью finbalance.com.ua рассказала: «Компания Ernst & Young предметно не изучала проблематику инсайдерских кредитов в рамках подготовки заключения об отчетности банка за 2016 год по международным стандартам финансовой отчетности. Поэтому естественно, что аудиторы в этом случае не могли ни подтвердить, ни опровергнуть те или иные оценки. Задачей Ernst & Young было прежде всего подтверждение отчетности на 01.01.2017, когда владельцем банка и, по сути, новым инсайдером уже стало государство. Подтверждение или неподтверждение инсайдерского характера кредитов, выданных ПриватБанком бывшим связанным лицам, — это вопрос прежде всего forensic audit (по сути, судебного аудита), который уже происходит (проводит международная компания Kroll). Отчетность ПриватБанка, подтвержденная Ernst & Young, до момента национализации (19 декабря) готовилась бывшим менеджментом ПриватБанка, который фактически игнорировал требования НБУ по отражению кредитов связанных лиц, ссылаясь на более мягкие международные стандарты финансовой отчетности. Старую же отчетность нельзя сейчас быстро переписать. Основные наши дискуссии с экс-топ-менеджерами ПриватБанка велись вокруг того, что после изменения НБУ методики оценки кредитных рисков банк должен был уценить кредитный портфель и начислить очень большой объем дорезервирования, и поэтому банк не имел капитала. Это ключевое, что должны были подтвердить аудиторы Ernst & Young. И они это подтвердили».
Директор департамента финансовой стабильности Национального банка Украины Виталий Ваврищук в своей колонке в «Экономической правде» отмечал: «…НБУ неоднократно общался с предыдущим аудитором банка PricewaterhouseCoopers и расспрашивал, каким образом по подобным кредитам может быть крайне низкий уровень резервов. Ведь неплатежеспособность компаний не вызывала сомнений ни у кого. Оказалось, что аудиторам банк показывал совсем другой залог — корпоративные права компаний, которые были „настоящими“ заемщиками. На вопрос о том, как можно оценить корпоративные права компании-банкрота (ведь в случае невозврата кредита ПриватБанк бы получал залог в виде корпоративных прав компании-банкрота), мы не получили ответа. Аудиторы также уверяли нас, что тоже встречались с владельцами бизнесов, которые были заемщиками ПриватБанка, и сформировали собственное суждение о том, что эти владельцы, во-первых, реальные конечные бенефициары бизнесов, во-вторых, они не связаны с акционерами банка».

## Выявленные проблемы и факты мошенничества
Бывший корпоративный секретарь «ПриватБанка» Виктория Страхова отмечала: «…для клиентов, по моим данным, депозиты до полумиллиона гривен банк возвращал без задержек. Даже в период информационных атак. Но если не чувствуешь риск, это не значит, что его нет. В случае каких-либо существенных потрясений банк мог начать рушиться неконтролируемо. А Беня (Игоря Коломойского) искать пришлось бы где-нибудь в Женеве. При этом еще до начала проекта у нас был спор с Олегом Гороховским (бывший первый заместитель председателя правления «ПриватБанка») как раз по доле связанных (связанных с акционерами компаний, которые кредитовались в банке), я вручную по открытым данным 68% насчитала. На что он аргументировал: „Так мы в ручном режиме возвращаем, а Лагун (Николай Лагун, экс-владелец «Дельта Банка») кредитовал «физиков» — и что вышло?“ Кроме этого, суть проекта заключается в том, что новый надзор в лице Александра Писарука строил классическую жесткую модель банковского надзора. Куда Беня со своим "украинским вариантом банкинга" не вписывался. Так что были варианты:
1. Разрешить «Привату» существовать в действующей модели.
2. Сделать послабление одному только «Приват» и дать период перестроиться-продаться-сократиться.
3. Национализировать.

Первый вариант точно не вписывался в парадигму МВФ — надзор выстраивался по-новому. Grace period для Бени — при его-то репутации никто не верил, что он будет придерживаться договоренностей. Поэтому был выбран третий вариант».
Игорь Коломойский сделал заявление журналистам ТСН о том, что ПриватБанк стал жертвой произвола Национального банка Украины: «В ПриватБанке был сбалансированный обеспеченный кредитный портфель, это подтверждается международным аудитом. Однако НБУ, постоянно меняя свои собственные нормативы, придумывал все новые и новые способы искусственного снижения капитализации банка. Затем они начали рассказывать о мифической дыре в 150 млрд грн, 97% связанных кредитов, о том, что все деньги украдены или выведены в офшоры. Хотя все эти цифры они получили в результате произвольного изменения учетной политики».
Глава Национального банка Украины Валерия Гонтарева парировала: «Инспекционные проверки НБУ и стресс-тестирование в ПриватБанке обнаружили недостачу капитала, к которой наряду с кризисными явлениями в экономике привела кредитная политика банка. Более 97% корпоративного портфеля, который на 01.04.2015 составлял около 150 млрд грн, — это кредиты компаниям, связанным с экс-акционерами».

### Связанные лица в кредитном портфеле банка
Экс-председатель правления ПриватБанка Александр Шлапак на пресс-конференции отметил по кредитному портфелю ПриватБанка: «…твердых залогов обеспечено только 8% портфеля, все остальное — имущественные права. По одной из компаний, связанной с бывшими акционерами банка, буквально за несколько дней до национализации ставка по кредиту снижается до 9%, снимается индексируемая составляющая, срок кредитов забрасывается на 2041 год, и — что меня вообще обескуражило — грейс-период по уплате процентов установлен до 2019 года. Мы ведем судебный спор с этой компанией, и в этом нам помогает ГПУ. Арестовано имущество компаний, которые должны ПриватБанку».
В ноябре 2016 года британский специализированный журнал банковской тематики bne IntelliNews провел анализ кредитного портфеля ПриватБанка.
Из всех крупных заемщиков ПриватБанка журналистам удалось идентифицировать лишь несколько компаний с реальным бизнесом: зерновой терминал «Бориваж» (кредит в 3,6 млрд грн), дистрибьютор агротехники «Новофарм» (1,9 млрд грн), компания «Оптимус Плюс» (1,9 млрд грн), телеканал «1+1» (626 млн грн), концерн «Укртатнафта» (550 млн грн). Также среди заемщиков — связанные с акционерами ПриватБанка авиакомпания «Днеправиа», химзавод «Днепроазот», НПК «Галичина» и ряд компаний, в названии которых есть бренд «Приват»: «Перспектива Приват Девелопмент» (700 млн грн), «Приват DPFG» (1,1 млрд грн), «Приватбуд», «Приватофис», «ПриватЛизинг». На хорошо известные компании из группы «Приват» приходится около 10 млрд грн, то есть 5% общего кредитного портфеля банка. Остальные заемщики банка — офшорные компании (8% кредитного портфеля ПриватБанка, или 18 млрд грн) и неизвестные ООО, созданные в 2014—2016 годах.
Из 100 крупнейших заемщиков (что составляет 94,5 млрд грн кредитного портфеля) все, кроме одной компании, — общества с ограниченной ответственностью. Большинство из них зарегистрированы или в Днепре, или в Харькове. Например, группа компаний в Харькове в 2015—2016 годах получила кредитов от ПриватБанка на 1 млрд долларов (12% от всего портфеля). Кредиты пошли компаниям «Фобург», «Адамант Ойл», «Альфа Трейд Ойл», «Аварис», «Брюк Ойл», «Капитал Ойл», «Фабрициус», «Капитал Трейд», «Макси V», «Мигора», «Нафтаенерджи», «Нател», «НК Франко», «Олимп Ойл», «Пальмира Трейдинг», «Сегмент Ойл», «Таис Ривер», «Петройл», «Таймар». Все эти фирмы были зарегистрированы в феврале — мае 2015 года в жилых домах в центре Харькова, а их уставный капитал составил 1 тыс. грн. Проведя анализ реестров юридических лиц, журналисты bne IntelliNews выяснили, что часть этих обществ-заемщиков контролируется людьми, связанными с руководством компаний, входящих в группу «Приват».
При этом против ряда компаний правоохранительными органами ведется следствие. Например, ООО «Олимп Ойл» и ООО «Адамант Ойл» (1,5 млрд грн кредитов от ПриватБанка) при продаже топлива через сеть АЗС под единым брендом фальсифицировали документы финансовой отчетности по денежным поступлениям и расходам. Это привело к масштабной потере средств для бюджета. В то же время компания «Капитал Трейд» (3 млрд грн кредитов от ПриватБанка) подозревается в уклонении от уплаты налогов.

### Ненастоящая трансформация кредитного портфеля
Руководитель отдела инвестиционной компании Concorde Capital Александр Паращий в интервью strana.ua отметил: «Пока банк находился в частных руках, акционерам удавалось делать вид, что заемщики обслуживают свои кредиты. Но делалось это путем постоянного перекредитования, о чем говорят все свежие расследования о выданных займах. Суть этих операций заключалась в том, чтобы перевести обязательства перед банком с баланса одних заемщиков на баланс других, таких же неплатежеспособных. После национализации они перестали платить. Впрочем, они и до национализации не платили, а только перекредитовывались».
В начале июля бывший глава правления ПриватБанка Александр Шлапак заявлял о нерыночных (заниженных) ставках кредитов, выданных ПриватБанком осенью 2016 года (то есть до национализации) в рамках реструктуризации/трансформации портфеля корпоративных кредитов. Согласно аудиторскому отчету Ernst & Young, аудиторы проверили крупнейших заемщиков банка и обнаружили: на 1 апреля 2015 года риск невозврата кредитов измерялся более чем 82 млрд грн, а по состоянию на 1 октября 2016 года цифры увеличились до более чем 139 млрд грн. Структура кредитного портфеля банка при внешних неизменных условиях подверглась существенным изменениям.
| Анализ кредитного портфеля банка, млрд грн |      |       |
| Позиция                                    | 2015 | 2016  |
| Кредиты, предоставленные юридическим лицам | 183  | 178   |
| Кредитные карты физических лиц             | 20,3 | 19,8  |
| Ипотечные кредиты                          | 8    | 9     |
| Кредиты на авто                            | 0,26 | 0,26  |
| Потребительское кредитование               | 0,6  | 1     |
| Кредитование малого и среднего бизнеса     | 2,2  | 2,4   |
| Лизинговые операции                        | 0,56 | 15,36 |

Общий объём кредитов юридических лиц практически не изменился, снизившись в 2016-м до 178 млрд грн по сравнению с 183 млрд грн годом ранее. Кредиты, выданные физическим лицам, балансировали на грани 30 млрд грн (кредитные карточки, ипотечное кредитование, потребительское кредитование). Кредитование ПриватБанком малого и среднего бизнеса при этом колебалось в пределах 2,2—2,4 млрд грн. Зато портфель лизинга вырос в 2016 году с 0,5 до 15,3 млрд грн, увеличившись почти в 30 раз.
| Структура кредитного портфеля банка в 2015—2016 годах |                                                    |                                                    |
| Позиция                                               | Значение в структуре кредитного портфеля 2015 года | Значение в структуре кредитного портфеля 2016 года |
| Кредиты, предоставленные юридическим лицам            | 85,15%                                             | 78,82%                                             |
| Кредитные карты физических лиц                        | 9,45%                                              | 8,77%                                              |
| Ипотечные кредиты                                     | 3,72%                                              | 3,99%                                              |
| Кредиты на авто                                       | 0,12%                                              | 0,12%                                              |
| Потребительское кредитование                          | 0,28%                                              | 0,44%                                              |
| Кредитование малого и среднего бизнеса                | 1,02%                                              | 1,06%                                              |
| Лизинговые операции                                   | 0,26%                                              | 6,80%                                              |

| Структура обеспечения кредитов           |                                                                 |
| Трансформированные кредиты               | Значение в структуре обеспечения компонента кредитного портфеля |
| Имущественные права                      | 100%                                                            |
| Корпоративные кредиты связанным лицам    | Значение в структуре обеспечения компонента кредитного портфеля |
| Имущественные права                      | 88%                                                             |
| Недвижимость                             | 4,7%                                                            |
| Оборудование и транспорт                 | 3,2%                                                            |
| Депозиты                                 | 1%                                                              |
| Товары в обороте                         | 3%                                                              |
| Портфель кипрского филиала «ПриватБанка» | Значение в структуре обеспечения компонента кредитного портфеля |
| Имущественные права                      | 69%                                                             |
| Оборудование и транспорт                 | 22,5%                                                           |
| Депозиты                                 | 8,5%                                                            |
| Лизинговые операции                      | Значение в структуре обеспечения компонента кредитного портфеля |
| Недвижимость                             | 100%                                                            |

Если рассматривать структуру пассивов банка, это типичный сберегательный банк, где хранят свои небольшие сбережения многочисленные вкладчики. А по структуре активов это типичный корпоративный банк, обслуживающий большую финансово-промышленную группу, что до поры до времени было стандартной моделью банковского бизнеса в Украине.
| Структура кредитного портфеля, млрд грн |      |      |
| Позиция                                 | 2015 | 2016 |
| Горный туризм, футбол                   | 8,3  | 0,38 |
| Малый и средний бизнес                  | 2,2  | 2,4  |
| Авиаперевозки                           | 14   | 4,4  |
| Недвижимость                            | 7,8  | 4,5  |
| Промышленность                          | 27   | 18   |
| Сельское хозяйство                      | 29   | 18   |
| Коммерция, ценные бумаги                | 17   | 22   |
| Торговля ферросплавами                  | 32   | 29   |
| Физические лица                         | 31   | 31   |
| Торговля нефтепродуктами                | 40   | 93   |

В 2016 году основной кредитный ресурс банка перетек в сферу торговли нефтепродуктами (дополнительно 53 млрд грн). При этом такое направление корпоративного бизнеса, как торговля ферросплавами, даже сократилось на 3 млрд грн, что говорит о постепенной перестройке внутригрупповых финансовых цепочек. Кредитование промышленности и сельского хозяйства сокращалось значительными темпами в результате реструктуризации в пользу АЗС (торговля нефтепродуктами): минус 9 и 11 млрд грн соответственно.
| Финансовый риск по активам/пассивам банка в 2016 году |                   |                    |              |
| Позиция                                               | Гривневая позиция | Долларовая позиция | Евро-позиция |
| Активы, млрд грн                                      | 144               | 16,6               | 6,5          |
| Обязательства, млрд грн                               | 100               | 85                 | 18           |

Замена долларовых кредитов на гривневые существенно повлияла на структуру финансовых рисков банка. Как видно на графике, гривневые активы на 44 млрд грн превышают обязательства. В то же время долларовые активы на 68 млрд грн меньше обязательств, и в случае очередной волны девальвации национальной валюты и/или оттока вкладов около 2—3 млрд долларов были бы критически необходимы для латания валютной дыры, что принесло бы существенные финансовые риски в среднесрочной перспективе.
| Операции со связанными с банком лицами                    |      |      |
| Позиция                                                   | 2015 | 2016 |
| Суммы, предоставленные связанным с банком лицам, млрд грн | 9    | 10,9 |
| Суммы, полученные от связанных с банком лиц, млрд грн     | 12   | 49   |

С середины 2015-го до середины 2016 года ПриватБанк выдал кредитов на сумму более 1 млрд долларов фирмам, владельцами которых были семь топ-менеджеров и двое подчиненных Игоря Коломойского, отметили в своем расследовании журналисты OCCRP. Чтобы получить деньги, девять получателей создали 28 компаний в Харькове. Почти все они были основаны в 2015 году, за исключением одной, с капиталом в размере всего 1000 грн.
Среди новых должников — Виктор Шкиндель, Игорь Маланчак и Иван Маковийчук, которые владеют тремя харьковскими фирмами, получившими 185 млн долларов в виде необеспеченных кредитов. Например, Виктор Шкиндель — бывший главный исполнительный директор днепропетровского аэропорта, который также контролирует Игорь Коломойский. Иван Маковийчук — глава Skorzonera-Zakarpattya, туристической компании, принадлежащей Игорю Коломойскому и Геннадию Боголюбову. Компании Шкинделя получили за этот период 154,1 млн долларов, Маковийчука — 154,4 млн долларов, Маланчака — 148,8 млн долларов.
Банковский эксперт, кандидат экономических наук Вадим Сирота отмечает[124], что косвенным признаком наличия проблем (с качеством кредитного портфеля) в ПриватБанке в течение 2016 года был низкий уровень покрытия сформированными резервами кредитного портфеля банка. После национализации ПриватБанк, наоборот, стал лидером в указанной группе банков по соотношению сформированных резервов к кредитному портфелю (74% по состоянию на 1 января 2017 года).
| Покрытие резервами кредитного портфеля топ-15 банков Украины по состоянию на 01.10.2016 |             |
| Банк                                                                                    | Значение, % |
| ПАО КБ «ПриватБанк»                                                                     | 14,2        |
| АО «Ощадбанк»                                                                           | 43,6        |
| АО «Укрэксимбанк»                                                                       | 44,7        |
| АБ «Укргазбанк»                                                                         | 30,1        |
| АО «Райффайзен Банк Аваль»                                                              | 50,4        |
| ПАО «Укрсоцбанк»                                                                        | 38,5        |
| ПАО «Сбербанк»                                                                          | 33,6        |
| АО «УкрСиббанк»                                                                         | 25,4        |
| ПАО «ПУМБ»                                                                              | 29,2        |
| ПАО «Альфа-Банк»                                                                        | 26,1        |
| ПАО «Проминвестбанк»                                                                    | 46,6        |
| ПАО «Кредит Агриколь Банк»                                                              | 18,1        |
| АО «ОТП Банк»                                                                           | 40,8        |
| ПАО «ВТБ Банк»                                                                          | 66,4        |
| АБ «Південний»                                                                          | 9,4         |

Перед этим, в мае, экс-совладелец ПриватБанка Игорь Коломойский публично подчеркивал, что реструктуризация кредитного портфеля ПриватБанка осенью 2016 года состоялась под контролем НБУ.
Предыдущие аудиторы банка из PricewaterhouseCoopers в отчете 2015 года отмечали, что значительная часть кредитов была выдана под залог будущей выручки, корпоративных прав на этих заемщиков и взаимные гарантии. Такое обеспечение не удовлетворяло регулятора, поскольку в случае прекращения обслуживания долга фактически не было имущества, которое банк мог бы взыскать с заемщиков. Погашение такой задолженности зависело от доброй воли заемщиков и в любой момент могло прекратиться. Казалось, что банк не действовал в этом случае как классический банк, потому что не был заинтересован в реальном обеспечении будущего возвращения кредитов.
В результате первой после национализации оценки состоялось доформирование резервов по корпоративным кредитам почти на 130 млрд грн. Аудит Ernst & Young подтвердил несколько бо́льшую (на 23 млрд грн) сумму резервов, хотя и не подтвердил период, когда они фактически возникли. При расчете по методологии НБУ непокрытый кредитный риск по корпоративному портфелю составляет более 190 млрд грн, что на 20 млрд грн больше, чем резервы, сформированные по МСФО. На покрытие этих 20 млрд разницы и направляется новый транш докапитализации. Финальная оценка кредитов юридическим лицам почти в 30 раз меньше той, которую показывал банк до национализации.
Заместитель главы НБУ Екатерина Рожкова в интервью агентству «ЛигаБизнесИнформ», говоря об осенней реструктуризации/трансформации в корпоративном портфеле ПриватБанка, заявляла: «Мы позволили (экс-владельцам) проводить несогласованную трансформацию под их ответственность, но в присутствии аудиторов и команды НБУ. Если бы мы вовсе запретили банку делать реструктуризацию, то к 1 октября он бы нарушил норматив адекватности капитала, и мы вынуждены были бы признать его неплатежеспособным. И банк тогда сказал бы, что мы специально довели его до состояния неплатежеспособности, не позволив реструктуризировать портфель. НБУ требовал тогда представить на утверждение план трансформации, который описывал бы реальное финансовое состояние новых платежеспособных компаний, их залога, сроки погашения кредитов. Национальный банк Украины очень долго не мог получить от ПриватБанка план реструктуризации. В итоге, так и не предоставив необходимую информацию, банк провел трансформацию кредитного портфеля на 137 млрд грн».
По поводу роли куратора от Национального банка Украины в ПриватБанке в течение этого периода заместитель главы НБУ отметила следующее: «…если банк намеренно скрывает операции, куратор о них ничего не знает, поскольку подобные движения по счетам не отображаются в реальном времени. Такие договоры, как правило, в систему не вводятся вообще или вводятся с опозданием. Куратор не имеет права приостанавливать операции. Куратор мог сказать, что не позволяет проводить сомнительную операцию, и банк не проводил ее. Это касается вывода денег — платежей за пределы банка. Но есть целый ряд операций, где платежи за пределы банка не выходят. Однако поскольку операция не предполагает движение денег по счетам, в ней не задействован корреспондентский счет, банки часто не отражали это в бухгалтерских записях, но при этом снимали обременения в реестре прав движимого и недвижимого имущества, что приводило к фактической потере залога. Но куратор может видеть только то, что нашло отражение в счетах».
Журналисты программы «Схемы» проанализировали подготовленный аудиторской фирмой Ernst & Young проект анализа финансово-хозяйственной деятельности ПриватБанка. Согласно расследованию журналистов, аудиторы проверили крупнейших заемщиков и обнаружили: на 1 апреля 2015 года риск невозврата кредитов измерялся более чем 82 млрд грн, а по состоянию на 1 октября 2016 года цифры увеличились до более чем 139 млрд грн. Согласно документу, ПриватБанк провел реструктуризацию кредитного портфеля: задолженность 170 предыдущих заемщиков была переведена на более чем 30 новых, которые стали должны банку более 110 млрд грн.
С помощью Единого государственного реестра юридических лиц журналисты узнали адреса регистрации новых фирм, их учредителей и директоров. Среди посещенных журналистами юридических лиц:
- В Борисполе (Киевская обл.) зарегистрированы сразу три фирмы, на которые оформлено почти 9,5 млрд грн кредитов. Офис одной из них — «Арго Трейд Лтд», которая должна ПриватБанку более 4,5 млрд грн, — расположен в здании станции техобслуживания и автомойки. Правда, сейчас там снимает комнату уже другая компания — «Болонья компани». Кроме двух столов, двух стульев и старого ноутбука, там ничего нет.
- Другая фирма — «Бизнеспром Инвест», которая должна ПриватБанку более 4,4 млрд грн, — имеет офис по адресу массовой регистрации компаний.
- Фирма «Фито-Пром Эволюшн», задолжавшая ПриватБанку почти полмиллиарда гривен, также арендует одну комнату, в которой есть только два стола и несколько стульев.
- Фирма «Лекс грант», которая задолжала ПриватБанку более 4 млрд грн, зарегистрирована в квартире жилого дома в Киеве.
- В поселке городского типа Згуровка (Киевская обл.) зарегистрирован Юрий Понька — основатель и руководитель фирмы «Триумф 15», которая должна вернуть ПриватБанку более 4,3 млрд грн. Журналистам «Схем» удалось пообщаться с его матерью. Она рассказала, что он давно живёт в Мариуполе.
- Похожая ситуация и в других регионах. Во Львове по адресу заправки «Укрнафты» зарегистрированы две фирмы: «Софт-Альянс» и «Айлант Сервис», задолжавшие ПриватБанку более 7 млрд грн.
- В Запорожье также на заправке зарегистрирована фирма «Бизнес пром инновация», которая должна ПриватБанку более 4,5 млрд грн.
- Такую же сумму обязана вернуть ПриватБанку фирма «Премьер бизнес брук», зарегистрированная в жилой многоэтажке в Харькове.

Игорь Коломойский в комментарии журналистам ТСН отметил: «…по расследованию журналистов программы „Схемы“ непонятно, куда и кому пошли 110 млрд грн кредитов, выданных ПриватБанком. Так вот, эти деньги из банка не выходили. В рамках реструктуризации кредитного портфеля их выдали компаниям, погасившим кредиты предыдущих должников. То есть деньги остались в банке».
С другой стороны, Александр Шлапак рассказал на пресс-конференции в июле об особенностях кредитного портфеля ПриватБанка: «Этот токсичный портфель — это 223 клиента с кредитами на общую сумму 198,4 млрд грн». По словам Шлапака, его разбили на четыре группы.
- Первая — трансформированные кредиты — это 36 заемщиков на сумму почти 133 млрд грн.
- Второй портфель — лизинговый — 41 заемщик почти на 15 млрд грн.
- Третий на такую же сумму — это портфель, который выдавался компаниям на Кипре.
- Четвёртый — это кредиты, связанные с корпоративными клиентами банка, на сумму более 36 млрд грн.

| Трансформированные кредиты                 |                                      |
| Позиция                                    | Значение                             |
| Количество заемщиков                       | 36                                   |
| Предыдущее количество заемщиков            | 193                                  |
| Общая сумма задолженности, млрд грн        | 132,8                                |
| Процентная ставка по кредитам (%, годовых) | 10,5%                                |
| Период уплаты процентов                    | Ежеквартально                        |
| Срок окончания действия кредитов           | Ноябрь 2017 года — октябрь 2026 года |

Кредиты предоставлены для перекредитования большинства заемщиков — связанных лиц — с одновременным изменением процентной ставки до 10,5% годовых, срока использования и других условий сделки. Обеспечением по кредитам являются имущественные права по контрактам, имеющим мнимую природу.
| Корпоративные связанные кредиты            |                |
| Позиция                                    | Значение       |
| Количество заемщиков                       | 124            |
| Количество кредитных сделок                | 305            |
| Общая сумма задолженности, млрд грн        | 36,2 млрд грн  |
| Процентная ставка по кредитам (%, годовых) | 1—58%          |
| Срок окончания действия кредитов           | 2026—2041 годы |

Имеется много нестандартных кредитных условий, а именно:
- низкие процентные ставки по сравнению с рыночными;
- нестандартные условия уплаты вознаграждения банку за пользование кредитами: ежеквартально, ежегодно, в момент окончания действия соглашения;
- отсутствие твердого залога;
- выполнение обязательств по предыдущим договорам за счет выдачи новых кредитов;
- изменение ключевых условий (сроки выполнения обязательств, ответственность) по некоторым клиентам путем заключения дополнительных соглашений за несколько дней до национализации во избежание досрочного взыскания;
- крайне неудовлетворительное обслуживание долга в части погашения тела и внесения процентных платежей;
- большое количество нарушений по выполнению нормативных требований и собственных процедур банка.

Существующие проблемные кредиты этой группы не имеют значительных перспектив взыскания.
Эти кредиты также имеют интересные характеристики. Во-первых, все они были выданы в октябре — ноябре 2016 года компаниям, которые не вели операционной деятельности, имели негативное финансовое состояние и операционную историю менее одного года. Во-вторых, компании получали по несколько миллиардов гривен под процентную ставку 10,5%, тогда как кредитным комитетом банка ставка была утверждена в размере 34%. Согласно законодательству, банк не может выдавать займы дешевле стоимости привлеченных ресурсов. Тогда банк привлекал кредиты рефинансирования НБУ под 20—22%, гривневые депозиты физических лиц — под 19%, гривневые депозиты юридических лиц — под 14,2%. В-третьих, заемщики не проверялись на связанность, а их финансовое состояние искусственно завышалось. В-четвёртых, использовалось нереальное имущественное обеспечение по этим кредитам (например, бензин, которого хватило бы на два года для всей Украины, или трехлетний запас австралийской марганцевой руды для всех ферросплавных комбинатов). У компаний, бравших эти ссуды, не было ни складов, ни соглашений на хранение. В-пятых, все выданные средства были направлены не на операционную деятельность этих компаний или оплату товаров, а в течение одного-двух дней в полном объёме пошли на погашение тела и процентов, которые ранее были выданы 193 компаниям.
Экс-председатель правления ПриватБанка Александр Шлапак на пресс-конференции рассказал о ключевых выявленных злоупотреблениях в банке:
| Ухудшение обслуживания |               |                              |                                |
| Период в 2017 году     | Долг, млн грн | Погашенные проценты, млн грн | Просроченные проценты, млн грн |
| Январь                 | 194 845       | 556                          | 2800                           |
| Февраль                | 195 276       | 360                          | 3500                           |
| Март                   | 197 034       | 442                          | 4500                           |
| Апрель                 | 197 920       | 233                          | 5600                           |
| Май                    | 198 399       | 228                          | 7100                           |

| Лизинг                                     |                                   |
| Количество лизингополучателей              | 41                                |
| Предыдущее количество лизинговых сделок    | 50                                |
| Общая сумма лизинговых сделок, млрд грн    | 14,7                              |
| Процентная ставка по кредитам (%, годовых) | 10,5%                             |
| Период уплаты процентов                    | Ежемесячно                        |
| Срок окончания действия лизинговых сделок  | Июль 2024 года — август 2026 года |

Портфель был сформирован за счет предоставления в финансовый лизинг 120 нефтебаз и 248 АЗС, за счет которых банком погашались ранее предоставленные кредиты 193 связанным лицам. Срок лизинга — от 9 до 10 лет под 10,5% годовых.
| Кипрский филиал                                           |                                        |
| Количество заемщиков                                      | 22                                     |
| Предыдущее количество кредитных сделок                    | 34                                     |
| Общая сумма задолженности                                 | 14,7 млрд грн в долларовом эквиваленте |
| Процентная ставка (по обслуживаемым сделкам) (%, годовых) | 6—8%                                   |
| Период уплаты процентов                                   | Ежемесячно                             |
| Срок окончания действия кредитов                          | 2018 — 2027 годы                       |

- Не были сформированы кредитные досье заемщиков.
- Рисковый портфель с учётом крайне слабого обслуживания долга по уплате процентов и длительных сроков действия кредитных соглашений.
- Кредиты только одного заемщика обслуживаются должным образом, остальные имеют признаки дефолта.
- Предметы залога не внесены в публичный реестр залогов Кипра.
- Более 150 млн евро составляет задолженность по кредитам, где залогом выступают имущественные права, перспектива взыскания которых очень сомнительна.

| Залоговое имущество, переданное на баланс, на 31.12.2016 (по результатам аудита согласно статье 41-1) |                               |                        |                                      |
| Имущество на 31.12.2016                                                                               | Балансовая стоимость, млн грн | Обесценивание, млн грн | Скорректированная стоимость, млн грн |
| Туристический комплекс «Буковель»                                                                     | 11 092                        | 5 742                  | 5 350                                |
| Имущество, право собственности на которое не оформлено                                                | 6 066                         | 6 066                  | 0                                    |
| Другое имущество                                                                                      | 4 678                         | 3 908                  | 770                                  |
| Всего                                                                                                 | 21 836                        | 15 716                 | 6 120                                |

78% имущества было передано на баланс банка с нарушениями, выявлены случаи неполной передачи целостных имущественных комплексов — все это существенно повлияло на стоимость такого имущества. Произошло обесценивание на 6,1 млрд грн залогов, принятых на баланс банка.
| Состояние кредитного портфеля по результатам аудита годовой отчетности |                                                 |                                                                                           |                                           |
| Показатель, млн грн                                                    | Данные баланса на 31 декабря 2016 года, млн грн | По данным баланса на 31 декабря 2016 года, после годовых корректирующих проводок, млн грн | Данные баланса по итогам аудита, млн грн. |
| Активы                                                                 | 220 017                                         | 216 351                                                                                   | 205 183                                   |
| Кредитный портфель                                                     | 215 698                                         | 227 986                                                                                   | 227 924                                   |
| Страховые резервы                                                      | −173 625                                        | −173 718                                                                                  | −184 341                                  |
| Обязательства                                                          | 207 353                                         | 205 466                                                                                   | 206 065                                   |
| Финансовый результат                                                   | −135 118                                        | −164 472                                                                                  | −176 238                                  |
| Капитал                                                                | 12 664                                          | 10 885                                                                                    | −882                                      |

| Качество кредитного портфеля на 31.12.2016 (по результатам аудита согласно статье 41-1) |                                                                                        |                               |                         |                                    |
| Показатель                                                                              | Валовая задолженность, млн грн                                                         | Кредитный риск (НБУ), млн грн | Резерв по МСФО, млн грн | Непокрытый кредитный риск, млн грн |
| Кредиты, предоставленные юридическим лицам                                              | 196 217                                                                                | 190 678                       | 170 828                 | 19 850                             |
| в т. ч. связанным лицам                                                                 | 190 296 (кредиты для связанных лиц составляют 97% кредитного портфеля юридических лиц) | 186 285                       | 168 882                 | 17 403                             |
| Кредиты, предоставленные физическим лицам                                               | 31 706                                                                                 | 14 484                        | 13 513                  | 971                                |
| Предоставленные кредиты, всего                                                          | 227 923                                                                                | 205 162                       | 184 341                 | 20 821                             |

По логике акционеров, если старые кредиты погашены, это автоматически означает, что они были хорошими. А трансформированный портфель — это уже вопрос не к ним. Более того, акционеры отмечают, что трансформация — это требование НБУ, она проходила под наблюдением регулятора, поэтому такие операции законны.
В НБУ считают иначе: трансформация проводилась по требованию МВФ и НБУ, но никто не заставлял банк выдавать «пустым» компаниям эти кредиты.
Согласно отчету Ernst & Young по результатам аудита ПриватБанка, который оказался в распоряжении агентства Bloomberg, по состоянию на конец 2016 года 99,4% корпоративных кредитов в портфеле банка были инсайдерскими (выданные связанным с экс-собственниками банка бизнесам). Согласно этим данным, аудиторы указали, что из 168 проверенных заемщиков банка 164 — в дефолте. Отдельно отмечается, что после национализации ПриватБанка обслуживание кредитов ухудшилось. Компания Ernst & Young от официальных комментариев отказалась.
Заместитель председателя Национального банка Украины Екатерина Рожкова в интервью finbalance.com.ua уточнила: «…в конце декабря 2015 года — январе 2016-го кредитный портфель ПриватБанка еще обслуживался. Уплачивались проценты, кредиты раньше срока не погашались, поскольку были на очень долгий срок реструктуризированы. С февраля 2017 года у нас стал хуже обслуживаться финансовый лизинг. И сегодня имеем просрочку по уплате процентов где-то около 40%. А просрочка — это признак дефолта… По остальному портфелю: там тоже есть просрочка. За последний период (май 2017 года) было произведено всего около 10% необходимых платежей».
Исполняющая обязанности председателя правления ПриватБанка Галина Пахачук в интервью minfin.com.ua рассказала: «Компании-должники по кредитному портфелю ПриватБанка не платят проценты, практически все компании. Забюджетированная в год сумма по процентам составляет от 8 до 10 млрд грн, а мы получили только 270 млн грн. Сумма в 180 млрд грн (на август 2017 года) не обслуживается с точки зрения выплат и процентов. Этот кредитный портфель обслуживается только на 3—4%… За выдачу этих кредитов отвечали топ-менеджмент банка, правление, наблюдательный совет».
Экс-председатель правления ПриватБанка Александр Шлапак на пресс-конференции заявил: «Мы вынуждены были истребовать 74 нефтебазы обратно в собственность банка, поскольку заемщики перестали рассчитываться по займам… Всего в финансовом лизинге находится 120 нефтебаз и 248 АЗС. Часть портфеля в размере 6,6 млрд грн, связанная с заправками, сейчас обслуживается. Существенно хуже ситуация с нефтебазами. Обслуживает свои кредиты сегодня только 1 заемщик из 22. Остальные либо находятся в полном дефолте и прекратили обслуживание, либо имеют очень серьезные просрочки и находятся в шаге от дефолтного состояния. Ни один залог по этим займам не зарегистрирован по правилам кипрского законодательства. Поэтому мы обратились в кипрский суд и ведем работу по обеспечению залога, начали переговоры с владельцами залогов на Кипре, во Франции, Румынии и Грузии».
По мнению Александра Шлапака, манипуляции с трансформацией кредитов происходили по прямому указанию правления банка: «При выдаче кредитов нарушались как нормативные акты НБУ, так и внутренние процедуры банка. Все 36 кредитов были подписаны председателем правления с превышением полномочий, предоставленных ему соответствующими документами банка. В НБУ предоставлялись недостоверные данные о размере необходимого резерва и величине непокрытого кредитного риска, и, соответственно, искажалась реальная величина регулятивного капитала банка. В качестве товара, на который были выписанны имущественные права - обеспечения этих кредитов, выступал, например, бензин, которого хватило бы на два года для всей Украины. Компании, которые брали кредиты и собирались завозить топливо, не имели ни складов, ни соглашений на хранение, ни соглашений на закупку». Эти кредиты были направлены не на операционную деятельность заемщиков, а на погашение тела и процентов 193 компаний. От такой «реструктуризации» банк проиграл, поскольку из 193 компаний более половины имели реальные залоги и индексированную процентную ставку: «Кредиты выдавались в 2014—2015 годах, курс доллара был нестабильным, поэтому процентная ставка составляла 12—12,5%, но она привязывалась к курсу доллара. Когда же эти кредиты были погашены, мы утратили право на реальные залоги по этим займам, и в один день, 23 ноября, кредитный комитет банка увидел индексированную процентную ставку для трех четвертей заемщиков».
«Потери банка составили примерно 20 млрд грн, — сказал Александр Шлапак; даже выделенных 126,9 млрд грн было недостаточно, чтобы погасить займы 193 юридических лиц. — Не хватало 15 млрд грн. И тогда банк принимает на баланс имущество на эту сумму. Этим имуществом оказались 248 АЗС и 120 нефтебаз. Когда мы внимательно изучили ситуацию, то увидели, что стоимость этих объектов существенно завышена. Эти нефтебазы и АЗС переданы в финансовый лизинг. Ставка снижена, привязка к валюте отменена. Расчетный класс по двум третям лизингополучателей — не ниже 9-го дефолтного класса. Банк разрешил передачу имущества в субаренду, чем компании уже воспользовались».
По информации журналистов zn.ua, в СМИ появлялась информация о признании в судах банкротами 130 обществ с ограниченной ответственностью, которые в разные периоды в 2014—2015 годах владели точками сети автозаправок группы «Приват» (бренды ANP, Sentosa, «Авиас», «Мавекс» и др.). При этом на момент банкротства они уже не владели ни комплексами АЗС, ни другим имуществом. В большинстве случаев процедура ликвидации компаний началась в августе 2016 года, после принятия соответствующего решения на общем собрании учредителей.

### Дедлайн 01.07.2017 — не выполнена реструктуризация кредитов банка экс-владельцами
К 1 июля 2017 года экс-владельцы банка в одностороннем порядке обязались обеспечить реструктуризацию кредитов, предоставленных банком определённым юридическим лицам. При этом в пункте 3 предусмотрена возможность продления срока реструктуризации кредитов банка до 2018 года. Однако необходимым условием такого продления должна была стать реструктуризация 75 % совокупной основной суммы соответствующих кредитов до 1 июля 2017 года, чего не произошло. Министерство финансов и Национальный банк Украины перешли к судебной процедуре взыскания долгов с экс-владельцев.
Заместитель председателя Национального банка Украины Екатерина Рожкова в интервью finbalance.com.ua сообщила: «Мы понимали, что такой большой объём кредитов вернуть сразу невозможно, потому что это убьет бизнес — для этого и был необходим план реструктуризации кредитов. Мы должны были оценить способность компаний генерировать средства, обслуживать и погашать кредиты, оставляя себе что-то на развитие. Нужна реструктуризация на пять лет? На десять лет? Но график выплат должен быть экономически обоснованным и не предусматривать убытков для банка. Они должны предоставить план: как они видят процесс, каковы предварительные выводы и видение того, может ли это быть реализовано».
В ответ на отсутствие действий по реструктуризации со стороны бывших владельцев ПриватБанк привлек консорциум компаний Rothschild & Co, Ernst & Young и FinPoint для ускорения процесса переговоров о реструктуризации кредитов, предоставленных бывшим владельцам банка или лицам, которые прямо или косвенно связаны с бывшими владельцами банка.
Заместитель председателя Национального банка Украины Екатерина Рожкова в интервью 112ua.tv отметила: «Ни для сектора, ни для клиентов, ни для ПриватБанка отсутствие реструктуризации уже не будет иметь никаких последствий, потому что банк был полностью докапитализирован за счет государства. И сегодня капитал банка уже положительный, последняя докапитализация состоялась (Кабинет министров одобрил выделение 38,5 млрд грн)… Поэтому банк докапитализирован, он ликвидный и работает в нормальном режиме. Однако вопрос не становится менее актуальным. Потому что те долги, которые взяло на себя государство (фактически компенсируя банку потери в размере 116,8 млрд грн плюс 38 млрд грн — это почти 155 млрд грн), — их должны возвращать экс-владельцы банка».

### Отчетность PwC
Аудит финансовой отчетности предусматривает, что менеджмент банка готовит финансовую отчетность, а аудиторы подтверждают её - это самый желательный вариант для любой компании, которая проходит аудит. Если же проверяющие считают, что в отчетности должны быть другие цифры или что в ходе аудита было невозможно получить подтверждение их правильности, аудиторская компания выражает так называемое модифицированное мнение. Аудиторы не имеют права составлять финансовые отчеты компаний, они могут только проверять их и высказывать мнение относительно правильности отражения реального состояния дел компании в этих отчетах.
В сентябре 2015 года Национальный банк Украины лишил права работать с банками восемь аудиторских фирм, поскольку они давали положительные заключения об учреждениях, которые в 2014—2015 годах обанкротились. В чёрный список попали «Донецкинаудит», «Украинская аудиторская служба», «УкрВостокАудит», «Блискор», «Консультант», «Ортания», «Ставр» и «Финком-аудит». Национальный банк Украины обратился в Аудиторскую палату с просьбой закрыть эти компании. До сегодняшнего дня только три компании были исключены из реестра: «Ортания» (с 24 декабря 2015 года), «Ставр» (с 29 сентября 2016 года) и «Финком-аудит» (с 25 февраля 2016 года.
Экс-председатель правления ПриватБанка Александр Шлапак в интервью «Экономической правде» отметил: «Если вы знакомы с международными стандартами, то вы, наверное, смогли убедиться, что они не предусматривают тех реалий, которые могут быть осуществлены у нас в стране. Западный банкир не представляет себе, как, будучи в здравом уме, выдать ссуду на сотни миллионов долларов компании „Рога и копыта“, в которой нет ни обеспечения, ни оборотов, с грубейшими нарушениями законодательства и нормативных документов центрального банка. Даже если он будет пытаться это сделать, то трехуровневая система контроля банка обязательно это остановит… Украинское законодательство выдало свое толкование понятия „связанные лица“».
Заместитель председателя Национального банка Украины Екатерина Рожкова в интервью 112ua.tv рассказала подробности работы с банковским аудитором: «PricewaterhouseCoopers — это компания, которая официально осуществляла ежегодный аудит ПриватБанка. Последняя отчетность, которую подтвердили аудиторы, — это отчетность по результатам 2015 года. PricewaterhouseCoopers подтвердил размер капитала ПриватБанка на уровне 27 млрд грн. Ernst & Young подтвердил капитал банка на уровне почти минус 1 млрд грн. Это было уже после того, как государством в капитал банка было внесено 116,8 млрд грн.
Задача аудитора, когда он подтверждает финансовую отчетность компании, заключается в подтверждении того, что в отчетности все адекватно отражено, что показатели банка идентичны тем, которые он подает регулятору, и они соответствуют действительности… Такая разница, с нашей точки зрения, говорит о недостаточном качестве аудита. Поэтому естественно, что мы недовольны. Но не только мы — все потенциальные пользователи любой аудиторской отчетности должны требовать от аудиторов пристального изучения. Это ответственность аудитора. Эта отчетность подтверждается в первую очередь ради пользователей. Что дает нам этот отчет? По сути, сокрытие реального финансового состояния ПриватБанка. У него нет капитала, он является неплатежеспособным, при этом аудитор подтверждает достаточность капитала».
Представители регулятора неоднократно заявляли, что кредиты были выданы формально не связанным с финансово-промышленной группой компаниям, которые затем переводили средства в реальные бизнесы, в том числе за рубежом. По формальным признакам предприятия, которые фактически можно назвать промежуточными звеньями в механизме финансирования бизнеса бывших акционеров, соответствуют критериям международных стандартов отчетности (IAS24). В этом плане отечественная методология строже международной в определении инсайдеров банка и учитывает финансовую креативность украинского бизнеса.
В любом случае задачей менеджмента было посчитать размер задолженности инсайдеров перед банком, а аудиторов — проверить это. В тексте аудиторского заключения указано, что полученной информации недостаточно, чтобы подтвердить правильность указанной в отчете суммы инсайдерских кредитов в 10,7 млрд грн по состоянию на 19 декабря 2016 года (дата национализации).

## Стабилизация состояния банка
«Стабильности ПриватБанка сегодня ничто не угрожает, — сказал премьер-министр Владимир Гройсман в комментарии журналистам ICTV. — 28 июня Министерство финансов приняло решение об увеличении его уставного капитала еще на 38,5 млрд грн путем выпуска и обмена облигаций внутреннего государственного займа на акции банка. В целом за прошедшие полгода банк докапитализировали таким образом несколько раз — на общую сумму уже около 150 млрд грн. Иными словами, для вкладчиков и клиентов не существует никаких угроз, ведь все обязательства по финансированию учреждения государство взяло на себя и, что важно, проявляет решительность по взысканию долгов с его экс-владельцев».
За период с начала до середины 2017 года в управлении ПриватБанка произошло несколько ключевых изменений:
| Период           | Событие |
| Март 2017 года   | Компания Ernst & Young начала предоставлять услуги аудита ПриватБанку |
| Июнь 2017 года   | Была завершена оценка потребности в капитале. Опубликован годовой отчет ПриватБанка за 2016 год (26.06.2017). Председатель правления ПАО «ПриватБанк» Александр Шлапак подал в отставку. На внеочередном заседании Кабмина было принято решение о дополнительной капитализации ПАО КБ «ПриватБанк» государством в сумме 38,5 млрд грн |
| Июль 2017 года   | - Министерство финансов Украины опубликовало письмо, в котором 16 декабря 2016 года бывшие владельцы ПриватБанка просят правительство осуществить вхождение государства в капитал банка. - НБУ выступил с комментарием о статусе реструктуризации кредитного портфеля ПАО «ПриватБанк» бывшими владельцами. - Председатель правления ПАО «ПриватБанк» Александр Шлапак провел пресс-конференцию, на которой озвучил размер «токсичного» портфеля банка. - Наблюдательный совет ПриватБанка определил компанию для поиска кандидатов на должность председателя правления банка. - Наблюдательный совет ПриватБанка объявил компанию McKinsey & Company победителем конкурса по отбору международно признанной компании, которая будет отвечать за разработку стратегии ПАО КБ «ПриватБанк». - Члены наблюдательного совета ПАО КБ «ПриватБанк» удовлетворили просьбу Александра Шлапака об отставке с должности председателя правления. Исполняющей обязанности председателя правления ПриватБанка назначена член правления Галина Пахачук |
| Август 2017 года | Европейский центральный банк (ЕЦБ) дал согласие на приобретение Украиной в лице Министерства финансов права квалифицированного участия в ОАО «ПриватБанк» (Латвия) |

Исполняющая обязанности председателя правления ПриватБанка Галина Пахачук в интервью minfin.com.ua рассказала: «ПриватБанк по определению — это банк номер один. Он самый крупный, самый инновационный, один из крупнейших по количеству филиалов, по численности персонала, это крупнейший клиентский банк для физических лиц. В Украине сложно не быть клиентом ПриватБанка… Банк розничный, мы занимаемся предоставлением банковских услуг физическим лицам, малому и среднему бизнесу, мы больше не обслуживаем крупные корпорации. Для сбалансирования рисков у нас будет большой портфель государственных ценных бумаг и корпоративных ценных бумаг (гарантированных и обеспеченных). Нашим ключевым инструментом в работе должна стать в том числе ипотека… Банк должен стать более открытым для такой группы клиентов, как малый и средний бизнес. Мы должны стать банком „реконструкции и развития“, с совершенно новым форматом общения с клиентами — юридическими лицами. Также необходима реструктуризация и оптимизация этого очень большого и совсем непростого банка.
У банка сегодня более 600 тыс. клиентов — это школьники, более 1,2 млн — студенты. Банку доверяет молодежь. Банк силен своими клиентами… Более 70% деятельности ведется через дистанционные каналы… Наша обширная сеть дает 30% дохода, остальное нам даст электронный банкинг. Но опять-таки, без персонала на местах достичь этого было бы невозможно. В ПриватБанке очень достойная инкассация… Когда в месяц в одну сторону 50 млрд грн, в другую сторону 50 млрд грн — и это наличный оборот одного банка! И при этом все работает как часы».

## Результаты национализации
По мнению заместителя председателя НБУ Дмитрия Сологуба, поддержка банков с 2008 по 2016 год (с учётом национализации ПриватБанка) стоила украинцам как минимум 15,3 млрд долларов, включая уже выпущенные облигации, но не учитывая будущие купонные выплаты. Если убрать составляющую ПриватБанка, остается 9 млрд долларов, которые были потрачены на Ощадбанк, Укрэксимбанк, Укргазбанк, Родовид Банк, банк «Киев». Программы капитализации банками реализуются. 60 банков прошли стресс-тесты, малые банки ещё проходят диагностику, выполняются планы докапитализации и планы по сокращению связанного кредитования, работает постановление № 351 — по оценке кредитных рисков. Банки существенно улучшили свои процедуры финансового мониторинга, далее следуют планы по внедрению новых нормативов ликвидности.
Дмитрий Сологуб в интервью finbalance.com.ua сообщил: «Что касается собственно ПриватБанка, то его работа стабилизирована. Он больше не является бомбой с часовым механизмом… Риски банковской системы постепенно уменьшаются, ситуация улучшается, за исключением разве что юридического риска».
В интервью liga.net заместитель председателя Национального банка Украины Екатерина Рожкова: «Причина, по которой банк был отнесен к категории неплатежеспособных, — отсутствие капитала и ликвидности. Хочу подчеркнуть, что национализировать банк пришлось не из-за связанных лиц. В декабре 2016 года компания Ernst & Young провела due diligence и выявила потребность банка в капитале на момент национализации в размере 198 млрд грн. К потере капитала привели кредиты, выданные в большом объеме связанным компаниям. Кредиты были нерабочими, структура собственности заемщиков — непрозрачной, там присутствовали в основном офшорные компании. Им не хватало финансовых потоков для обслуживания долгов, и они не предоставили залога по этим кредитам. Национальный банк Украины вместе с бывшими владельцами и топ-менеджерами банка обнаружили эту проблему еще в 2015 году. ПриватБанк с 2015 года не соблюдал даже нормативов резервирования, а к моменту национализации его корреспондентские счета „похудели“; в 2014—2015 годах у ПриватБанка был очень большой отток средств населения — на уровне 60—70 млрд грн. Для выхода из кризиса банк должен был следовать программе докапитализации. И одним из элементов общей докапитализации банка была реструктуризация кредитного портфеля на общую сумму 119 млрд грн. Это требование зафиксировано в наших документах, которые подписаны бывшими акционерами в феврале 2016 года. В рамках этого процесса банку нужно было перевести нерабочие кредиты „пустых“ связанных компаний на операционные компании, ведущие реальную бизнес-деятельность. Банк не справился с этой задачей. По состоянию на 1 октября 2016 года норматив адекватности капитала банка должен был достичь 5%, для этого и нужно было реструктуризировать кредитный портфель. У Национального банка Украины были четкие требования к компаниям, которые взяли на себя долги старых связанных предприятий. От банка мы требовали до 1 октября представить на утверждение в НБУ план трансформации, который описывал бы реальное финансовое состояние новых платежеспособных компаний, их залоги, сроки погашения кредитов. Национальный банк Украины очень долго не мог получить от «Привата» план реструктуризации. Ближе к 1 октября банк предупредил нас, что не успевает подать план, но собирается проводить трансформацию самостоятельно. Мы не могли сначала согласовать эту процедуру, поскольку не понимали, какой будет результат. В итоге, так и не предоставив необходимую информацию, банк провел трансформацию кредитного портфеля на 137 млрд грн. Запретить трансформацию мы не могли: тогда у банка были бы основания заявлять, что НБУ слишком необъективен и своим запретом помешал ему выполнить программу по улучшению качества кредитного портфеля (а к 01.10.2016 банк нарушил бы нормативы адекватности капитала, и его были бы вынуждены признать неплатежеспособным). Но поскольку наши требования к качеству заемщиков и залогов были четко зафиксированы в официальных документах, отклонения от этих требований или их невыполнение — ответственность банка. Для оценки качества трансформации кредитного портфеля банк сам выбрал независимую аудиторскую компанию Ernst & Young, которая проверяла процесс на соответствие нормам закона и требованиям Национального банка Украины. Параллельно с этим Национальный банк также следил за трансформацией. К сожалению, уже в процессе мы понимали, что новые компании, на которые переводятся кредиты старых заемщиков, тоже „пустые“. Твердых залогов у этих компаний не было, зато были заложены имущественные права. Например, одна из компаний внесла права на 67 тыс. тонн подсолнечного масла, которое должно было быть поставлено в 2016 году из Аргентины, на общую сумму 1,2 млрд грн. При этом за 9 месяцев 2016 года в страну завезли всего 528 тонн масла. Суммы по всем имущественным правам, которые были предоставлены в качестве залога, были сильно завышены. Мы об этом писали и говорили, но банк уже не мог остановиться».
Заместитель председателя Национального банка Украины Екатерина Рожкова в интервью finbalance.com.ua дополнила: «Бурное развитие ПриватБанка и рост его кредитного портфеля начались приблизительно с 2007—2008 годов. Сначала средства вкладывались в активы в Украине… Также покупались новые бизнесы, в которые группа „Приват“ входила в качестве участника, и они также нуждались в кредитовании. Кроме того, не секрет, что бывшие акционеры банка имеют много бизнесов в разных странах мира, владеют имениями, яхтами, самолётами и т. д. Они также покупались за депозиты украинцев, которые были выведены через кипрский филиал ПриватБанка. Все это, возможно, и работало бы, но к банку было отношение не как к банку, а как к инструменту. Отсюда и проблемы… В то же время мы понимаем, что были две волны девальвации (2008—2009 и 2014—2016 годы), а так как основная сумма кредитов была номинирована в иностранной валюте, то по части случаев фактического вывода средств могло и не быть: просто кредитный портфель „распух“ в результате девальвации. И если ты брал ссуды при курсе 5, а отдавать надо по 25, то, безусловно, это проблема: бизнес так быстро не растет. Forensiс audit даст ответ: какая часть средств была выведена в бизнесы, а какая была направлена на обслуживание существующего портфеля, потому что надо было делать вид, что вроде бы все работает (то есть нужно было предоставлять новые кредиты, чтобы гасить старые, платить проценты). Это все кумулятивно разрасталось».
Премьер-министр Украины Владимир Гройсман в интервью lb.ua заявил: «Есть только два варианта для экс-владельцев ПриватБанка. Вариант первый — выполнение обязательств, которые взяли на себя экс-владельцы в момент национализации. Это не соглашение (письмо экс-владельцев), а закон Украины, который предусматривает, что владельцы банков несут полную ответственность за их функционирование. Второй вариант предусмотрен украинским законодательством. Это очень тонкая тема, ее должны комментировать исключительно юристы, ведь касается она десятков миллионов людей».
Как отметил директор департамента финансовой стабильности Национального банка Украины Виталий Ваврищук в комментарии delo.ua, «по оценкам НБУ, общий объем неработающих кредитов в системе составляет 57%, в валютном портфеле — 95%. Это не только следствие „переформатирования“ отчетности ПриватБанка, но и результат нового подхода НБУ к оценке банками кредитного риска (постановление №351). Мы поменяли само определение неработающего кредита. Теперь таковым может считаться долг, по которому, во-первых, идет просрочка на 90 дней и более, и, во-вторых, в случае, если состояние заемщика таково, что взыскать долг без изъятия залога с него невозможно».
Дополнительные вливания капитала
По мнению финансового аналитика компании ICU Михаила Демкива, который проанализировал прямые расходы вхождения государства в капитал банка, с учётом объявленного транша в 38,5 млрд грн общая сумма расходов государства на докапитализацию ПриватБанка составит 155,3 млрд грн. Будущие процентные платежи составят ещё 184,5 млрд грн.
| Четыре этапа докапитализации ПриватБанка государством |                 |               |                 |
| Период                                                | Сумма, млрд грн | Ставка купона | Индексированные |
| Декабрь 2016 года                                     | 43,0            | 10%           | Нет             |
| Декабрь 2016 года                                     | 64,0            | 6%            | Да              |
| Февраль 2017 года                                     | 9,8             | 6%            | Да              |
| Июль 2017 года                                        | 38,5            | 9,8%          | Нет             |

По мнению финансового аналитика, такие расходы могут ещё больше возрасти из-за угрозы в виде исков кредиторов банка, чьи средства были списаны в капитал учреждения. Самым главным фактором сокращения финансового бремени для налогоплательщиков является погашение ранее выданных кредитов компаниями, связанными с бывшими акционерами банка.
Кредитные рейтинги банка
25 апреля 2017 года международное рейтинговое агентство Standard & Poor’s сообщило о повышении кредитных рейтингов ПриватБанка с SD до CCC+/C и отметило прогноз по рейтингам банка как «стабильный». По данным Standard & Poor’s, повышение рейтинга связано с успешным завершением банком и правительством Украины процесса докапитализации, а также с тем, что ПриватБанк обслуживает свои обязательства в срок и в полном объёме. Прогноз «стабильный» отражает ожидания агентства относительно того, что правительство окажет поддержку недавно национализированному банку.
Международное рейтинговое агентство Moody’s также повысило рейтинги ПриватБанка с Caa3 до Caa2 вслед за недавним повышением рейтинга Украины. Агентство также изменило прогноз по рейтингам ПриватБанка со «стабильного» на «позитивный». Отмечается, что долгосрочный рейтинг депозитов ПриватБанка в национальной валюте повышен с Caa3 до Caa2 с «позитивным» прогнозом. Рейтинги депозитов ПриватБанка в иностранной валюте повышены до Caa3 с «позитивным» прогнозом после изменения предельного уровня рейтингов страны по депозитам в иностранной валюте с Ca до Caa3.
Стратегия банка
Сейчас в ПриватБанке, как и в других государственных банках, происходит разработка стратегии деятельности учреждений.
Исполняющая обязанности председателя правления ПриватБанка Галина Пахачук в интервью minfin.com.ua отметила: «Компания Baker McKenzie приступила к совместной с нами работе 21 августа. Через восемь недель они должны помочь нам совместно ответить на вопрос о сильных и слабых сторонах банка, показать роль и возможности ПриватБанка в Украине… Через три-пять лет можно уже будет показывать банк потенциальным инвесторам».
Министр финансов Украины Александр Данилюк в интервью zn.ua сообщил: «Пока нам нужно работать над тем, чтобы госбанки не конкурировали между собой, особенно за государственный счет. Наши основные задачи на сегодня — улучшить корпоративное управление, пересмотреть стратегию с учетом ПриватБанка и, возможно, пересмотреть те стратегии, которые банки разработали ранее, а главное — готовить выход государства из банков. Стратегия не должна предусматривать только улучшение работы — это путь в никуда, если мы не стремимся к тому, чтобы эти банки перешли в частную собственность».
Заместитель председателя Национального банка Украины Екатерина Рожкова в интервью 112ua.tv отметила: «Первая задача, которая стоит перед банком сегодня, — это провести инвентаризацию активов, проверить документы, которые есть в наличии (на соответствие их требованиям законодательства), и сделать новую оценку активов. Только после этого можно делать следующие шаги, в том числе и выставление банка на продажу… В прошлом году часть основных средств, в том числе целостные имущественные комплексы, перешла на баланс ПриватБанка в качестве залогового имущества экс-владельцев. Ясно, что это не банковская деятельность — управлять, например, стадионом. Поэтому с этими активами нужно поступить так: или отдать в управление, или продавать, потому что банку нужны живые деньги».

## Расследование и судебные дела
Генеральная прокуратура Украины, Национальное антикоррупционное бюро Украины и специализированная антикоррупционная прокуратура расследуют несколько дел, связанных с ПриватБанком.
Согласно меморандуму с Международным валютным фондом, до конца 2017 года должен был завершиться forensic audit (расследование экономических операций) для определения того, имели ли место правонарушения или ненадлежащая банковская практика в период до национализации ПриватБанка.
Как отметили журналисты depo.ua, главная угроза для Игоря Коломойского лежит не в судебной плоскости, а в плоскости замораживания счетов.

### Общая ситуация с судебными исками, к которым причастен ПриватБанк
ПриватБанк вел более 1000 судебных производств против связанных с бывшими владельцами компаний как в Украине, так и за её пределами. Расходы государства на судебные процессы против бывших владельцев ПриватБанка Игоря Коломойского и Геннадия Боголюбова составляют около 600 000 000 гривен по итогам 2018 года.
Всего бывшие собственники ПриватБанка Игорь Коломойський и Геннадий Боголюбов задолжали банку по кредитам около 240 млрд гривен (долг на сумму 212 млрд гривен вместе с процентами был подтвержден независимыми аудиторами).

### Ключевые судебные дела по Приват-Банку[154]
| Дело                                                                      | Истец | Ответчик | Цель иска | Актуальная информация |  |
| Дело №826 / 7432/17 Окружной административный суд города Киева            | Коломойський И.В. | НБУ | О признании противоправными и отмене решений о национализации и мероприятия по стабилизации банка. | Решением суда от 18.04.2019 иск удовлетворен. |  |
| Дело №826 / 7432/17 Окружной административный суд города Киева            | Коломойський И.В. | НБУ | О признании противоправными и отмене решений о национализации и мероприятия по стабилизации банка. | Решением суда от 18.04.2019 иск удовлетворен. |  |
| Дело № 757/57102/17-ц, Печерский районный суд Киева                       | Коломойський И.В. | НБУ | Расторжение договоров поручительства. Целью иска является освобождение от солидарной ответственности по кредитным договорам рефинансирования.                                                                      | Решением Печерского райсуда Киева от 20.04.2019 иск удовлетворен. ПриватБанк подготовил апелляцию, после чего 25 сентября Киевский апелляционный суд открыл апелляционное производство |  |
| Дело № 757/57102/17-ц, Печерский районный суд Киева                       | Коломойський И.В. | НБУ | Расторжение договоров поручительства. Целью иска является освобождение от солидарной ответственности по кредитным договорам рефинансирования.                                                                      | Решением Печерского райсуда Киева от 20.04.2019 иск удовлетворен. ПриватБанк подготовил апелляцию, после чего 25 сентября Киевский апелляционный суд открыл апелляционное производство |  |
| Дело № 757/57102/17-ц, Печерский районный суд Киева                       | Коломойський И.В. | НБУ | Расторжение договоров поручительства. Целью иска является освобождение от солидарной ответственности по кредитным договорам рефинансирования.                                                                      | Решением Печерского райсуда Киева от 20.04.2019 иск удовлетворен. ПриватБанк подготовил апелляцию, после чего 25 сентября Киевский апелляционный суд открыл апелляционное производство |  |
| Дело №826 / 13813/17 Окружной административный суд. Киева                 | Триантал Инвестментс ЛТД | НБУ | Признании противоправным и отмене решения № 105 (связанные лица) | Удовлетворение иска и отмене решения №105 создает основания для признания незаконным всей процедуры Бэйл-ин. 18 апреля 2019 иск удовлетворен. Подготовка апелляции. 14 августа 2019 рассмотрение приостановлено до решения по делу дела №826 / 20221/16                                                                 |  |
| Дело №826 / 6664/17 Киевский апелляционный административный суд           | Триантал Инвестментс ЛТД | НБУ | Обжалование решения о проверке ПриватБанка. Отмена решения о проведении проверки ПриватБанка приведет к последующее признание незаконным отнесении банка к категории неплатежеспособных и национализации.          | 2 марта 2018 иск удовлетворен. 13 мая 2019 апелляцию НБУ и ПриватБанка отклонено. |  |
| Дело №910 / 8012/17 Кассационный суд в составе Верховного Суда            | THEO Worldwide corp. | АО КБ ПРИВАТБАНК | Признание недействительным договора и взыскании убытков. Удовлетворение иска позволит другим держателям еврооблигаций Приватбанка подавать аналогичные иски.                                                       | 28 марта 2018 Хозяйственный суд Киева удовлетворил иск. Северный апелляционный хозяйственный суд 21 января.2019 частично отменил это решение в части недействительности договора оставив его без изменений. 1 августа 2019 производство по делу приостановлено до рассмотрения КАС дела № 826/20221/16 по иску Суркисов |  |
| Дело №826 / 1317/17 Киевский апелляционный административный суд           | Camerin investments llp, Sunnex investments llp, Tamplemon investments llp, Berlini commercial llp, Lumil investments llp, Sofinam snvestments llp | НБУ, ФГВФЛ, уполномоченные лица ФГВФЛ на осуществление ТА в Привате, ПриватБанк, Минфин | Обжалование связанности с ПриватБанком и взыскания средств. Удовлетворение иска нанесёт ПриватБанку убытки и создаст прецедент для других связанных лиц.                                                           | 27 сентября 2018 производство по делу приостановлено до разрешения спора на Кипре. |  |
| №826 / 20239/16 Конституционный Суд Украины                               | ПАТ "АКЦЕНТ-БАНК" | НБУ, ФГВФЛ, уполномоченные лица ФГВФЛ на осуществление ТА в Привате, ПриватБанк, Минфин | Обжалование связанности и взыскания средств. Решение по делу наносит ПриватБанку убытки и создает негативный прецедент, которым воспользуются другие связанные лица                                                | 4 сентября 2018- кассационные жалобы оставлены без удовлетворения, а решение об удовлетворении иска без изменений. Продолжается рассмотрение конституционной жалобы ПриватБанка. |  |
| №826 / 20239/16 Конституционный Суд Украины                               | ПАТ "АКЦЕНТ-БАНК" | НБУ, ФГВФЛ, уполномоченные лица ФГВФЛ на осуществление ТА в Привате, ПриватБанк, Минфин | Обжалование связанности и взыскания средств. Решение по делу наносит ПриватБанку убытки и создает негативный прецедент, которым воспользуются другие связанные лица                                                | 4 сентября 2018- кассационные жалобы оставлены без удовлетворения, а решение об удовлетворении иска без изменений. Продолжается рассмотрение конституционной жалобы ПриватБанка. |  |
| №826 / 20239/16 Конституционный Суд Украины                               | ПАТ "АКЦЕНТ-БАНК" | НБУ, ФГВФЛ, уполномоченные лица ФГВФЛ на осуществление ТА в Привате, ПриватБанк, Минфин | Обжалование связанности и взыскания средств. Решение по делу наносит ПриватБанку убытки и создает негативный прецедент, которым воспользуются другие связанные лица                                                | 4 сентября 2018- кассационные жалобы оставлены без удовлетворения, а решение об удовлетворении иска без изменений. Продолжается рассмотрение конституционной жалобы ПриватБанка. |  |
| №826 / 20239/16 Конституционный Суд Украины                               | ПАТ "АКЦЕНТ-БАНК" | НБУ, ФГВФЛ, уполномоченные лица ФГВФЛ на осуществление ТА в Привате, ПриватБанк, Минфин | Обжалование связанности и взыскания средств. Решение по делу наносит ПриватБанку убытки и создает негативный прецедент, которым воспользуются другие связанные лица                                                | 4 сентября 2018- кассационные жалобы оставлены без удовлетворения, а решение об удовлетворении иска без изменений. Продолжается рассмотрение конституционной жалобы ПриватБанка. |  |
| №826 / 20221/16 Большая Палата Верховного Суда                            | Суркис И.Р., Суркис Г.М., Суркис Р.Д., Суркис С.Г., Ковалик П.А., Суркис М.И.                                                                      | НБУ, ФГВФЛ, уполномоченные лица ФГВФЛ на осуществление ТА в Привате, ПриватБанк, Минфин | Обжалование связанности и взыскания средств. Решение по делу наносит ПриватБанку убытков и создает негативный прецедент, которым воспользуются другие связанные лица                                               | 17.05.2017 Окружной административный суд города Киева удовлетворил иск семьи Суркисов общей суммой более 1 млрд грн. 06.11.2017 Киевский апелляционный административный суд отклонил апелляционную жалобу на решение суда первой инстанции.                                                                             |  |
| № 910/1834/19 Хозяйственный суд Киева                                     | Коломойський И.В., Триантал Инвестментс | Минфин, НБУ, ФГВФЛ, ПриватБанк | О признании недействительным договора купли-продажи акций ПриватБанка от 21 декабря 2016. Целью иска является возвращение Банка прежним владельцам.                                                                | 17 октября 2019 рассмотрение дела приостановлено |  |
| № 910/1834/19 Хозяйственный суд Киева                                     | Коломойський И.В., Триантал Инвестментс | Минфин, НБУ, ФГВФЛ, ПриватБанк | О признании недействительным договора купли-продажи акций ПриватБанка от 21 декабря 2016. Целью иска является возвращение Банка прежним владельцам.                                                                | 17 октября 2019 рассмотрение дела приостановлено |  |
| № 910/1834/19 Хозяйственный суд Киева                                     | Коломойський И.В., Триантал Инвестментс | Минфин, НБУ, ФГВФЛ, ПриватБанк | О признании недействительным договора купли-продажи акций ПриватБанка от 21 декабря 2016. Целью иска является возвращение Банка прежним владельцам.                                                                | 17 октября 2019 рассмотрение дела приостановлено |  |
| № 910/1834/19 Хозяйственный суд Киева                                     | Коломойський И.В., Триантал Инвестментс | Минфин, НБУ, ФГВФЛ, ПриватБанк | О признании недействительным договора купли-продажи акций ПриватБанка от 21 декабря 2016. Целью иска является возвращение Банка прежним владельцам.                                                                | 17 октября 2019 рассмотрение дела приостановлено |  |
| №910 / 5172/19 Хозяйственный суд Киева                                    | Коломойський И.В. | НБУ, ПриватБанк | О признании недействительными кредитных договоров и договоров поручительства. Цель иска – освобождение финансового поручителя от ответственности по кредитным договорам и приостановление взыскания задолженности. | Рассмотрение дела находится на уровне первой инстанции. |  |
| №910 / 5172/19 Хозяйственный суд Киева                                    | Коломойський И.В. | НБУ, ПриватБанк | О признании недействительными кредитных договоров и договоров поручительства. Цель иска – освобождение финансового поручителя от ответственности по кредитным договорам и приостановление взыскания задолженности. | Рассмотрение дела находится на уровне первой инстанции. |  |
| №910 / 5172/19 Хозяйственный суд Киева                                    | Коломойський И.В. | НБУ, ПриватБанк | О признании недействительными кредитных договоров и договоров поручительства. Цель иска – освобождение финансового поручителя от ответственности по кредитным договорам и приостановление взыскания задолженности. | Рассмотрение дела находится на уровне первой инстанции. |  |
| №910 / 5172/19 Хозяйственный суд Киева                                    | Коломойський И.В. | НБУ, ПриватБанк | О признании недействительными кредитных договоров и договоров поручительства. Цель иска – освобождение финансового поручителя от ответственности по кредитным договорам и приостановление взыскания задолженности. | Рассмотрение дела находится на уровне первой инстанции. |  |
| №910 / 5172/19 Хозяйственный суд Киева                                    | Коломойський И.В. | НБУ, ПриватБанк | О признании недействительными кредитных договоров и договоров поручительства. Цель иска – освобождение финансового поручителя от ответственности по кредитным договорам и приостановление взыскания задолженности. | Рассмотрение дела находится на уровне первой инстанции. |  |
| №910 / 5172/19 Хозяйственный суд Киева                                    | Коломойський И.В. | НБУ, ПриватБанк | О признании недействительными кредитных договоров и договоров поручительства. Цель иска – освобождение финансового поручителя от ответственности по кредитным договорам и приостановление взыскания задолженности. | Рассмотрение дела находится на уровне первой инстанции. |  |
| Дело №910 / 15484/17 Большая Палата Верховного Суда                       | АО "Ерлан" | НБУ | Расторжение ипотечного договора. Целью иска является освобождение имущественного поручителя от ответственности по кредитным договорам рефинансирования.                                                            | Последнее решение. 20 сентября 2018 кассационную жалобу ЗАО "Эрлан" отклонено. |  |
| Дело №910 / 1005/18, Хозяйственный суд Киева                              | Pointex Sale LLP | ПриватБанк | Решение по делу нанесёт ПриватБанка убытков и создаст негативный прецедент, которым воспользуются другие владельцы еврооблигаций.                                                                                  | 13 июня 2019 материалы дела поступили в КГС, определён состав суда для рассмотрения дела, отказано в открытии кассационного производства, материалы дела вернулись в суд I-й инстанции, однако повторно были направлены в КГС по кассационной жалобе истца на те же судебные решения                                    |  |
| Дело №201 / 473/17 Кассационный гражданский суд в составе Верховного Суда | Боголюбова Г.Л. | ПриватБанк | Обжалование связанности и взыскания средств. Решение по делу наносит ПриватБанка убытков и создает негативный прецедент, которым воспользуются другие связанные лица.                                              | Решениями судов предыдущих инстанций иск удовлетворен. |  |
| Дело №201 / 473/17 Кассационный гражданский суд в составе Верховного Суда | Боголюбова Г.Л. | ПриватБанк | Обжалование связанности и взыскания средств. Решение по делу наносит ПриватБанка убытков и создает негативный прецедент, которым воспользуются другие связанные лица.                                              | Решениями судов предыдущих инстанций иск удовлетворен. |  |
| Дело №201 / 473/17 Кассационный гражданский суд в составе Верховного Суда | Боголюбова Г.Л. | ПриватБанк | Обжалование связанности и взыскания средств. Решение по делу наносит ПриватБанка убытков и создает негативный прецедент, которым воспользуются другие связанные лица.                                              | Решениями судов предыдущих инстанций иск удовлетворен. |  |
| № 757/64 933/17-ц Кассационный гражданский суд в составе Верховного Суда  | Коломойський И.В. | Национальный банк Украины, ПриватБанк, Мельник Тарас Александрович, ООО "ИА" Интерфакс-УКРАИНА ", ООО" Редакция газеты "Закон и Бизнес", ООО "Киевский институт проблем управления имени Горшенина" | О признании недостоверной и унижающей честь, достоинство и деловую репутацию Коломойского И.В. и опровержения такой информации. Целью иска является блокирование рассмотрения иска Банка в Высоком суде Лондона.   | Иск так и не было рассмотрено по существу. |  |
| № 757/64 933/17-ц Кассационный гражданский суд в составе Верховного Суда  | Коломойський И.В. | Национальный банк Украины, ПриватБанк, Мельник Тарас Александрович, ООО "ИА" Интерфакс-УКРАИНА ", ООО" Редакция газеты "Закон и Бизнес", ООО "Киевский институт проблем управления имени Горшенина" | О признании недостоверной и унижающей честь, достоинство и деловую репутацию Коломойского И.В. и опровержения такой информации. Целью иска является блокирование рассмотрения иска Банка в Высоком суде Лондона.   | Иск так и не было рассмотрено по существу. |  |
| № 757/64 933/17-ц Кассационный гражданский суд в составе Верховного Суда  | Коломойський И.В. | Национальный банк Украины, ПриватБанк, Мельник Тарас Александрович, ООО "ИА" Интерфакс-УКРАИНА ", ООО" Редакция газеты "Закон и Бизнес", ООО "Киевский институт проблем управления имени Горшенина" | О признании недостоверной и унижающей честь, достоинство и деловую репутацию Коломойского И.В. и опровержения такой информации. Целью иска является блокирование рассмотрения иска Банка в Высоком суде Лондона.   | Иск так и не было рассмотрено по существу. |  |
| Дело № 826/1198/18, Окружной административный суд города Киева            | ООО "Аудиторская компания" ПрайсвотерхаусКуперс (Аудит) "                                                                                          | НБУ | Фактическая цель иска - опосредованное подтверждение верности финансовой отчетности ПриватБанка. | 24 июля 2019 открытое апелляционное производство по апелляционной жалобе НБУ на решение Окружного административного суда города Киева от 29 мая 2019 |  |
| Дело № 826/1198/18, Окружной административный суд города Киева            | ООО "Аудиторская компания" ПрайсвотерхаусКуперс (Аудит) "                                                                                          | НБУ | Фактическая цель иска - опосредованное подтверждение верности финансовой отчетности ПриватБанка. | 24 июля 2019 открытое апелляционное производство по апелляционной жалобе НБУ на решение Окружного административного суда города Киева от 29 мая 2019 |  |

По декабрь 2019 – январь 2020 в делах ПриватБанка связанные с олигархом Игорем Коломойским лица подали 285 новых судебных исков. Первая группа, так называемые трансформационные иски (220 исков), вторая группа – иски миноритарных акционеров в Хозяйственный суд Киева (45 исков), третья группа – иски против руководства ПриватБанка (20 дел).

### Судебные процессы на Украине

#### Отмена национализации. Хронология событий
Февраль 2019 – в конце февраля 2019 Хозяйственный суд Киева со второй попытки принял к рассмотрению иск Коломойского и Triantal, бывших обладателией соответственно 41,6572% и 16,5748% акций ПриватБанка, о признании недействительным договора купли-продажи этого банка от 21 декабря 2016. Во время слушаний 9 апреля истцы заявили ходатайство о расширении перечня своих требований пунктом о возврате им акций ПриватБанка, и суд удовлетворил это ходатайство.
18 апреля 2019 – Окружной административный суд города Киева по иску бывшего совладельца ПриватБанка Игоря Коломойского принял решение, признал противоправным и отменил решение о выводе неплатежеспособного ПАО КБ "ПриватБанк" с рынка с участием государства.
18 апреля 2019 – Национальный банк готовится к подаче апелляционной жалобы на решение суда, которым отменено решение о национализации ПриватБанка. Как отметил в комментарии «Интерфаксу» Виктор Григорчук, начальник управления претензионно-исковой работы юридического департамента НБУ, "решение суда не вступило в законную силу и будет обжаловано Национальным банком ... порожденная судебными решениями правовая неопределенность подрывает финансовую стабильность". Также заместитель председателя НБУ К. Рожкова в этом же комментарии добавила, что разногласие в решениях украинской Фемиды «наносит ущерб международному имиджу Украины».
24 мая 2019 – Национальный банк обжаловал решение Окружного админсуда Киева о незаконности национализации ПриватБанка.
17 октября 2019 – Хозяйственный суд Киева отложил принятие окончательного решения по решению о возвращении акций ПриватБанка Игорю Коломойскому. В суде решили дождаться результатов апелляции, которую подала государство на решение Окружного административного суда, который признал национализации ПриватБанка незаконной.
1 ноября 2019 – генеральный прокурор Украины Руслан Рябошапка сообщил, что уголовные производства, касающиеся возможных хищений средств бывшими владельцами ПриватБанка, переданы для расследования в Национальное антикоррупционное бюро Украины (НАБУ).
19 декабря 2019 (на трехлетие национализации банка) – Шестой апелляционный суд по ходатайству ПриватБанка приостановил рассмотрение жалобы на решение Окружного админсуда от 18 апреля 2019 об отмене национализации ПриватБанка к рассмотрению в Большой палате Верховного суда дела по иску семьи Суркисов.

#### Результаты расследования Kroll
В январе 2018 года были опубликованы результаты расследования Kroll, которым было подтверждено: до национализации ПАО «ПриватБанк» было объектом масштабных скоординированных мошеннических действий, что привело к убыткам минимум в 5,5 млрд долларов.
Заместитель председателя Национального банка Украины Екатерина Рожкова: «Подтверждение или неподтверждение инсайдерского характера кредитов, которые ПриватБанк выдал связанным лицам, — это вопрос прежде всего forensic audit (по сути, судебного аудита), который уже происходит (его проводит Kroll и AlixPartners)». Она же в интервью 112ua.tv заявила: «Задача компании Kroll более масштабная. Они должны промониторить деятельность банка в течение достаточно долгого периода времени и ответить на основные вопросы: какие суммы денег, за какой период, куда были направлены, кто и в чьих интересах это делал».
Заключения расследования:
1. Вывод средств для приобретения активов и финансирования бизнеса экс-акционеров и аффилированных с ними лиц.
2. Сокрытие экс-владельцами источников происхождения средств. Маскирование источников и реального назначения кредитов, отсутствие обоснованной связи между лицом, погашающим кредит, и начальным заемщиком, а также широкое использование офшорных компаний.
3. Банк в банке. Экс-владельцы банка создали теневую банковскую структуру внутри ПАО «ПриватБанк». Она обеспечивала проведение платежей и способствовала движению средств в интересах лиц, связанных с бывшими акционерами. К этой секретной схеме были привлечены сотни работников ПАО «ПриватБанк».
4. Структура и управление кредитами. Теневая банковская структура управляла корпоративным кредитным портфелем связанных лиц. Под её контролем предоставлялись новые кредиты, которые обычно использовались для погашения основной суммы и процентов по существующим кредитам связанных лиц (циклическое перекредитование). Она обеспечивала осуществление транзакций с целью скрыть источник и истинное предназначение кредитных средств, создавая видимость обычного клиентоориентированного банка.
5. Баланс. До национализации в декабре 2016 года более 95% корпоративного кредитного портфеля было предоставлено сторонам, связанным с бывшими акционерами и группами аффилированных с ними лиц. В конце 2016 года 75% кредитного портфеля было консолидировано в кредиты 36 заемщикам, связанным с бывшими акционерами и группами аффилированных с ними лиц. Большинство из них не погашаются и являются просроченными, что привело к убыткам банка в размере минимум 5,5 млрд долларов.

Kroll — компания, которая предоставляет консалтинговые услуги и проводит расследование случаев мошенничества, взяточничества и коррупции.

#### Обжалование договора поручительства
Как стало известно из постановления Печерского районного суда города Киева, экс-акционер ПриватБанка Игорь Коломойский через суд пытается расторгнуть договор личного поручительства по долгам финансового учреждения перед Национальным банком Украины.

#### Уголовные дела
По словам Генерального прокурора Украины Юрия Луценко, на сегодняшний день по делу ПриватБанка арестовано все недвижимое имущество и земельные участки ООО «ПриватОфис» и ООО «Ключевое решение» — 769 объектов. Кроме того, Генеральная прокуратура активно допрашивала членов кредитного комитета ПриватБанка. Генеральный прокурор отметил: «Готовятся уведомления о подозрении. Также ГПУ изучает документы и допрашивает ряд работников Национального банка Украины, которые должны были контролировать процессы в ПриватБанке. Также по этому делу уже проведены десятки обысков, направлены координирующие международные поручения компетентным органам Кипра, Великобритании, Британских Виргинских островов, проведена выемка документов в отделениях ПриватБанка, назначены десятки экспертиз».
Журналисты «Экономической правды» получили от собеседников в правоохранительных органах информацию о том, что расследования проводятся по четырём эпизодам.
| Эпизод     | Суть |
| Эпизод I   | Присвоение должностными лицами ПриватБанка государственных средств, выделенных для целей рефинансирования. Собеседники журналистов в правоохранительных органах отмечают, что сотрудники ПриватБанка в течение 2014 года выдали кредиты под залог имущественных прав на товар 42 резидентам, подконтрольным группе «Приват», учредителями которых является 51 нерезидент с «приватовскими корнями». Те, в свою очередь, заключили сомнительные сделки, внеся 100-процентную предоплату и перечислив деньги на счета других нерезидентов якобы с целью получения товаров. Общую сумму в размере 18,9 млрд грн получили следующие компании: Teamtrend Limited, Trade Point Agro Limited, Collyer Limited, Rossyan Investing Corp, ZAO Ukrtransitservice Ltd, Milbert Ventures Inc. Поставка товаров до сих пор не состоялась. Деньги в сроки, предусмотренные кредитными договорами, ПриватБанк не получил. Имущественные права на неполученный товар, которыми располагает ПриватБанк, не обеспечивают погашение кредитов и возврат средств |
| Эпизод II  | Расследование по второму эпизоду началось на основании заявления экс-председателя правления ПриватБанка Александра Шлапака. Так, 15 декабря 2016 года в ПриватБанк поступило сообщение НБУ о том, что компания Claresholm Marketing Ltd признана связанным с банком лицом. Несмотря на то что банку запрещено проведение любых активных операций со связанными лицами, бывшее руководство ПриватБанка в течение 15—16 декабря провело незаконные операции. Так, менеджеры ПриватБанка заключили с Claresholm Marketing Ltd кредитные договоры на сумму 389 млн долларов, 60 млн евро и отобразили задолженность в балансе банка. Также 16 декабря экс-служащие ПриватБанка аналогично провели незаконные банковские операции с другими связанными с банком юридическими лицами. Например, был заключен кредитный договор на сумму 3,2 млрд грн с компанией ООО «Новафарм» |
| Эпизод III | В течение 2008—2016 годов ПриватБанк предоставил ряду компаний кредиты на невыгодных для банка экономических условиях. Средняя ставка по кредиту составляла 10,5%, тогда как в то время банк привлекал ресурс под 17%. Собеседники в правоохранительных органах отмечают, что соответствующие компании «имели признаки фиктивности». Обеспечением по этим кредитам выступали залоги на сумму около 267 млрд грн, из которых имущественных прав — на сумму 237 млрд грн, что составляет почти 90% всего залогового портфеля. Однако проведенные новым руководством банка проверки показали, что стоимость залогового имущества была завышена. Сейчас просроченная задолженность по соответствующим кредитам составляет более 10 млрд грн и имеет устойчивую тенденцию к росту. То есть получается, что бывшие должностные лица ПриватБанка предоставляли кредиты на заранее невыгодных для банка условиях юридическим лицам, имеющим признаки фиктивности                                                                                   |
| Эпизод IV  | Экс-чиновники ПриватБанка, зная о запретах на проведение операций со связанными лицами, в период предоставления траншей рефинансирования от НБУ предоставили кредиты ООО «ПриватОфис» и ООО «Ключевое решение» на невыгодных для банка условиях. Задолженность по 20 кредитным договорам, которые не обеспечены имуществом, составляет более 1,5 млрд грн |

Генеральная прокуратура открыла уголовные дела о доведении ПриватБанка до состояния неплатежеспособности (статьи 218 и 220 УКУ). В центре расследований ГПУ — кредиты на общую сумму 137 млрд грн, выданные в конце 2016 года 36 компаниям.
Главное следственное управление Генпрокуратуры осуществляет досудебное расследование в уголовном производстве в отношении лиц, в собственности которых ранее находился национализированный ПриватБанк. Бывшие владельцы ПриватБанка проходят по делу о «создании преступной организации» (статья 255 УКУ; постановление Печерского районного суда города Киева от 13 июля, обнародованное в Едином государственном реестре судебных решений). Производство № 42017000000001823 от 06.06.2017 открыто «по факту создания преступной организации, а также руководства такой организацией и участия в ней с целью присвоения на протяжении 2008—2016 годов денежных средств ПАО КБ „ПриватБанк“ в особо крупных размерах». В совершении этого преступления подозреваются бывшие должностные лица ПАО КБ «ПриватБанк», которые якобы «привлекли владельцев и руководителей ряда субъектов хозяйствования, а также представителей и конечных бенефициаров ряда иностранных компаний, являющихся связанными с банком лицами».
Директор Национального антикоррупционного бюро Артем Сытник в интервью zn.ua рассказал о деле, которое находится в производстве НАБУ: «Главный вопрос нашего расследования — установить, были ли выполнены эти условия (обязательства экс-владельцев по реструктуризации кредитного портфеля до 01.07.2017 на реальные предприятия). Если нет, то это и будет причиной того, что большая дыра, возникшая в банке, была перекрыта средствами государственного бюджета. На сегодняшний день есть облигации государственного займа на сумму 116,8 млрд грн, внесенные в уставный фонд банка, чтобы закрыть эту дыру… Второй момент расследования — договоры, подписанные в результате реструктуризации: срок выплаты по ним еще не прошел. Частично срок наступает в октябре, частично — в декабре. НАБУ проводит расследование, была ли реструктуризация проведена на фиктивные фирмы или эти фирмы соответствуют условиям Национального банка Украины. Соответственно, будет сделан вывод, был ли умысел, чтобы закрыть дыру в капитале государственными средствами. Кроме этого, мы будем давать оценку работе сотрудников Национального банка Украины и их участию в этом процессе… Одним из аспектов расследования является тот факт, что директора и учредители 36 компаний, которые получили кредиты в октябре — ноябре 2016 года, — это нынешние или бывшие работники группы „Приват“ — начиная от менеджеров нижнего звена и заканчивая техническими работниками предприятий, входящих в группу. Поэтому вопрос заключается в том, насколько реальным является этот директор, основатель, который получает в банке кредит на 4,5 млрд грн (ничем не обеспеченный, кроме мифического договора поставки каких-то товаров в объёме, который потребляется всем государством за два-три года) со 100-процентным кредитным риском. То же касается и намерений этих компаний проводить реальную хозяйственную деятельность, получать доходы и выплачивать свою задолженность по кредиту».

#### Иски экс-владельцев
В украинские суды уже подано более 300 исков относительно обжалования определения связанных с банками лиц, процедуры признания ПриватБанка проблемным и вхождения в капитал банка, расторжения и обеспечения кредитных договоров банка, займа рефинансирования и его поручительства. Большинство истцов — бывшие клиенты ПриватБанка, которых НБУ признал связанными с банком лицами.
| Суть иска                                                                                      | Истец                                                                                   | Количество исков/дел (среднее к-ство на октябрь 2017) |
| Относительно обязательства передать оригиналы кредитных договоров и признания права требования | Заемщики ПриватБанка — юридические лица                                                 | 227                                                   |
| Обжалование связанности                                                                        | Семьи Суркисов и их юридических лиц: офшоры, «Акцент-Банк», ФК «Динамо» (Киев)          | 42                                                    |
| О расторжении договоров обеспечения (ипотеки/залога)                                           | Имущественные поручители                                                                | 30                                                    |
| Относительно обязательства ПАО КБ «ПриватБанк» погасить задолженность перед НБУ                | Имущественные поручители                                                                | 24                                                    |
| Обжалование процедуры bail-in                                                                  | Физические или юридические лица — участники процедуры bail-in, бондхолдеры              | 21                                                    |
| Обжалование прекращения начисления процентов по депозитам (Кипр)                               | Офшоры и физлица, которые были признаны связанными с банком                             | 17                                                    |
| О признании договоров ипотеки прекращенными                                                    | Имущественные поручители                                                                | 7                                                     |
| Обжалование процедуры выведения банка с рынка                                                  | Игорь Коломойский, Triantal Investments (Кипр), миноритарный акционер и физическое лицо | 5                                                     |
| Обжалование поручительства                                                                     | Игорь Коломойский                                                                       | 4                                                     |
| Обжалование вхождения государства в капитал банка (постановление Кабинета министров Украины)   | Несвязанные лица                                                                        | 2                                                     |

Более 200 поданных исков о передаче оригиналов кредитных договоров и признании права требования касаются тех 36 компаний, через которые накануне национализации ПриватБанка была проведена трансформация кредитного портфеля 196 заемщиков банка на сумму 136 млрд грн. «Главная их цель — истребовать оригиналы кредитных договоров по этим 196 должникам, — говорит собеседник в юрдепартаменте НБУ, — и доказать, что именно эти 36 компаний, а не банк вправе требовать (а значит, и претендовать на реальные залоги) возврата средств от 196 заемщиков».
Ещё 42 компании-истца не возражают против конвертации средств, а судятся только потому, что оказались в списке связанных лиц. В НБУ ожидают, что всего претензии подадут около 100 истцов: «Иски подаются в гражданские и хозяйственные суды, в основном в Днепропетровске. Административные иски почти все направлены против решения комиссии НБУ №105». (Решение о связанности принимала специализированная комиссия в НБУ. Полный список связанных лиц содержится в её решении №105 от 13 декабря 2016 года).
Игорь Коломойский (в том числе с помощью подачи исков со стороны ещё одной принадлежащей ему компании «Триантал»/ «Triantal Investments») пытается оспорить в суде решение о признании банка неплатежеспособным и его национализации. 9 июня Игорь Коломойский подал заявление в Печерский районный суд г. Киева с требованием расторгнуть договор поручительства. Затем Коломойский подал в суд ещё один иск к Национальному банку, Фонду гарантирования вкладов физических лиц, Кабинету министров.
Экс-совладелец банка Игорь Коломойский также отдельно подал иск к Национальному банку Украины с просьбой защитить его честь, достоинство и деловую репутацию. Ответчиками по иску, кроме НБУ, выступают редакция газеты «Закон и бизнес», информационное агентство «Интерфакс-Украина», Киевский институт проблем управления им. Горшенина и физлицо Тарас Мирошник. Вторым ответчиком по иску является ПАО «ПриватБанк», а третьими лицами выступают фирмы ООО «ИНКЕРИ» и «Инком 2001».
Экс-совладелец банка Геннадий Боголюбов также требует от правительства Украины возвращения «утраченных средств» в ПриватБанке (согласно его письму правительству Украины от 6 ноября). Так, утверждается, что Геннадий Боголюбов 6 ноября направил правительству Украины сообщение с требованием компенсации за «незаконную экспроприацию» его доли средств в ПриватБанке. При этом он не сообщает общую сумму претензий, но уточняет, что в случае отказа он, как гражданин Великобритании, обратится в независимый третейский суд. Бизнесмен ссылается на двусторонний инвестиционный договор между Соединенным Королевством и Украиной, направленный на защиту иностранных инвесторов в Украине, заключенный в 1993 году. В своем обращении он описывает обстоятельства, при которых работал ПриватБанк в течение 2015—2016 годов, подчеркивая, что это был самый капитализированный банк на конец 2015 года. Боголюбов отметил, что в течение октября — декабря 2016 года Национальный банк Украины резко изменил свои требования к банку, поставив его под преднамеренное давление. По его мнению, Украина вела успешную скоординированную медиакампанию для дестабилизации ситуации с ПриватБанком, за чем последовала национализация финучреждения.
Игорь Суркис и его брат Григорий Суркис, а также другие лица, связанные с экс-владельцами ПриватБанка, в частности, через офшоры, подали 42 иска к НБУ, в которых оспаривают свою связанность с ПриватБанком. Юрлица и физлица уже подали иски против банка (об отмене решения bail-in) на 8 млрд грн, а владельцы еврооблигаций на 375 млн долларов объединились и потребовали вернуть долг.
Президент футбольного клуба «Динамо» Игорь Суркис, его дочь Марина, его брат, почетный президент Федерации футбола Украины, вице-президент УЕФА Григорий Суркис и его дочь Светлана, отец братьев Рахмиль Суркис, а также Полина Ковалик выиграли суд об отмене признания их лицами, связанными с ПриватБанком. Суд первой инстанции отменил bail-in — приобретение акций ПриватБанка за счет заблокированных сумм (депозитов) — и поручил вернуть кредиторам списанные 1,05 млрд грн. Такое решение вынес Окружной административный суд Киева (ОАСК), который 17 мая по делу № 826/20221/16 отменил решение комиссии НБУ № 105/2016 в части признания членов семьи Суркисов лицами, связанными с ПриватБанком.
Из постановления апелляционного суда следует, что Игорь Суркис владел долями в ООО «Телерадиокомпания „Студия 1+1“», ООО «Гравис-Кино» и ЗАО «Телекомпания ТЕТ» через Bolvik Ventures Ltd, а Игорь Коломойский был совладельцем этих компаний через Harley Trading Ltd. Игорь Суркис предоставил суду выписку из реестра, что на 1 и 6 февраля 2017 года Bolvik Ventures Ltd ему не принадлежал. Суд посчитал это веским аргументом, хотя НБУ определял связанных лиц в 2016 году. В результате суд решил, что между Игорем Суркисом и ПриватБанком есть только связь «клиент — банк», и, соответственно, ни один его родственник не является инсайдером.
Национальный банк Украины подал апелляцию, но Киевский апелляционный административный суд (КААС) 6 ноября отклонил апелляционную жалобу на решение суда первой инстанции — ОАСК. НБУ считает, что судьи КААС и ОАСК нарушили процессуальное законодательство, проигнорировали представленные доказательства и вынесли неправомерное решение. НБУ подал кассационную жалобу в Высший административный суд (ВАС), а также попросил суд приостановить исполнение решения КААС до вердикта кассационной инстанции — ВАС. Это необходимо для того, чтобы семья Суркисов не списала 1,05 млрд грн со счетов ПриватБанка до решения ВАС.
В апелляционной инстанции НБУ уже выступал ответчиком по делу футбольного клуба «Динамо», который, по мнению судей, также никак не связан с ПриватБанком.
Ещё по одному идентичному иску «Акцент-Банк» семьи Суркисов оспаривает свою связанность с ПриватБанком и требует вернуть около 0,4 млрд грн.
Прокуратура г. Киева осуществляет досудебное расследование в уголовном производстве по признакам злоупотребления властью или служебным положением и выполнение судебного решения, говорится[172] в постановлении Печерского райсуда. Согласно документу, исследуются обстоятельства неисполнения должностными лицами Министерства финансов, НБУ и ПриватБанка постановления Печерского райсуда от 9 февраля 2017 года, который удовлетворил ходатайство компаний, связанных с Суркисом. Речь идет об обеспечении их иска к ПриватБанку и его кипрскому филиалу, которые суд обязал начислить и выплатить проценты по депозитным счетам этих лиц, а также выплатить денежные средства, размещенные на счетах этих компаний.

#### Отмена перечня связанных лиц и bail-in
На сегодня окончательной правовой позиции относительно законности процедуры bail-in (конвертация депозитов в капитал банка) и признании связанных лиц украинские суды, в частности, Верховный Суд в этих спорах ещё не сформировал. В общем продолжается более 40 судебных дел об отмене признания связанных лиц.
10 декабря 2019 Национальный банк одержал первую победу в судебных процессах по определению связанных лиц с ПриватБанком накануне национализации. Речь идет о процессе против ООО "САМТЕК-СЕРВИС".
29 января 2019 – вторая победа НБУ в признании связанности. Суд отказал ЗАО "ГАРАНТ МЕТИЗ ИНВЕСТ" в удовлетворении иска о признании противоправным и отмене решения Национального банка об определении истца накануне национализации связанной с ПАО КБ "ПриватБанк" лицом.

#### Дело о возврате средств братьев Суркисов
Решением Нацбанка Украины от 13 декабря 2016 семью Суркисов было признано инсайдерами ПриватБанка. НБУ указывал, что Игорь Суркис и экс-владелец банка Игорь Коломойский – акционеры телеканала «1 + 1», и это свидетельствует о связи Суркисов с ПриватБанком. На этапе работы временной администрации в банке была проведена процедура конвертации средств инсайдеров банка в капитал (bail-in). Окружной административный суд Киева пришёл к выводу, что участие Суркисов в родственных банком компаниях не доказано.
Через национализацию семья Суркисов потеряла более 248,6 млн долларов и 574 тис. евро в кипрском филиале банка как юридические лица и ещё 1,04 млрд гривен в Украине – уже как физлица.
17 мая 2017 суд отменил решение комиссии НБУ о признании членов семьи Суркисов связанными с ПриватБанком лицами.
10 января 2020 – Апелляционный суд Лондона начал рассмотрение дела братьев Суркисов против Петра Порошенко. Суркисы доказывают, что Порошенко хотел завладеть их общим с Коломойским бизнесом. А именно пытался бесплатно отобрать долю в ООО "Телерадиокомпания "Студия 1+1". В структуре собственности телеканала "1+1" Игорю Суркису принадлежат 24,6%, фактически – поровну поделены с братом. Существует информация, что 8% этой доли принадлежащих давнему бизнес-партнёру Суркисов – Виктору Медведчуку. По версии истцов, в 2015 году Петр Порошенко, находясь на посту президента, сделал братьям Суркисам предложение, от которого нельзя отказаться, – купить у них 25% телеканала "1+1".
Эксперты считают, что таким иском семья Суркисов сама же подтвердила свою связанность с Игорем Коломойским и ПриватБанком к его национализации. «В Киеве в суде Суркисы пытаются доказать, что они не связаны лица с Коломойским и у них нет совместного бизнеса. А в Лондоне Суркисы доказывают правосудию, что Порошенко «отжимал» их совместный с Коломойским бизнес», – отмечает Сергей Фурса, инвестиционный банкир.
Журналистские расследования, в частности матеиал издания Лига.нет, показывает, что связанность семьи Суркисов и Игоря Коломойского доказывается тем, что: 1) Игорь Суркис и Игорь Коломойский – официальные совладельцы медиахолдинга «1+1». В качестве доказательства юристы ПриватБанка/НБУ подали в суд выписки из официальных сайтов телеканалов «1+1» и ТЕТ. Оба телеканалы не скрывают, что бизнесмены выступают их конечными бенефициарными собственниками. 2) Семья Суркисов держала деньги не только в украинском ПриватБанке, но и в его кипрском филиале. Суркисы обслуживались на Кипре на особых условиях: валютные депозиты по 10-12% годовых. 3) Игорь Суркис сам признал себя связанным лицом с Коломойским через канал «1+1», когда подавал иск в Высокий суд Лондона против Петра Порошенко. Претензия Суркиса – Порошенко якобы хотел выкупить его долю в «1+1» за деньги, попавшие под процедуру bail-in в ПриватБанке. Сумма претензий – $140 млн.
16 марта 2020 Большая палата Верховного суда рассматривала кассационную жалобу Нацбанка, Кабинета Министров и ПриватБанка на решения судов низших инстанций по иску семьи Суркисов. Решение Верховного суда по этому делу ожидает Шестой апелляционный админсуд, который рассматривает апелляцию решения Окружного админсуда о признании незаконным национализации ПриватБанка, а также Хозсуд Киева по делу по иску Игоря Коломойского и Triantal Investments о возвращении им акций ПриватБанка (у Игоря Коломойского перед национализацией было 41,7% акций, в Triantal – 16,6%.)
Отмена решения НБУ о связи и признании незаконным процедуры bail-in может привести к потерям средств налогоплательщиков, ведь в связанных с бывшими акционерами ПриватБанка лиц появятся основания для взыскания с банка средств, которые были возвращены государством в капитал банка во время его национализации.

#### Обжалование процедуры кредитной трансформации
Исполняющая обязанности председателя правления ПриватБанка Галина Пахачук в интервью minfin.com.ua сообщила: «Компании предыдущих акционеров банка в „легендарном“ кредитном портфеле не платят проценты. В год забюджетированная сумма по процентам должна составлять от 8 до 10 млрд грн, а мы получили за полгода лишь 270 млн грн. Сумма в 180 млрд грн на сегодняшний день не обслуживается с точки зрения затрат и процентов. Этот портфель обслуживается всего на 3—4%. Мы говорим о портфеле кредитов, выданных по трем характеристикам: связанные с бывшими акционерами и топ-менеджерами, выданные на нерыночных условиях и выданные компаниям с непрозрачной структурой собственности. По каждому из этих признаков имеется оценочное профессиональное суждение. И речь идет не только о связанных лицах, но и о соответствии стандартам банковской практики, коллегиального принятия решений, превышении полномочий. Речь идет о 93—95% кредитов, выданных юрлицам, связанным с экс-владельцами «Привата», его бывшим топ-менеджментом… Мы подали иски в суды, сделали соответствующие представления в прокуратуру, в антикоррупционное бюро. И по всем этим кредитам работают следственные органы. Эти плохие кредиты были выданы начиная с 2004 года… Но в основном их выдача приходится на период 2012—2016 годов. За выдачу этих займов отвечали топ-менеджмент, правление, наблюдательный совет. Возбуждены уголовные дела по фактам доведения банка до банкротства и финансового мошенничества».
При этом предприятия группы «Приват» активно предпринимают действия для избежания привлечения их к ответственности. Так, журналисты уже неоднократно привлекали внимание к «перерегистрациям» бизнесов внутри группы «Приват». Например, в нефтеторговой отрасли группы «Приват» регулярно меняются юридические лица, которые управляют автозаправочными станциями по всей территории Украины. В ноябре 2017 года журналисты enkorr.com.ua написали, что группа «Приват» в сентябре осуществила очередную замену юридических лиц, управляющих станциями. Исключение составляют станции ПАО «Укрнафта», перерегистрация которых на новые юрлица, по мнению журналистов, юридически очень сложная. В сентябре 2017 года 35 старых юридических лиц передали 715 АЗС (бренды ANP, Sentosa, «Авиас», «Мавекс» и др.) на 30 новых, созданных преимущественно летом 2017 года. Предыдущая большая смена юрлиц, управляющих АЗС, в рамках группы «Приват» прошла в феврале 2017 года и была более масштабной, чем нынешняя: тогда было перерегистрировано 858 АЗС на 40 новых юридических лиц.
Группа депутатов Верховной рады обращалась к главам МВД, ГФС, СБУ с депутатским запросом по поводу проверки полноты и достоверности отчетных данных предприятий группы «Приват» по объёмам переработки нефти и реализации нефтепродуктов (депутатский запрос Виктории Войцицкой). В частности, нардепы указывают на то, что данные об объёмах реализации бензина в сети АЗС группы «Приват» расходятся с данными об объёмах импорта топлива и производства его на Кременчугском НПЗ, подконтрольном группе «Приват». «За 2014 год и I квартал 2015 года дисбаланс приобретенного для реализации и реализованного нефтепродукта в сети АЗС находится в диапазоне 31—40%. Такой дисбаланс свидетельствует о том, что в сеть АЗС незаконно попадают неучтенные нефтепродукты со скрываемым источником происхождения», — отметила Виктория Войцицкая.
Согласно данным нардепов, группа «Приват» имеет значительные возможности для использования различных схем сокрытия реальных источников происхождения нефтепродуктов, объёмов нефтепереработки и данных по полученным продуктам нефтепереработки, осуществления переработки неучтенных нефтяных ресурсов, манипулирования с отнесением нефтепродуктов к тем или иным товарным кодам продукции (коды УКТВЭД), осуществления нелегального импорта с использованием схем так называемой свободной морской практики и других нелегальных механизмов, в результате которых на розничный рынок нефтепродуктов попадают значительные объёмы топлива неустановленного происхождения.
«Для прикрытия массовости насыщения рынка нелегальным нефтепродуктом группа „Приват“ ведет деятельность через большое количество юридических лиц, постоянно манипулируя товарными потоками между ними, что затрудняет возможность контроля хозяйственной деятельности и выявления объёмов нарушений», — уточняют нардепы. Исходя из полученных данных, народные депутаты считают, что группа «Приват» в 2014 году не заплатила 72,3 млн евро акцизного налога на топливо. Журналисты enkorr.com.ua также полагают, что регулярная смена юрлиц позволяет сети избегать штрафов от АМКУ за монопольное положение, а также уклоняться от ответственности в случае претензий комитета ВРУ относительно заговора на локальных рынках.
С другой стороны, владельцы группы «Приват» предпринимают шаги для дополнительного страхования залогового имущества из ПриватБанка от взыскания НБУ. Например, в случае зернового элеватора «Бориваж» 26 октября Хозяйственный суд г. Киева в рамках дела № 910/15184/17 частично удовлетворил встречный иск ООО «Агро Комплект» к ООО «Агротерминал Логистик» (официальный владелец зернового терминала «Бориваж») и признал ООО «Агро Комплект» ипотекодержателем по ипотечному договору № 121 от 08.12.2014, заключенному между ООО «Агротерминал Логистик» и НБУ на сумму 100 тыс. грн. В госреестре учредителем ООО «Агро Комплект» значится кипрская компания «Наскина Инвестментс ЛТД», которая также указана как конечный бенефициар ООО «Тайлон». ООО «Тайлон», в свою очередь, является одним из учредителей ООО «Приватофис». По данным ГПУ, ООО «Тайлон» и ООО «Приватофис» были признаны Национальным банком Украины лицами, связанными с ПриватБанком. По мнению журналистов Finbalance, не только ООО «Агротерминал Логистик», но и ООО «Агро Комплект» связано с экс-владельцами ПриватБанка, и этот судебный спор — лишь юридический манёвр, призванный дополнительно обезопасить зерновой терминал «Бориваж» от попыток НБУ забрать его. При этом Печерский районный суд г. Киева арестовал зерновой терминал «Бориваж», принадлежащий компании «Агротерминал Логистик» (решение суда по делу № 757/52015/17-к от 7 сентября). Суд удовлетворил ходатайство Генпрокуратуры в рамках уголовного производства относительно 19 млрд грн рефинансирования НБУ для ПриватБанка.

#### Держатели евробондов
Из указанной суммы убытков государства на вхождение государства в капитал банка часть (32 млрд грн, из которых Фонду гарантирования вкладов реально удалось списать лишь 29,4 млрд грн, так как 2,6 млрд грн, по словам Валерии Гонтаревой, были из банка выведены) удалось покрыть через механизм принудительного списания и зачисления в капитал банка средств отдельных категорий вкладчиков (процедура bail-in). Обосновывается эта операция тем, что такие средства приходятся на связанные с акционерами компании, а также депозиты акционеров и менеджмента (последние, по данным журналистов, как физлица сняли за неделю, предшествовавшую национализации, около 400 млн грн). Более половины из озвученной НБУ суммы в 17 млрд грн приходится на субординированный долг (7 млрд грн) и евробонды (10 млрд грн) банка.
Министр финансов Украины Александр Данилюк рассказал об операции списания еврооблигаций ПриватБанка на сумму 595 млн долларов: «Процедура была проведена в соответствии с законом и власти имели основания считать, что некоторые из владельцев облигаций были „связанными лицами» с бывшими акционерами… Если у вас есть серьезные подозрения и основания считать, что владельцами облигаций являются связанные лица, у вас нет права не провести bail-in… Это не было сделано для того, чтобы нанести ущерб тем, кто не был связанными лицами, но это был единственный выход… Владельцы облигаций знали о потенциальном риске ПриватБанка и могли предвидеть это».
При этом держатели еврооблигаций национализированного ПриватБанка уже заявили о намерении обжаловать в Лондонском международном арбитражном суде (London Court of International Arbitration) принудительный обмен их ценных бумаг на акции дополнительной эмиссии банка (процедуру bail-in). В конце декабря 2016 года держатели еврооблигаций объединились в специальный комитет для совместной защиты своих прав и интересов.
Заместитель председателя НБУ Екатерина Рожкова в интервью finbalance.com.ua сообщила: «Они (держатели облигаций) делали выводы (об инвестировании в облигации банка) на основе отчетов PwC… Они как инвесторы взяли на себя этот риск, он реализовался — они проиграли… Они могли выйти из этого риска, могли продать бумаги, но они этого не сделали, остались в этом риске. Абсолютно сознательно… Дело в том, что, чтобы спасти систему, ты выбираешь наименее болезненный вариант. Государство хотело защитить население, потому что это социально чувствительный момент. Государство хотело сохранить операционные предприятия, которые являются производителями, которые реально работают. Ни одно предприятие, которое выпускает реальную продукцию или предоставляет услуги, не пострадало. Остальными мы были вынуждены пожертвовать. Но опять-таки, о ПриватБанке говорили два года. Был принят закон. Я никогда не поверю, что портфельный инвестор, который осуществляет свои инвестиции, у которого куча консультантов, не видел этого риска».

#### Возвращение кредитов рефинансирования
Национальный банк Украины ведет 148 судов против Игоря Коломойского о возвращении кредитов рефинансирования в Украине и 1 суд в Швейцарии.
3 июля 2018 – Верховный Суд поддержал правовую позицию Национального банка по обеспечению выполнения обязательств ПриватБанка по кредитам рефинансирования ООО "Агротерминал Логистик" и ОАО "ППИ «Южмедбиосинтез».
22 марта 2019 – Печерский райсуд Киева в рамках уголовного производства относительно возможного вывода рефинансирования, привлеченного ПриватБанком в НБУ до национализации, наложил новый арест на активы ряда компаний, которые прямо и косвенно связанные с "приватовцами" и их партнёрами.
В частности, речь идет о таких компаниях и их арестованное имущество ООО "Скорзонера" (11 земельных участков по адресу Ивано-Франковская область,. Яремче, с. Поляница; паркинг площадью 29 799,9 кв.м, по адресу Ивано-Франковская область , г. Яремче, с. Поляница, участок Щивкы, дом 3/2) ООО "Арт-Лаб Групп" (земельный участок по адресу Ивано-Франковская область, Яремче, Поляница) ООО "Тех-Трейд-Инвест" (магазин площадью 39,80 по адресу Ивано-Франковская область, Яремче, с. Поляница) ООО "Гаджибей" (8 земельных участков по адресу Одесская область, Овидиопольский район, Дальницкий сельсовет, массив "Золотой берег"), ООО "Приватофис"(144 помещения, здания в Крыму, Волынской, Днепропетровской, Донецкой, Житомирской, Ивано-Франковской, Запорожской, Львовской, Киевской, Кировоградской, Николаевской, Одесской, Полтавской, Ровенской, Сумской, Харьковской, Херсонской, Хмельницкой и Черниговской областях) ООО "Истейт-Сервис" (3 помещения в Волынской области), ООО "Спектрум-Энерго" (3 помещения в Донецкой, Харьковской, Хмельницкой областях), ООО "Перспектива-Инвестмент" (23 квартиры, помещения в г. Днепр), ПАО "Толкачевский горно-обогатительный комбинат" (2 тепловоза), ОАО "Никопольский завод ферросплавов" (69 платформ, тепловозов, электровозов, цистерн).

#### Дело активов ООО «Скорзонера» (Курорт Буковель)
03.10.2014 – между НБУ и ООО «Скорзонера» (связан с горнолыжным курортом «Буковель», Ивано-Франковская область, с. Поляница) был заключен ипотечный договор №63. Договор был заключен в качестве обеспечения долговых обязательств ПриватБанка перед НБУ.
Решение Хозяйственного суда Киева от 08.12.2017 удовлетворило иск ООО «Скорзонера» о расторжении ипотечного договора №63.
27 декабря 2017 – Киевский апелляционный хозяйственный суд открыл апелляционное производство по апелляционным жалобам НБУ и ПриватБанка решения суда.
21 февраля 2018 – Хозяйственный суд Киева удовлетворил иск ООО «Скорзонера» в Нацбанк и разорвал шесть ипотечных договоров, заключенных между НБУ и ООО «Скорзонера» в качестве залога по обязательствам ПриватБанка перед регулятором по кредитам рефинансирования.
По результатам рассмотрения Верховный Суд отменил решения предыдущих инстанций и принял новое, которым отказал в исковых требованиях ООО «Скорзонера». Несмотря на то, что НБУ потерял контроль над курортом «Буковель», регулятор отметил, что такое решение Верховного Суда стало одним из примеров обеспечения принципа верховенства права в современных условиях реформирования правосудия в Украине. «Банк не может управлять самостоятельно таким объектом. У него нет компетенции для этого, у него нет людей», – отмечала К. Рожкова.
В феврале 2019 Печерский суд наложил арест на имущество компаний бывших владельцев ПриватБанка Игоря Коломойского и Геннадия Боголюбова по делу о выводе около 19 млрд гривен кредита рефинансирования накануне национализации банка. Среди прочего арест наложен на земельные участки компании «Скорзонера», расположенные в селе Поляница, на которых размещена инфраструктура горнолыжного курорта «Буковель». Также суд арестовал железнодорожные вагоны, платформы, парковочные места и другое движимое и недвижимое имущество компаний Коломойского и Боголюбова.
1 апреля 2019 – Печерский суд Киева наложил арест на активы группы компаний «Приват», принадлежащей Коломойскому. Под арест попали 11 земельных участков «Буковеля». Арест наложили по делу о выдаче ПриватБанку накануне национализации 19 млрд гривен кредита рефинансирования, залогом по которому имущество группы «Приват». Среди прочего арест наложили на 11 земельных участков компании «Скорзонера», 8 земельных участков компании «Гаджибей», помещение компании «Приватофис» и имущество «Никопольского завода ферросплавов». Так, суд запретил отчуждать имущество и проводить с ним какие-либо другие действия нотариусам и государственным регистраторам.
31 мая 2019 – Хозяйственный суд Киева начал рассмотрение дела по иску Коломойского Игоря Валерьевича в Национальный банк Украины и АО КБ "ПриватБанк" о признании недействительными пяти кредитных договоров рефинансирования и пяти договоров личного поручительства Коломойского по этим кредитным договорам. Рассмотрение дела было перенесено.
3 июля 2019 – Большая Палата Верховного Суда подтвердила правоту ПриватБанка в споре с ЗАО «Эрлан» (ТМ «Биола») Игоря Коломойского (которое пыталось разорвать ипотечный договор через национализацию банка и вывести из-под залога имущество стоимостью более 600 млн грн.), а ООО «Укринтеринвест» отказался от иска к банку после такого решения.
8 июля 2019 – НБУ в рамках дела №910 / 5172/19 подал встречный иск к Игорю Коломойскому по договорам поручительства о взыскании 4,26 млрд грн.
16 января 2020 – Хозяйственный суд Львовской области 16 января в полном объёме удовлетворил иск Национального банка Украины об обращении взыскания на предмет ипотеки ДНЕПРМЕТАЛЛСЕРВИС по делу о рефинансировании ПриватБанка.
17 марта 2020 – Хозяйственный суд Киева в составе судьи Привалова А.И. фактически решил дело по существу, поспособствовав 38 компаниям, связанным с бывшими владельцами банка, во избежание ответственности и невозврате недвижимого имущества (247 АЗС), которое в 2016 году перед национализацией было передано в финансовый лизинг.

#### Открытие дел в отношении руководителей НБУ
Директор Национального антикоррупционного бюро Украины Артем Сытник в интервью zn.ua отметил, что детективы бюро расследуют связанное с ПриватБанком производство на предмет злоупотреблений при использовании средств, выделенных банкам на рефинансирование, при этом данное производство было открыто ещё до решения Кабмина о национализации ПриватБанка.

### Судебные процессы за границей

#### Лондонские суды
19 декабря 2017 – Высокий Суд Англии издал приказ о всемирном арест активов бывших владельцев ПАО КБ «Приватбанк» Игоря Коломойского и Геннадия Боголюбова и шесть компаний, которые им предположительно принадлежащих или находящихся под их контролем на сумму более 2,5 млрд долларов США.
31 июля 2018 – В Высоком суде Лондона состоялось пятидневное слушания по иску АО КБ ПриватБанк против И. Коломойского и Г. Боголюбова (бывших акционеров и должностных лиц банка) и шести компаний, которые, как заявляется, находятся под их контролем.
23 ноября 2018 – Высокий суд Лондона предоставил ПриватБанку разрешение на обжалование решения суда первой инстанции по вопросу юрисдикции.
15 октября 2019 – Апелляционный суд вынес решение, которым подтвердил, что английский суд обладает юрисдикцией рассматривать иск ПриватБанка, касающийся мошенничества, совершенного по предварительному сговору лиц, против бывших владельцев – Игоря Коломойского и Геннадия Боголюбова. Судебный приказ о всемирном арест активов, который был получен в декабре 2017 года, остается в силе до вынесения судебного решения по существу.
23 октября 2019 – Апелляционный суд Лондона обязал Коломойского и других уплатить Банку 10,9 млн фунтов стерлингов до 12 ноября 2019 года. Банк должен был получить 4 млн фунтов стерлингов от господина Коломойского, 2 млн фунтов стерлингов от господина Боголюбова и 1,5 млрд фунтов стерлингов от корпоративных ответчиков.
13 ноября 2019 – Ответчики оплатили ПриватБанку более 10 млн фунтов стерлингов расходов по решению Апелляционного суда Лондона.
16 марта 2020 – Высокий суд Англии и Уэльса 16 марта подтвердил право ПриватБанка осуществлять выплаты по выпущенным в 2010 и 2013 годах евробондам не всем предъявителям. Такое решение суд вынес в ответ на ходатайство компании-управляющего облигациями Madison Pacific, которая просила разъяснить решение Лондонского арбитража. Большинство евробондов скупили связанные с Коломойским компании. Общая стоимость этих бумаг – $335 млн.

### Суды США
18 декабря 2019 – ПриватБанк увеличил сумму исковых требований в канцлерском суде штата Делавэр в США и подал в суд дополненную исковое заявление.
23 мая 2019 – АО КБ "Приватбанк" инициирует судебное разбирательство против своих бывших владельцев и их приближенных лиц в США.

#### Иск ПриватБанка в Канцелярский суд штата Делавэр
21 мая 2019 – в канцелярских суде штата Делавэр было зарегистрировано иск ПриватБанка против своих бывших владельцев - Игоря Коломойского и Геннадия Боголюбова, а также других физических и юридических лиц, основанием для которого стал ряд схем, которые имеют признаки мошенничества.
Основанием иска в американский суд стал ряд схем, которые имеют признаки мошенничества и являются организованными Игорем Коломойским и Геннадием Боголюбовым совместно с другими ответчиками для проведения финансовых транзакций через Кипр на сумму 470 млрд долларов США за отмывание средств.
В частности, в документе речь идет о следующих активах:
| Название актива | Место расположения | Стоимость актива | Информация о компании покупателя |
| 55 Public Square Building | (Кливленд, Огайо, США)                                                                                                 | была приобретена за $34 млн фирмой Optima 55 Public Square, LLC (Делавэр) 29 июля 2008 года. | Компания была основана 29 апреля 2008 года. |
| One Cleveland Center | (Кливленд, Огайо, США)                                                                                                 | приобретена за $86,3 млн компанией Optima One Cleveland Center, LLC (Делавэр) 15 мая 2008. | Фирма основана 29 апреля 2008. Менее $36,1 млн из этой суммы, как утверждают в заявлении, получили путем вывода средств из ПриватБанка. |
| ECOM Building (раньше известная, как Пентон Медиа) | Кливленд, Огайо. | Была приобретена за $46,5 млн компанией с Optima 1300, LLC (Делавэр) 16 августа 2010 года. | Фирма была зарегистрирована 21 июля 2010 года. |
| Отель Crowne Plaza Hotel (более известен как Westin Hotel)                                                                                             | Кливленд, штат Огайо.                                                                                                  | Долю в нём приобрела компания Optima 777, LLC (Делавэр), за $9 млн. Ещё по меньшей мере $2,4 млн использовали для ремонта отеля.                                                                                             | Фирма зарегистрирована 3 июня 2011 года. |
| Вышки Stemmons Towers | Даллас, штат Техас. | Около $7,6 млн из суммы, которую заплатили за это сооружение, были получены из схемы вывода денег. | Их приобрела компания Optima Stemmons, LLC (Делавэр), основана 14 мая 2008 года. |
| Бывший корпус CompuCom System Headquarters и прилегающая к нему незадействованная участок, расположенные по адресу 7171 Forest Lane и 7505 Forest Lane | Даллас (Техас) | Их приобрела компания Optima 7171, LLC (Делавэр). | Зарегистрировано 10 ноября 2010 года. |
| PNC Plaza | тридцатиэтажный небоскреб в самом городе штата Кентукки, Луисвилле, расположенный по адресу 500 West Jefferson Street. | В 2011 году его приобрела за $77 млн фирма Optima 500, LLC (Делавэр). | Зарегистрировано 10 ноября 2010 года. |
| Huntington Building | 21-этажное здание в Кливленде (штат Огайо), расположенная по адресу 925 Euclid Avenue.                                 | 14 июня 2010 она была приобретена за $ 18,5 млн компанией Optima 925, LLC (Делавэр) | Зарегистрирована 14 мая 2010 года. |
| Завод по производству ферросилиция CC Metals and Alloys LLC                                                                                            | Калверт, Кентукки | крупнейший производитель и поставщик этого материала среди Северо-Американской Стальной Промышленности тоже принадлежит структурам, которые связывают с Коломойским и Боголюбовым, Georgian American Alloys, Inc. (Делавэр). | Фирма основана 14 февраля 2012 года. Владельцами являются Коломойский и Боголюбов вместе с Корфом и Лейбером. Завод, согласно жалобе, приобрели ещё в марте 2011 года на компанию группы Optima, на что потратили $188 100 000. |
| Завод по производству ферросиликомарганца Felman Production LLC                                                                                        | Нью-Хейвен, штат Западная Вирджиния                                                                                    | | Принадлежит Georgian American Alloys, Inc. (Делавэр). |
| Единственная трейдинговая компания для предварительного завода - Felman Trading, Inc.                                                                  | Нью-Джерси | | Компания имеет склады в двух десятках штатов, в частности, Алабаме, Арканзасе, Калифорнии, Флориде, Иллинойсе, Луизиане, Мэриленде, Мичигане, Миссисипи, Миссури, Огайо, Оклахоме, Пенсильвании, Южной Каролине, Теннесси, Техасе, Вирджинии, Вашингтоне, Западной Вирджинии , а также за пределами США. Она тоже принадлежит Georgian American Alloys, Inc. (Делавэр). |
| KES Acquisition Company металлургический завод Kentucky Electric Steel                                                                                 | Ашленд, Кентукки, принадлежит Optima Acquisitions, LLC (Делавэр)                                                       | Завод на 42 000 квадратных метров обошёлся минимум в $20 млн. | Фирма основана 25 июня 2008 года. Владельцами являются Коломойский и Боголюбов и Корф. |
| Steel Rolling Holdings, Inc. (Делавэр). | | С 2009 по 2015 владела заводом фирма по производству металлопроката Detroit Cold Rolling Facility (Гибралтар, Мичиган), который был продан компании Ferragon Steel Rolling.                                                  | Фирма основана 22 мая 2006 года. |
| Заброшенный металлургический завод Warren Steel | город Уоррен (штат Огайо)                                                                                              | Менее $4,5 млн, использованные при покупке завода деньги были, по мнению ПриватБанка, «отмыть». | Принадлежит компании Warren Steel Holdings, LLC (Делавэр), зарегистрированной 19 ноября 2001 года. Коломойский и Боголюбов соответственно связанные с ней через организацию с Британских Виргинских островов, называется Halliwel Assets, Inc., и траста с острова Джерси (Нормандские острова), который называется Marigold Trust Asset Management.                    |
| Бывший Motorola Campus в Гарварде | штат Иллинойс | | Был приобретен компанией с Optima International of Miami, Inc., которая, вероятно, связана с компанией Optima Ventures. |
| Металлургический завод Corey Steel в Цицеро | штат Иллинойс | стоимость $43,5 млн. | В начале 2015 года дочерняя компания Optima Acquisitions, Optima Specialty. |

Игорь Коломойский на такие обвинения отреагировал, что недвижимость имеет отношение к компаниям, а определённые компании имеют отношение к нему, однако Коломойский только один из акционеров с пакетом около 30%.
ПриватБанк также заявил 19 декабря, что увеличил размер своего иска к канцелярским суде штата Делавэр в США, но не сообщил деталей. Причины действия почти идентичны случаю с Израилем.

### Суды в Израиле
18 декабря 2019 – ПриватБанк инициировал новый судебный процесс против своих бывших владельцев Игоря Коломойского и Геннадия Боголюбова. В судебных исках национализирован банк будет пытаться взыскать около 600 млн долларов США. Этот иск является частью стремление ПриватБанка вернуть как можно больше с 5,5 млрд долларов США за возможные мошеннические убытки. Убытки произошли, когда банк принадлежал Коломойскому и Боголюбову.

### Суд в Швейцарии
18 декабря 2018 – Национальный банк подал судебный иск в Швейцарии против экс-акционера ПриватБанка Игоря Коломойского. Иск подан в Первой инстанции суда республики и кантона Женевы на общую сумму 6,64 млрд гривен. Основанием для иска НБУ называет то, что господин Коломойский выступил поручителем по пяти договорам о предоставлении кредитов рефинансирования банка в период с 2008 по 2015 годы, который тогда принадлежал ему и Геннадию Боголюбову.
В 2016 году Коломойский, который на тот момент был совладельцем существенной доли ПриватБанка, заключил с Национальным банком договоры поручительства и по собственной воле лично обязался выполнить требования Нацбанка по возврату кредитов рефинансирования полученных ПриватБанком за период 2008–2014 как фактически, так и юридически Коломойский остается должником перед НБУ по указанным кредитам ПриватБанка, задолженность по которым на сегодня составляет 9,2 млрд грн.

### Суд на Кипре
ПриватБанк подал новый иск в суд Кипра с целью возмещения убытков в размере 5,5 млрд долларов США в связи со схемами, которые имеют все признаки мошенничества и отмывания средств и которые, как считает Банк, было реализовано его бывшими владельцами – Игорем Коломойским и Геннадием Боголюбовым, одним из бывших должностных лиц – Тимуром Новиковым, и двумя кипрскими компаниями – PrimeCap (Cyprus) Limited и Duxton Holdings Limited.
Вручение нового иска на Кипре состоялось 3 апреля 2020 после вынесения судом приказа против PrimeCap по сохранению документов. Вручение иска иностранным ответчикам состоится должным образом.
Иск ПриватБанка касается двух серий трансакций, которые, как утверждает Банк, было незаконно осуществлено в период между 2013 и 2016 годами, по указанию его бывших владельцев и при содействии других ответчиков, которые предусматривали уплату огромных сумм компаниям, принадлежали и/или контролировались Коломойским и Боголюбовым в соответствии с кредитными договорами, которые, как считает Банк, являются мнимыми и ни один из которых не был погашен.
Такие сделки включали схему, по которой 2,34 млрд долларов США были направлены кипрской компании, связанной с бывшими владельцами Банка – Duxton Holdings Limited через перечисление траншами по 30 млн долларов США в течение четырёх месяцев в 2013 году.
Этот иск является составной требований ПриватБанка против Коломойского и Боголюбова, рассматриваемых в Англии, на Кипре, в США и Израиле на общую сумму более 10 млрд долларов США. Банк до сих пор ожидает получения возмещения от его бывших владельцев в полном объёме в связи с понесенным им ущербом в период, когда банк находился под их владением и контролем, и нацелен достичь правосудия как для Банка, так и для украинских налогоплательщиков.

## Реакция международных организаций
Директор-распорядитель МВФ Кристин Лагард прокомментировала решение правительства о вхождении государства в капитал банка: «Сегодняшнее решение украинских властей о национализации ПриватБанка является важным шагом к достижению финансовой стабильности. Это решение было принято для обеспечения бесперебойной работы банка с учетом его системной роли в финансовой системе Украины и неудовлетворительных усилий по укреплению адекватности капитала за последние месяцы».
Представитель ЕС по вопросам внешней политики и политики безопасности Федерика Могерини заявила о поддержке решения правительства Украины по вхождению государства в капитал ПриватБанка: «Поздравляю вас с этим важным и смелым решением национализировать ПриватБанк. Это решение должно привести к тому, что все банки в Украине будут работать в одинаковых условиях».
Европейский банк реконструкции и развития поддерживает решение украинского правительства национализировать ПриватБанк для защиты его вкладчиков: «Мы полностью поддерживаем неустанную деятельность Национального банка Украины по реформированию банковской системы и обеспечению эффективного управления в этом секторе».
Всемирный банк приветствует этот смелый шаг, сделанный Национальным банком и правительством Украины, к обеспечению финансовой стабильности в стране. По мнению Всемирного банка, в дальнейшем будет критически важно назначить профессиональное правление и независимый наблюдательный совет, чтобы эффективно реструктурировать ПриватБанк, защитить вкладчиков и минимизировать затраты для налогоплательщиков.
Послы стран G7 также одобрили национализацию ПриватБанка: «Мы приветствуем и одобряем деятельность председателя Национального банка Украины, премьер-министра, министра финансов и президента за их ведущую роль и постоянные усилия по очистке банковского сектора и стабилизации экономики. Решение правительства национализировать ПриватБанк — важный и необходимый шаг в этом процессе, который поможет обеспечить соблюдение единых регуляторных экономических нормативов всеми банками Украины. Это сделает банковский сектор более сильным и устойчивым».
Федеральный канцлер Германии Ангела Меркель отметила смелое и необходимое решение украинских властей о национализации ПриватБанка.
Старший научный сотрудник Atlantic Council Андерс Ослунд назвал переход ПриватБанка в государственную собственность концом банковского кризиса в Украине.
Глава Комитета по иностранным делам Европейского парламента Элмар Брок отметил реформаторские усилия Украины, в частности, по укреплению банковской системы и смелость решения о национализации ПриватБанка.
Первый замглавы Международного валютного фонда Дэвид Липтон в интервью «Экономической правде» отметил: «ПриватБанк поставил под угрозу всю банковскую систему Украины: он стал фактически неплатежеспособным, являясь крупнейшим коммерческим банком в стране. Важно было обеспечить беспрерывность работы банка, и это было успешно достигнуто… Вопрос решения некоторых унаследованных проблем ПриватБанка сейчас находится в руках правительства. Это, как правило, сложные экономические и правовые проблемы, но со временем они должны быть решены».
В МВФ заявили, что решение о национализации ПриватБанка требовало 160 млрд грн украинских налогоплательщиков на восстановление его платежеспособности. «Оно обеспечило жизнеспособность ПриватБанка на долгую перспективу и укрепило экономическое самочувствие страны», – говорится в заявлении Фонда. Также в МВФ отметили, что поддерживают реформу корпоративного управления ПриватБанка, возглавляемого независимым наблюдательным советом, и трансформацию его бизнес-модели, которая уже положительно сказалась на показателях и устойчивости банковской системы в целом. «Международные партнеры Украины будут тщательно отслеживать события в этой сфере», – говорится также в заявлении.

## Реакция НБУ
В НБУ заявили, что, если ПриватБанк вернуть прежним собственникам, государству придется забрать свои 155 млрд грн, потраченные на докапитализацию национализированного ПриватБанка. В связи с этим, банк будет признан неплатежеспособным, что приведет к его ликвидации и необходимости выплатить более 100 млрд грн клиентам банка. Для выплат деньги нужно будет напечатать, что приведет к росту инфляции и давления на курс гривны, заявил глава НБУ Яков Смолий на заседании СНБО.

## Результаты деятельности за 2019 и планы
ПриватБанк должен быть продан государством частному инвестору до 2023 года. По результатам 2019 чистая прибыль ПриватБанка составил 1,5 млрд долларов США. Это абсолютный рекорд в истории украинского банковского сектора.